# Римский скульптурный портрет

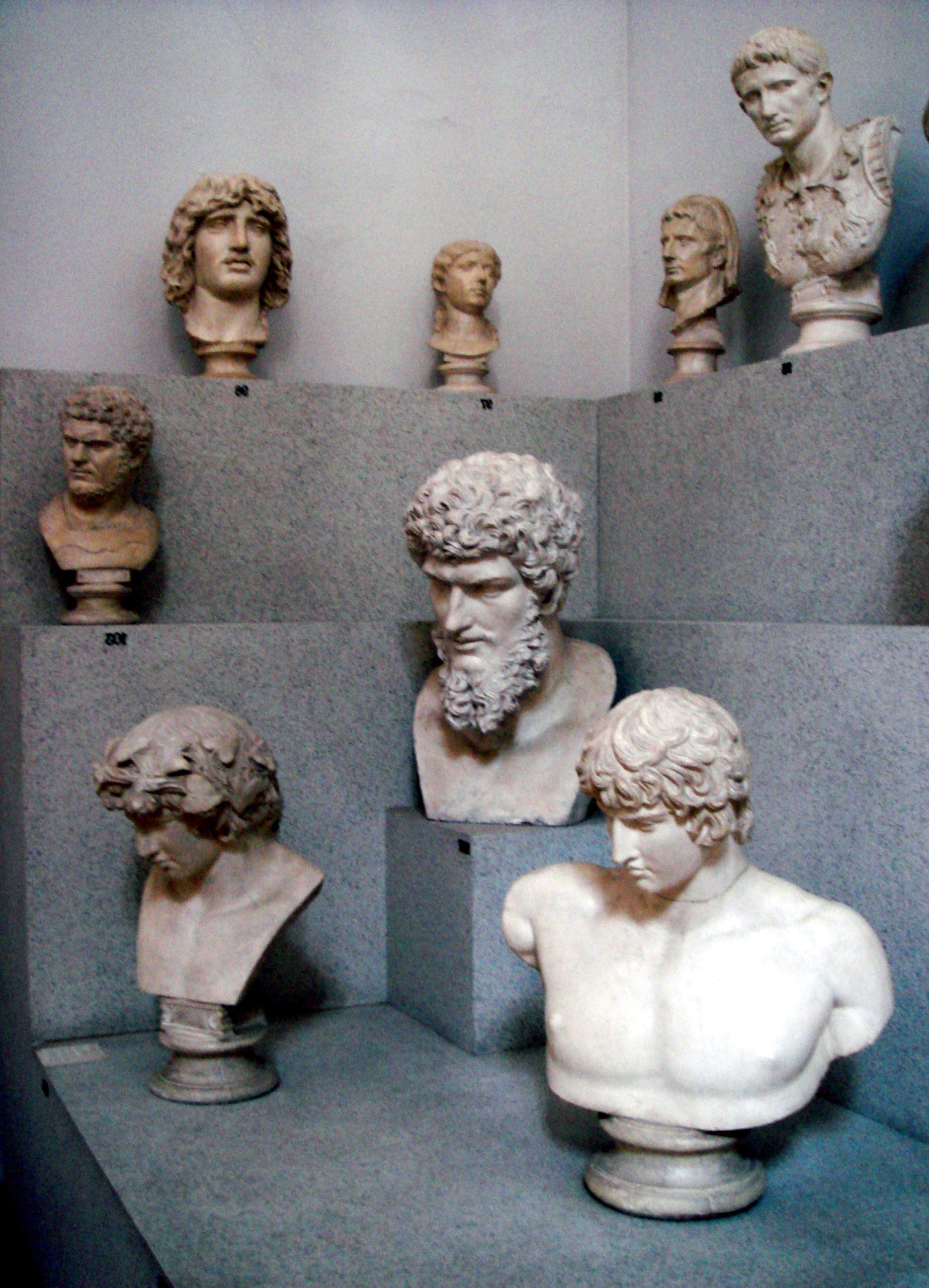
Глиптотека (коллекция бюстов) в Археологическом музее Болоньи

Римский скульптурный портрет — один из самых значительных периодов в развитии мирового портрета, охватывающий примерно 5 веков (I в. до н. э. — IV в. н. э.), характеризуется необыкновенным реализмом и стремлением передать характер изображённого; в древнеримском изобразительном искусстве по своему качеству занимает одно из первых мест среди других жанров.
Отличается значительным количеством дошедших до нас памятников, которые кроме художественной имеют значительную историческую ценность, так как дополняют письменные источники, демонстрируя нам лица участников важных исторических событий. По мнению исследователей, этот период заложил основы последующего развития европейского реалистического портрета. Подавляющее количество изображений выполнены в мраморе, встречаются и бронзовые изображения, дошедшие в меньшем количестве. Хотя многие римские портреты идентифицированы с конкретными личностями либо прямо имеют надпись, указывающую на то, кто послужил им моделью. Ни одного имени римского портретиста не сохранилось.

## Идеология

### Религиозная функция римского портрета
Одним из корней реализма римского портрета стала его техника: как считают многие учёные, римский портрет развился из посмертных масок, которые было принято снимать с умерших и хранить у домашнего алтаря (lararium) вместе с фигурками лар и пенатов. Они изготавливались из воска и назывались imagines.

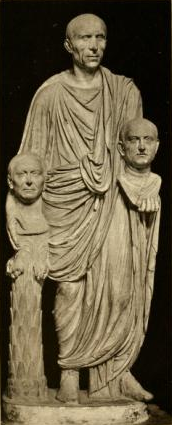
Тогатус Барберини: статуя древнего римлянина с восковыми масками предков в руках

В случае смерти представителя рода маски предков неслись в погребальной процессии, чтобы подчеркнуть древность аристократического рода. (Это являлось рудиментом культа предков). Кроме восковых масок, в ларариуме хранились бронзовые, мраморные и терракотовые бюсты предков. Маски-слепки делались непосредственно с лиц усопших и потом обрабатывались с целью придания им большего натуроподобия. Это привело к прекрасному знанию римскими мастерами особенностей мускулатуры человеческого лица и его мимики, что повлекло за собой прекрасные результаты уже при обычном позировании. Корни подобного погребального культа были восприняты римлянами у этрусков, где портрет также был чрезвычайно развит.

### Политическая функция римского портрета
Во времена Республики стало принято воздвигать в публичных местах статуи (уже в полный рост) политических должностных лиц или военных командиров. Подобная честь оказывалась по решению Сената, обычно в ознаменование побед, триумфов, политических достижений. Подобные портреты обычно сопровождались посвятительной надписью, рассказывающей о заслугах (cursus honorum). В случае преступления человека его изображения уничтожались (damnatio memoriae). С наступлением времён Империи портрет императора и его семьи стал одним из мощнейших средств пропаганды.

### Психологический аспект появления римского портрета

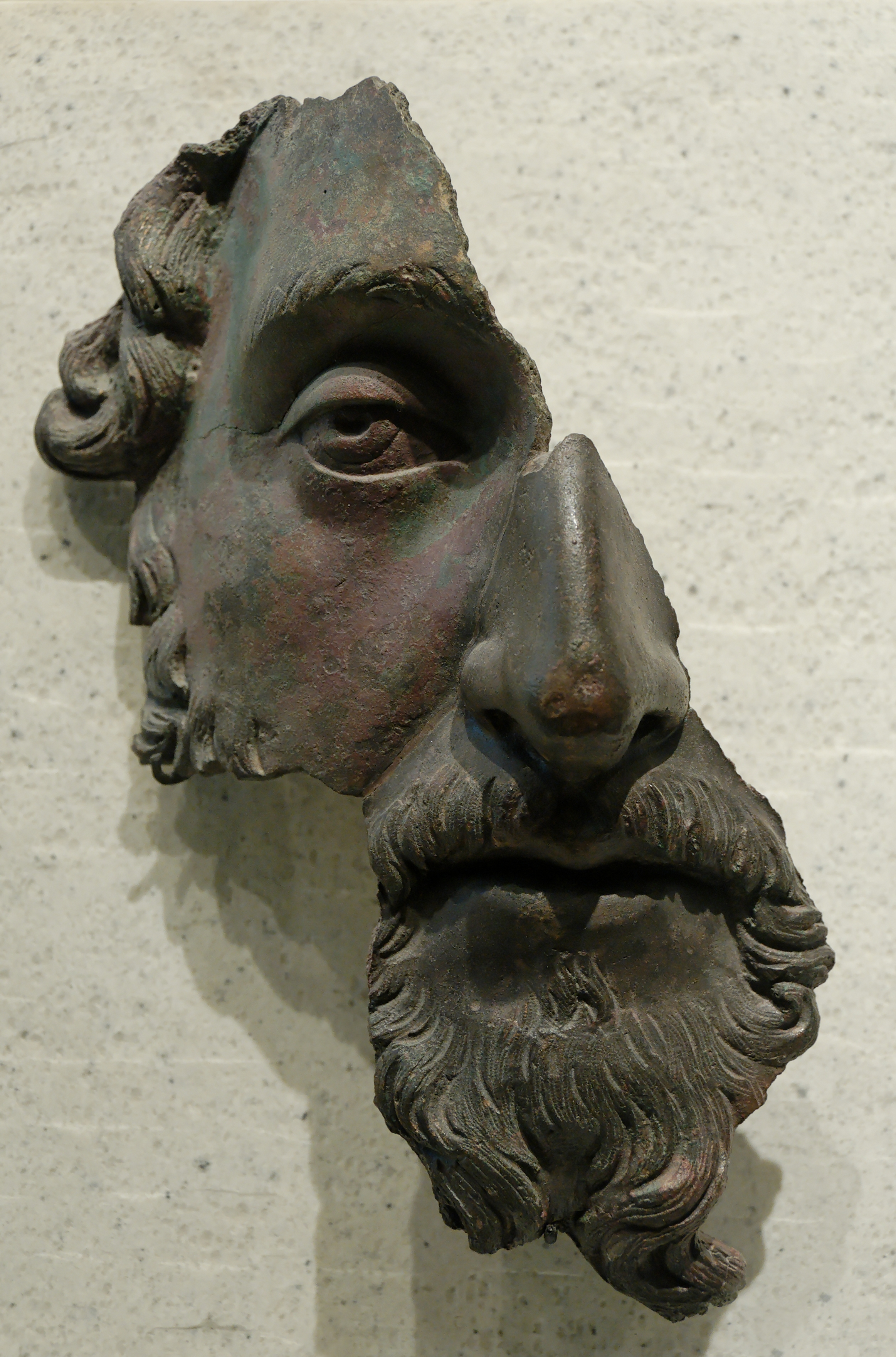
Император Марк Аврелий. Бронза, фрагмент

Развитие древнеримского портрета было связано с усилением интереса к индивидуальному человеку, с расширением круга портретируемых. Риму свойственен нарождающийся интерес к конкретному человеку (в отличие от интереса к человеку вообще в искусстве Древней Греции). В основе художественной структуры многих древнеримских портретов — чёткая и скрупулёзная передача неповторимых черт модели при соблюдении единства индивидуального и типического. В отличие от древнегреческого портрета с его тягой к идеализации (греки считали, что хороший человек обязательно должен быть красивым — калокагатия), римский скульптурный портрет оказался максимально натуралистичным и до сих пор считается одним из наиболее реалистичных образцов жанра за всю историю искусства. Древние римляне обладали такой верой в себя, что считали личность человека достойной уважения в том виде, какая она есть, без всяких приукрас и идеализаций, со всеми морщинами, лысинами и избыточным весом (см. к примеру портрет императора Вителлия).
Римские портретисты впервые попытались разрешить задачу, которая в конечном счёте стоит и перед современными художниками, — передать не только внешний индивидуальный облик определённого человека, но и отличительные особенности его характера.

## Жанры
Из Греции искусство портретов перешло к римлянам, которые к прежним родам пластических портретных изображений, (статуе и герме), прибавили новый род — бюст. Многие греческие ремесленники работали в Риме, правда, уже с соблюдением желаний римского заказчика.
Наряду с портретными бюстами и статуями, широкое распространение получили портреты на монетах, камеях и т. п., отчасти живописные портреты. Искусство чеканки было так развито, что по профилям на монетах (сопровождаемых надписями) современные исследователи опознают безымянные мраморные головы. Ранние образцы станковой портретной живописи представляют фаюмские портреты (территория эллинистического Египта, I—IV вв. н. э.), исполнявшие функцию погребальных масок. Во многом связанные с традициями древневосточного портрета и с религиозно-магическими представлениями, вместе с тем они создавались под воздействием античного искусства, непосредственно с натуры, несли в себе ярко выраженное сходство с конкретным человеком, а в поздних образцах — специфическую духовность.

## Общие тенденции
- Создавались не только римскими ремесленниками, но и рабами-мастерами, в том числе пленными греками. Тем не менее, общую пропорцию установить невозможно.
- Большое число подделок в Новое время и ложных реконструкций
- Опознание мраморных голов путём сравнения с профилями на монетах
- Портрет императора (династические портреты) в большинстве случаев является наиболее репрезентативным для определения общего стиля эпохи, так как эти произведения выполняли наиболее умелые ремесленники и, вдобавок, остальные подданные, заказывая свои изображения, ориентировались на моду, заданную императором.
- Произведения, создаваемые в столице, являлись эталонными. При этом провинциальный портрет по своей стилистике мог отставать от моды на десятилетия. Кроме того, в провинциальном портрете (в зависимости от региона) сильнее было влияние греческого портрета.

## История

### Этрусский портрет

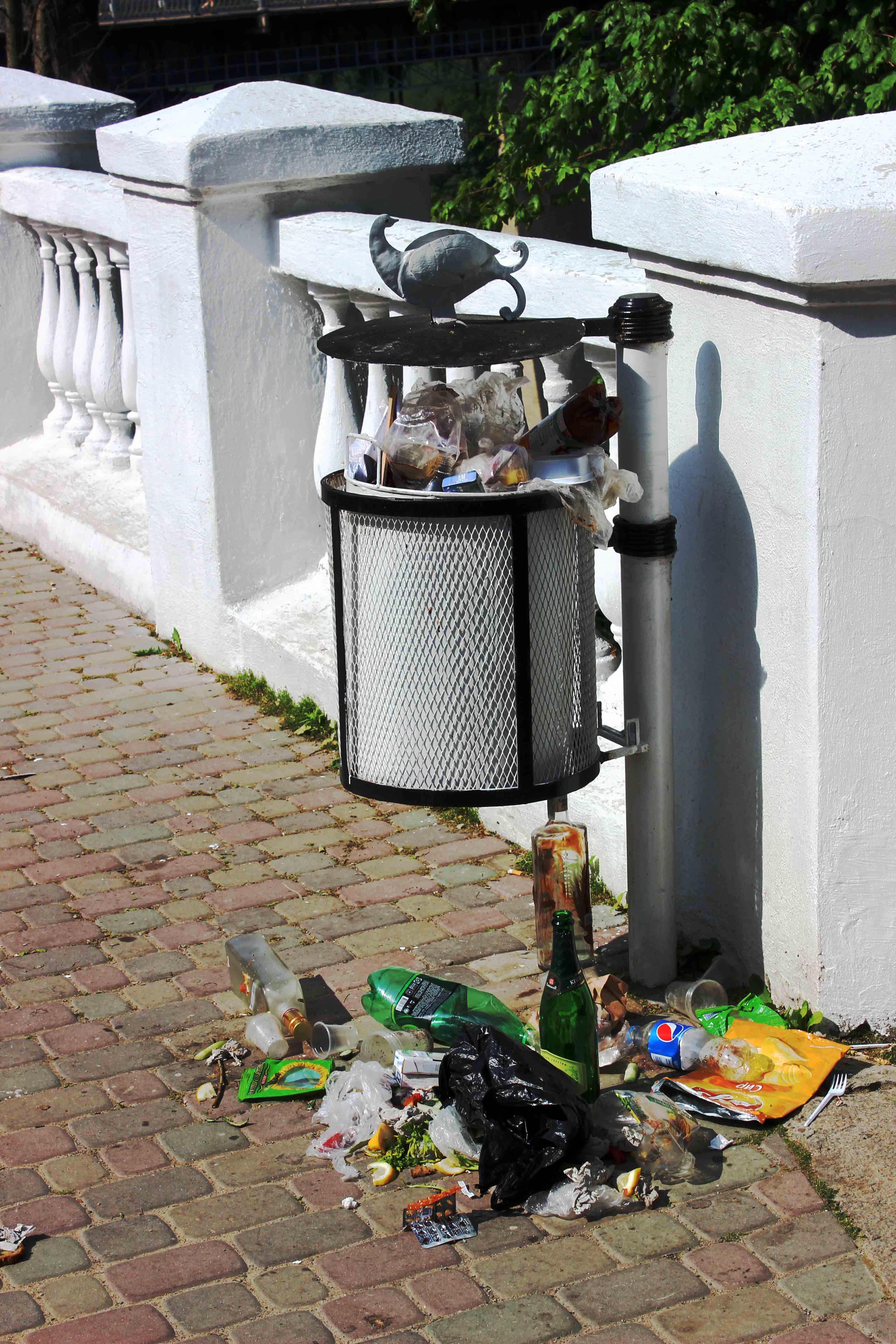
Этрусская канопа, Лувр

Важный вклад в развитие римского портрета оказало искусство их ближайших соседей и предшественников. Хотя точных сведений о религии этрусков не сохранилось, сохранившиеся образцы предметов их погребального культа свидетельствуют об их интересе к передаче портретного сходства. Скорее всего, как и египтяне, они придерживались идеи сохранения внешнего облика умершего, может быть, как залога его потустороннего бессмертия.
Самыми знаменитыми подобными произведениями являются терракотовые этрусские саркофаги; но им предшествовали бронзовые и глиняные урны, а с VII в. до н. э. канопы, чьи навершия выполнялись в форме человеческой головы (например, канопы из Кьюзи, Четоны, Солайи), а ручки выполнялись в форме человеческих рук. Уже в VIII—VII веках до н. э. крышки урн украшались масками, которые схематично и примитивно передавали человеческое лицо. Волосы передаются прямыми линиями, прочерченными в глине, черты лица крупные и грубоватые, большой нос и плотно сжатый рот с узкими губами.

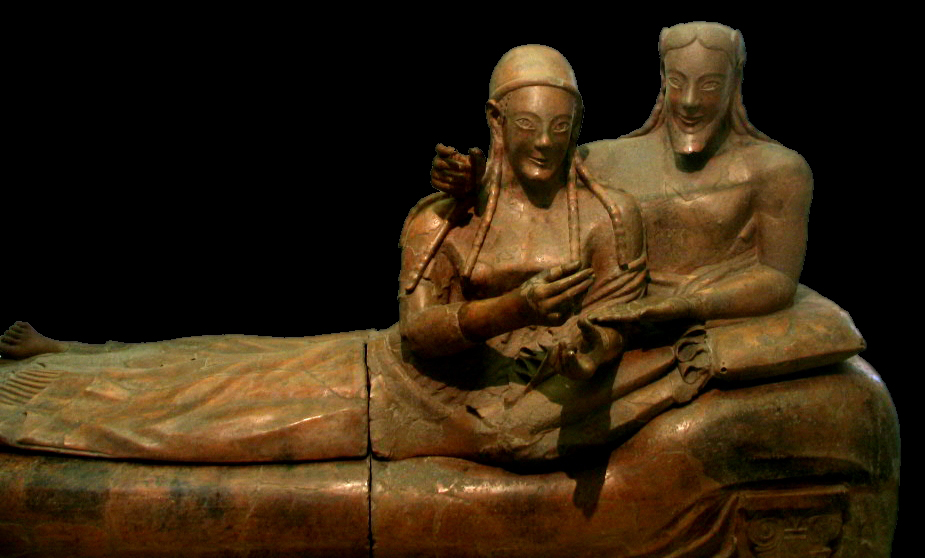
Этрусский «Саркофаг супругов» из Бандитачча. Полихромная терракота, VI век до н. э., музей Виллы Джулиа, Рим

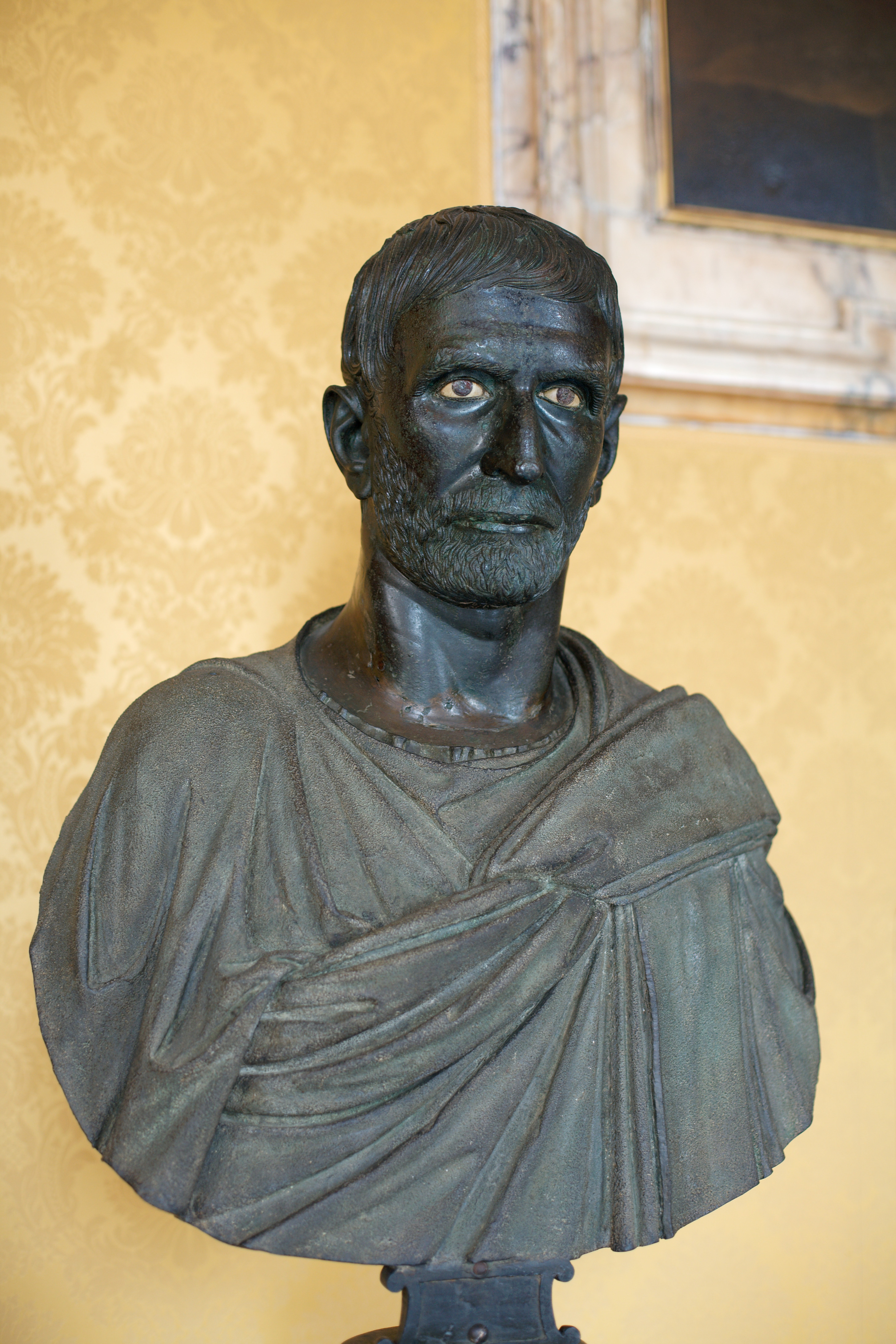
«Капитолийский Брут», 1-я пол. III в. до н. э., Капитолийские музеи

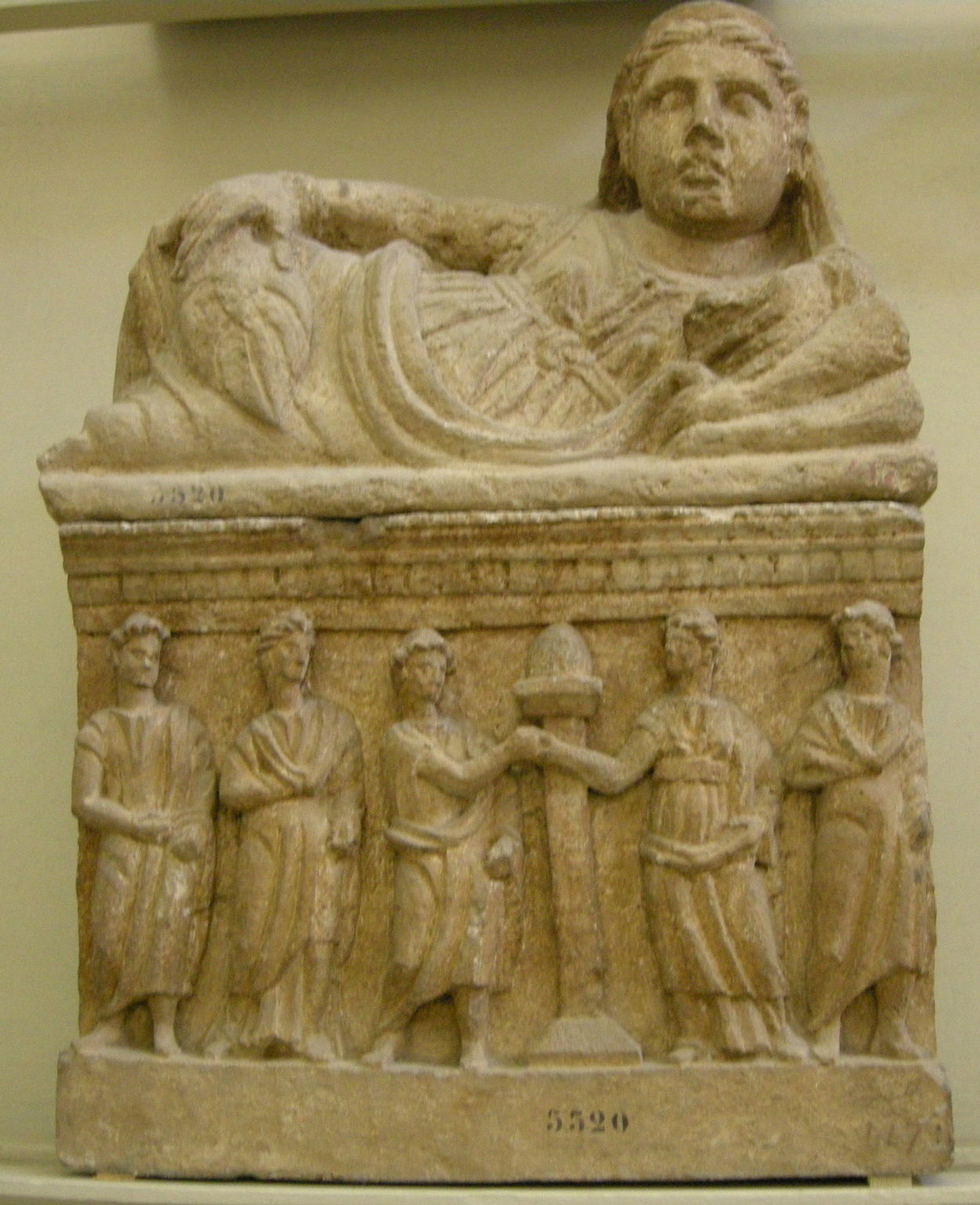
Саркофаг из Вольтерры, II в. до н. э., Археологический музей, Флоренция

Саркофаги, появляющиеся с VI века до н. э., как правило, изображали покойного еще живым, полулежащим на ложе в позе пирующего, облокотившимся на подушку и взирающим на зрителя; на лице активная мимика, часто улыбки. Может изображать как одного покойного, так и парные супружеские портреты (например, Саркофаг Лартии Сейанти из Кьюзи; Саркофаг супругов из некрополя Бандитачча (Черветри), музей Виллы Джулиа). Несомненно, на эту скульптуру оказало большое влияние греческое архаическое искусство, но позы и жесты этрусков более свободны и менее каноничны.
В отличие от погребальных памятников, образцов монументальной этрусской скульптуры до нас дошло намного меньше. В их число входят бронзовая голова мальчика (к. IV — н. III в. до н. э., Флоренция, Археологический музей). Другим, более известным произведением, является бронзовая т. н. «Голова Брута» (1-я пол. III в. до н. э., Капитолийские музеи, Дворец Консерваторов, Зал триумфов, Рим) с инкрустированными глазами, который считается работой этрусского мастера. В подобных работах несомненна связь с греческими портретами раннеэллинистического времени. Стоит также упомянуть бронзовую голову из Бовианум Ветус в Самниуме (III в. до н. э., Национальная библиотека, Париж), бронзовую голову юноши из Фьезоле (II в. до н. э., Лувр).
Также с конца IV века до н. э. распространяются вотивные головы, сделанные из глины, которые являются более массовыми произведениями, без столь тонкой проработки (голова юноши из Лациума, к. III века до н. э., Мюнхен).
Произведения IV—II веков до н. э. показывают рост элементов конкретизации и индивидуализации внешнего облика людей. Используется устоявшаяся иконография изображений саркофагов, но лица наполняются новой глубиной (саркофаг начала I века до н. э. из Вольтерры). Этот же период характеризуется потерей этрусками самостоятельности и покорение их Римом.
Т. н. «Статуя Авла Метелла» (Arringatore, Оратор; ок. 100 г. до н. э. Археологический музей, Флоренция) завершает ряд этрусских портретов и открывает ряд римских, считаясь одновременно принадлежащей обеим культурам. Она изображает политического деятеля (магистрата), одетого в тогу и стоящего в классической позе оратора; надпись на кайме одеяния указывает, что статуя воздвигнута в честь Авла Метелла. «Прозаическая точность воспроизведения натуры — характерная особенность раннеримского портрета — проявляется здесь впервые с такой откровенностью и ясностью» — указывает Н. А. Сидорова.

### Портрет эпохи Республики

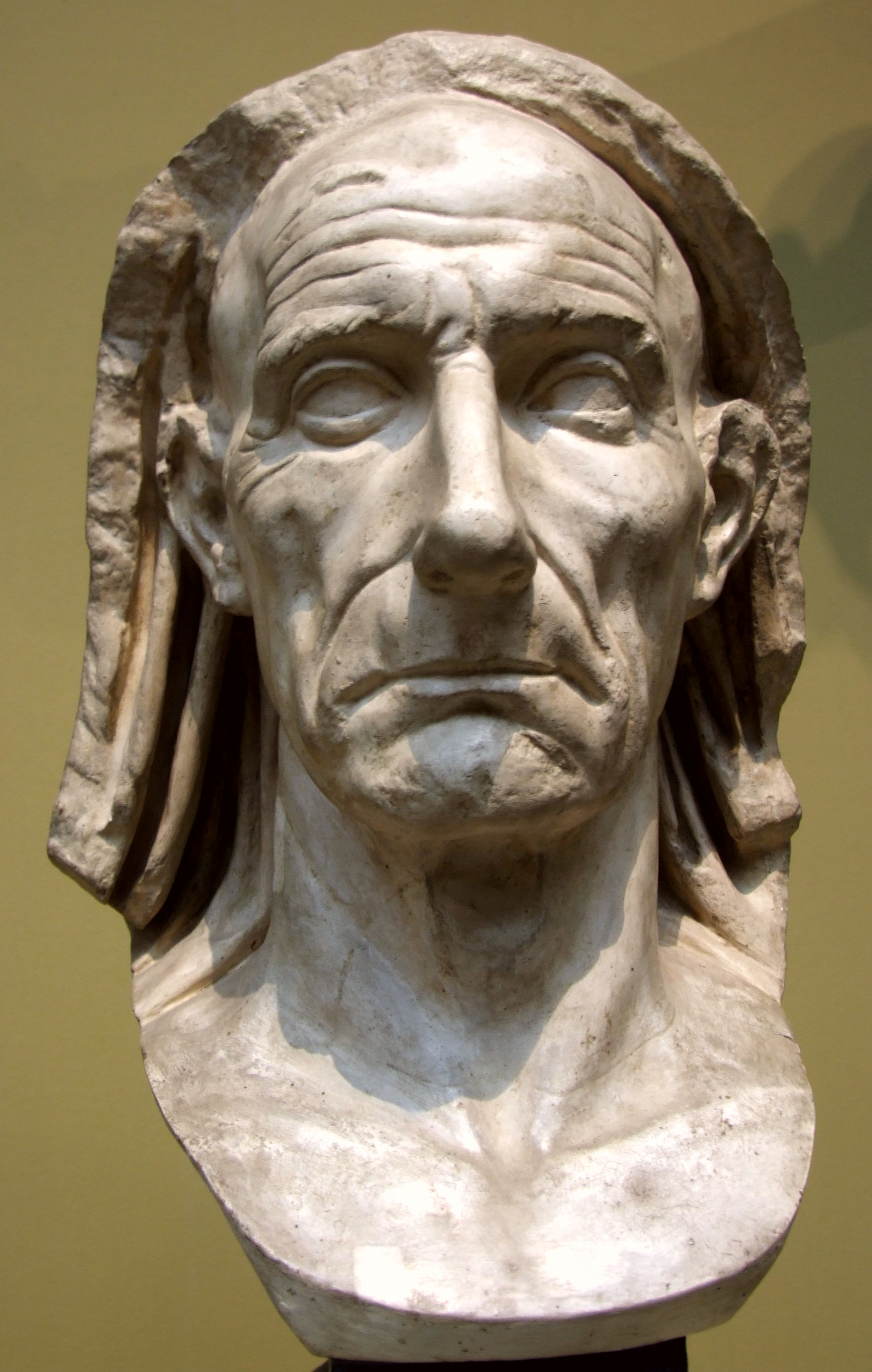
Голова старика в покрывале в музее Кьярамонти в Ватикане (староримское направление)

Римский скульптурный портрет как самостоятельное и своеобразное художественное явление четко прослеживается с начала I века до н. э. — периода Римской Республики К этому времени Древний Рим окончательно укрепился как могущественное государство. Несмотря на то, что хронологически этот период начинается с VI в. до н. э., при рассмотрении портретного искусства возможно оперировать только памятниками начиная с I в. до н. э., так как ранних произведений не сохранилось, да и поздние крайне немногочисленны по сравнению с работами периода Империи.
Характерная черта портретов этого периода — крайний натурализм и правдоподобие в передаче черт лица того, что отличает конкретную личность от любого другого человека. Эти тенденции восходят к этрусскому искусству. Важной причиной того, что эти аспекты позднее усилились, стал переломный период римской истории, когда отдельные персоны стали играть значительную роль, а Республика сменилась диктатурой. Веризм — термин, который употребляют в отношении реализма, переходящего в натурализм, свойственного римским портретам конца Республики (1-я пол. и сер. I в. до н. э.). Это максимальный всплеск натурализма в римском портрете; многочисленны правдивые портреты стариков, часто уродливых (на их основе сложилась теория о происхождении портрета от восковых масок умерших предков, см. выше).
Характерные психологические черты портрета периода Республики: «внешнее сходство изваяния с оригиналом и особенная внутренняя настроенность, сближавшая все образы, делавшая их похожими друг на друга, а также замкнутость, самостоятельность и погруженность в мир личных чувств и переживаний».
Тем не менее, стиль портрета I века до н. э. ещё не стал однородным, происходили поиски. Некоторые исследователи выделили значительное число различных групп и направлений (до 20); всё же гораздо более традиционно разделение на две основные линии:

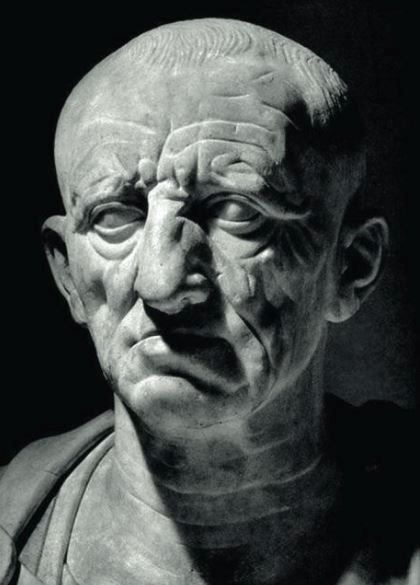
Пример эллинизирующего направления: голова старика, т. н. «Портрет Катона Старшего» (Patrizio Torlonia, голова № 535), ок. 80 г. до н. э. Рим, музей Торлониа

1. Староримское (веристическое) — продолжение традиций этрусской и раннеиталийской пластики, с максимальной точностью визуальных черт (примеры: погребальная скульптура — надгробные статуи и рельефы с бюстами покойных в нишах; иконография тогатуса. Сухой, линейно-графический стиль.
2. Эллинизирующее — в период поздней Республики (c 1-й пол. I в. до н. э.) портрет начинает испытывать влияние греческого эллинистического искусства. От этого в нем появляется интерес к внутреннему миру человека. Живописно-патетический стиль, интересующий более культурные слои. Более сложная техника — мастерство обработки мрамора, блестящая живописная лепка форм.

Затем, в 60-х годах до н. э. обе линии сливаются, причем старая черта — максимальная точность, сохраняется. Эта объективность в передаче точности — характерная черта римского портрета, которая будет сохраняться в нем до конца. Портрет начинает испытывать влияние греческого эллинистического искусства, и от этого в нем появляется интерес к внутреннему миру человека, в то время как старая черта — максимальная точность, сохраняется.

памятники:
староримское направление:
- Надгробие Рупилиев. Староримское направление. Известняк. Первая половина I в. до н. э. Рим, Капитолийский музей.
- Надгробие супружеской четы с Виа Статилиа. Верическое направление. Известняк. I в. до н. э. Рим, дворец Консерваторов

эллинизирующее направление:
- Статуя полководца из Тиволи. Эллинизирующее направление. Мрамор. 2-я четверть I в. до н. э. Рим, Национальный музей
- Голова старика, Копенгагенская глиптотека
- Голова старика из Озимо

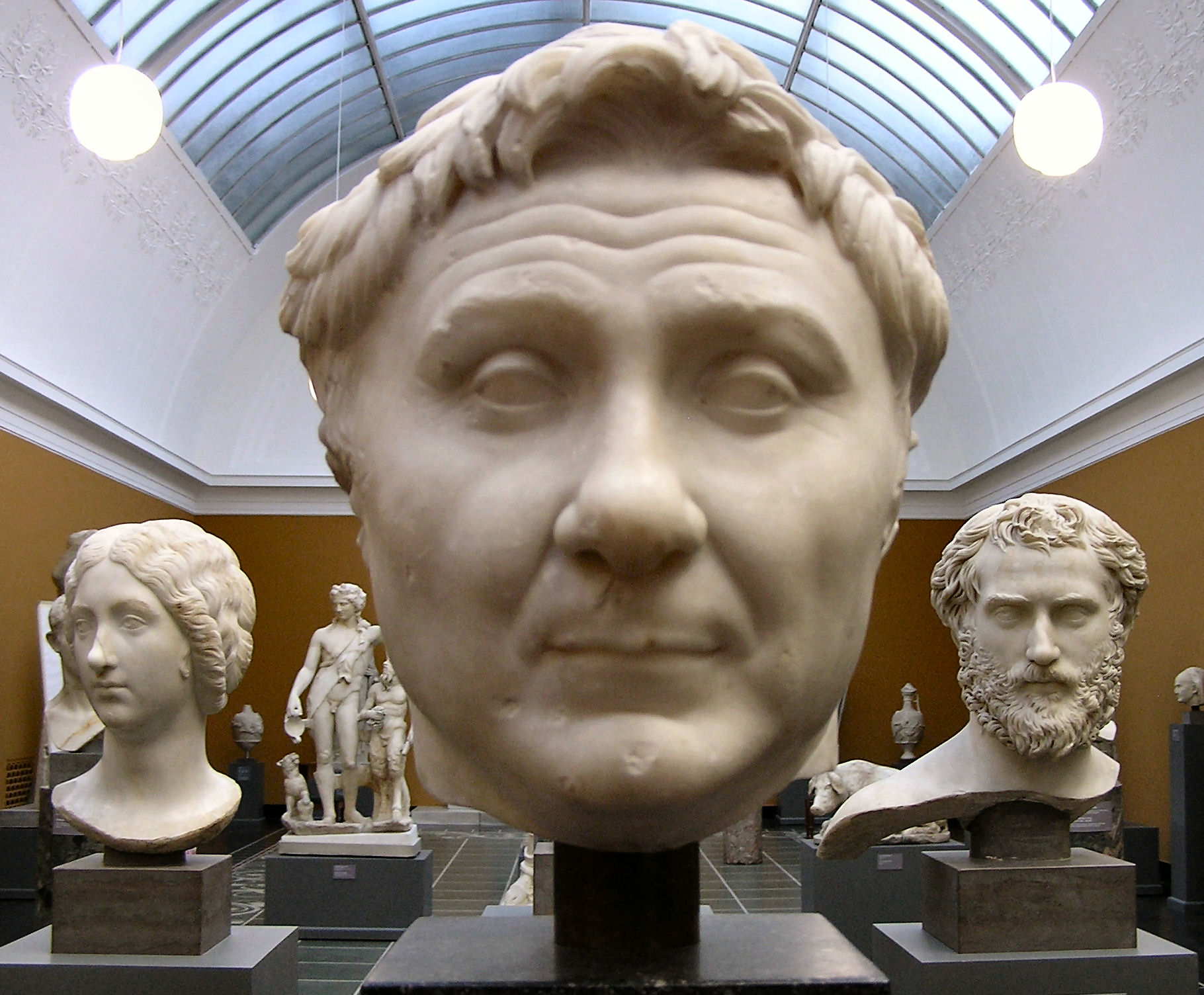
Портрет Помпея в Нью-Карлсбергской глиптотеке в Копенгагене
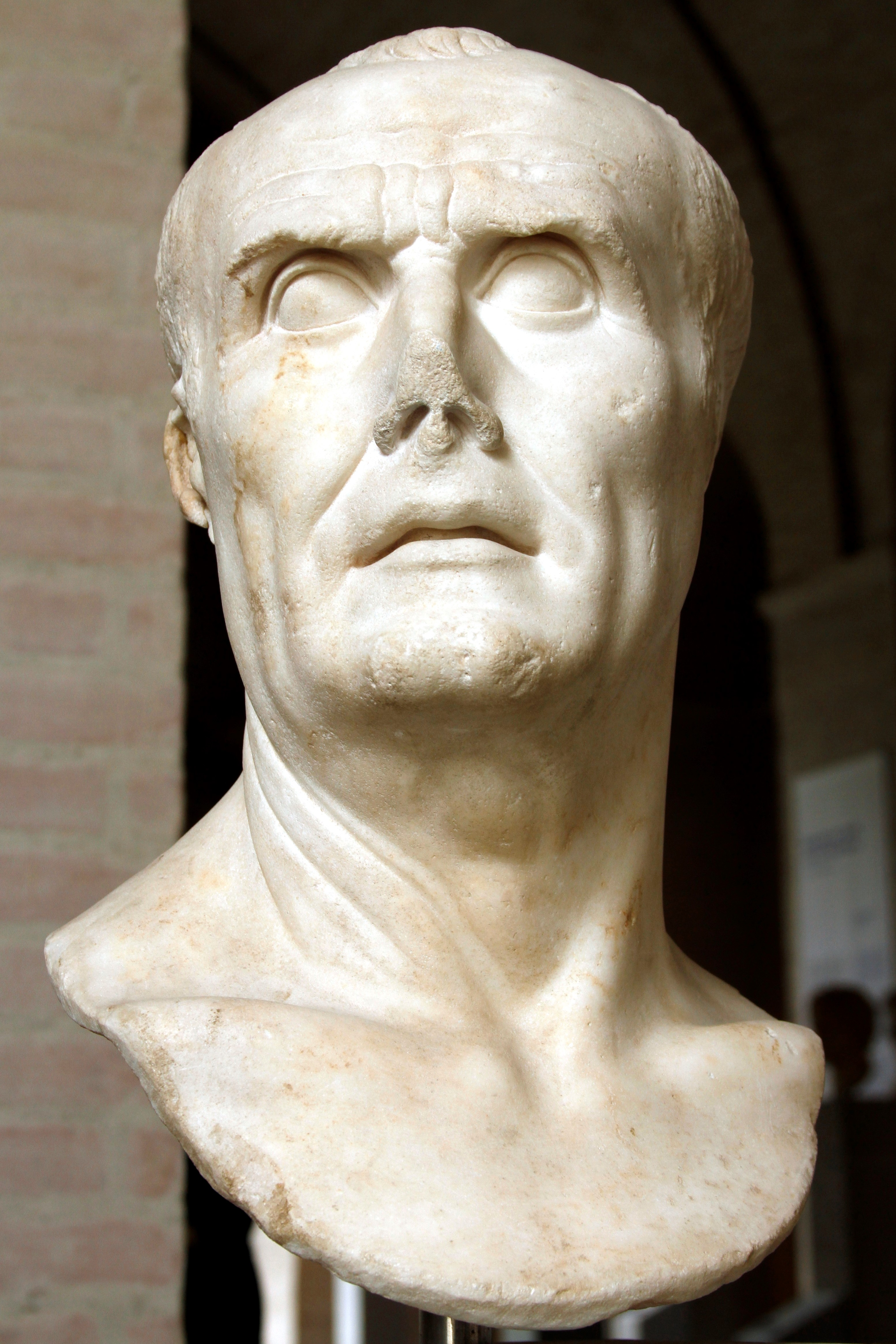
Гай Марий, Мюнхенская глиптотека
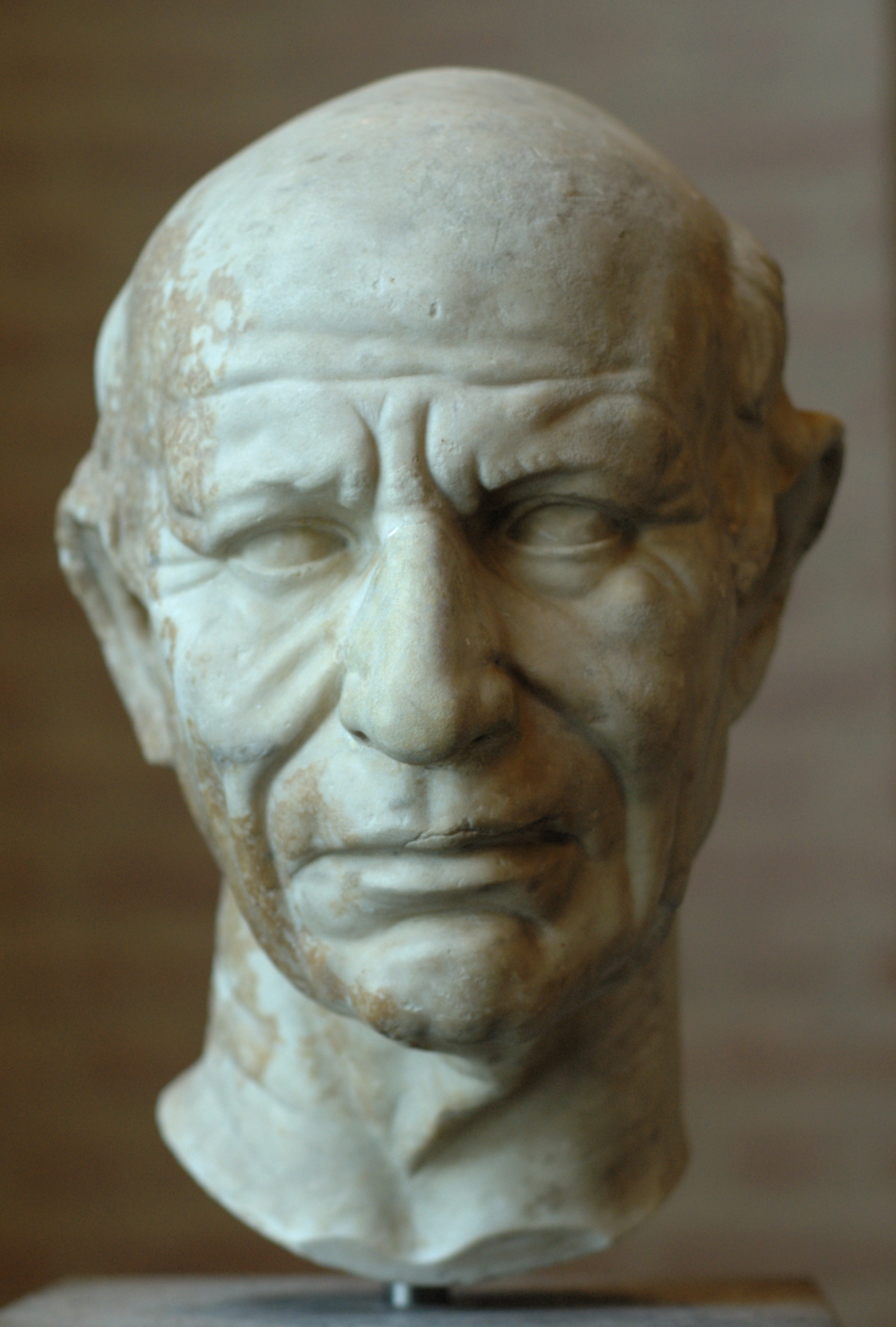
Голова старика, ок. 60 г. до н. э., Мюнхенская глиптотека
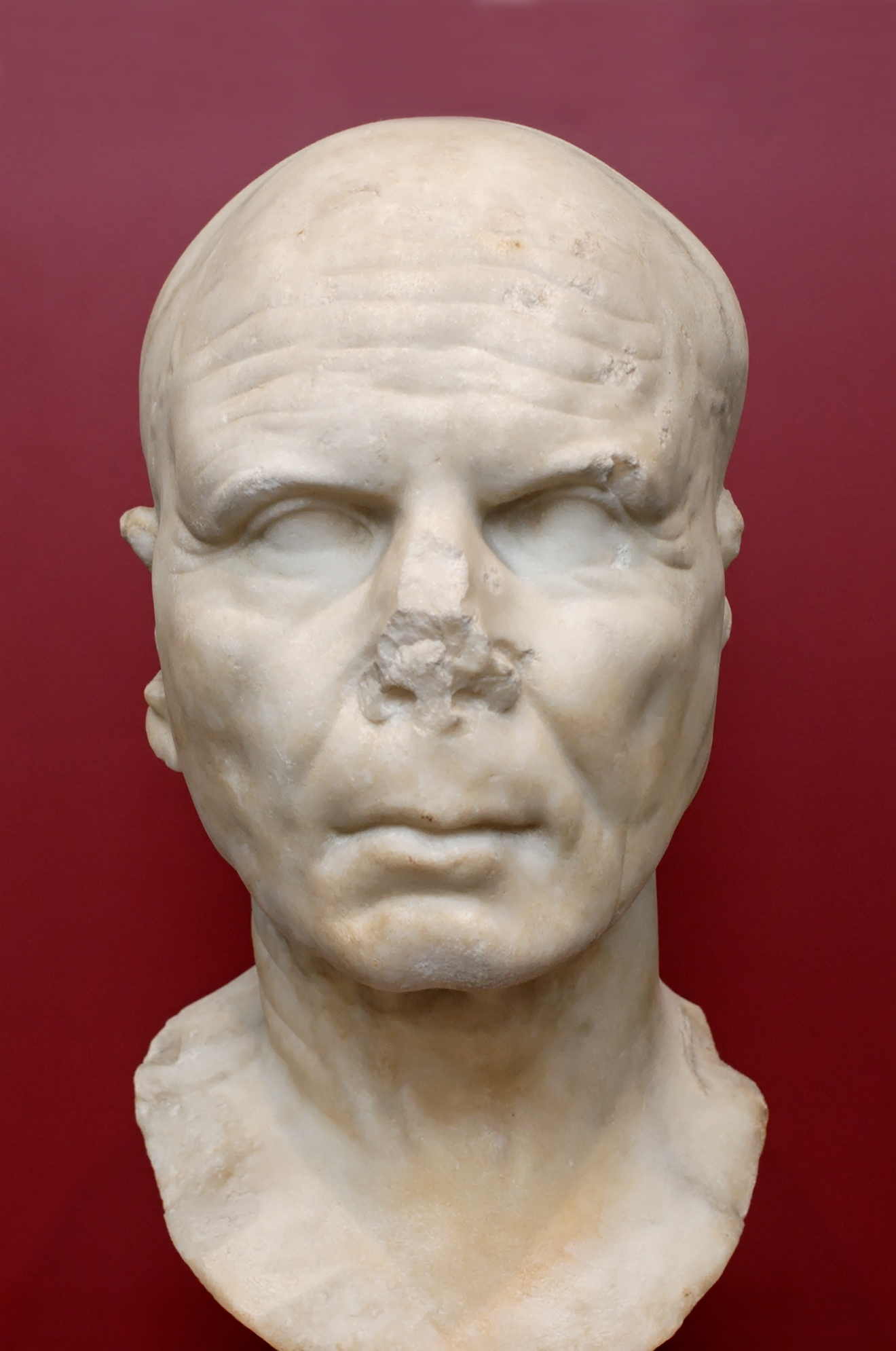
Мужской портрет, сер. I в. до н. э. Палаццо Массимо алле Терме

### Портрет эпохи Империи

#### Портрет эпохи Августа

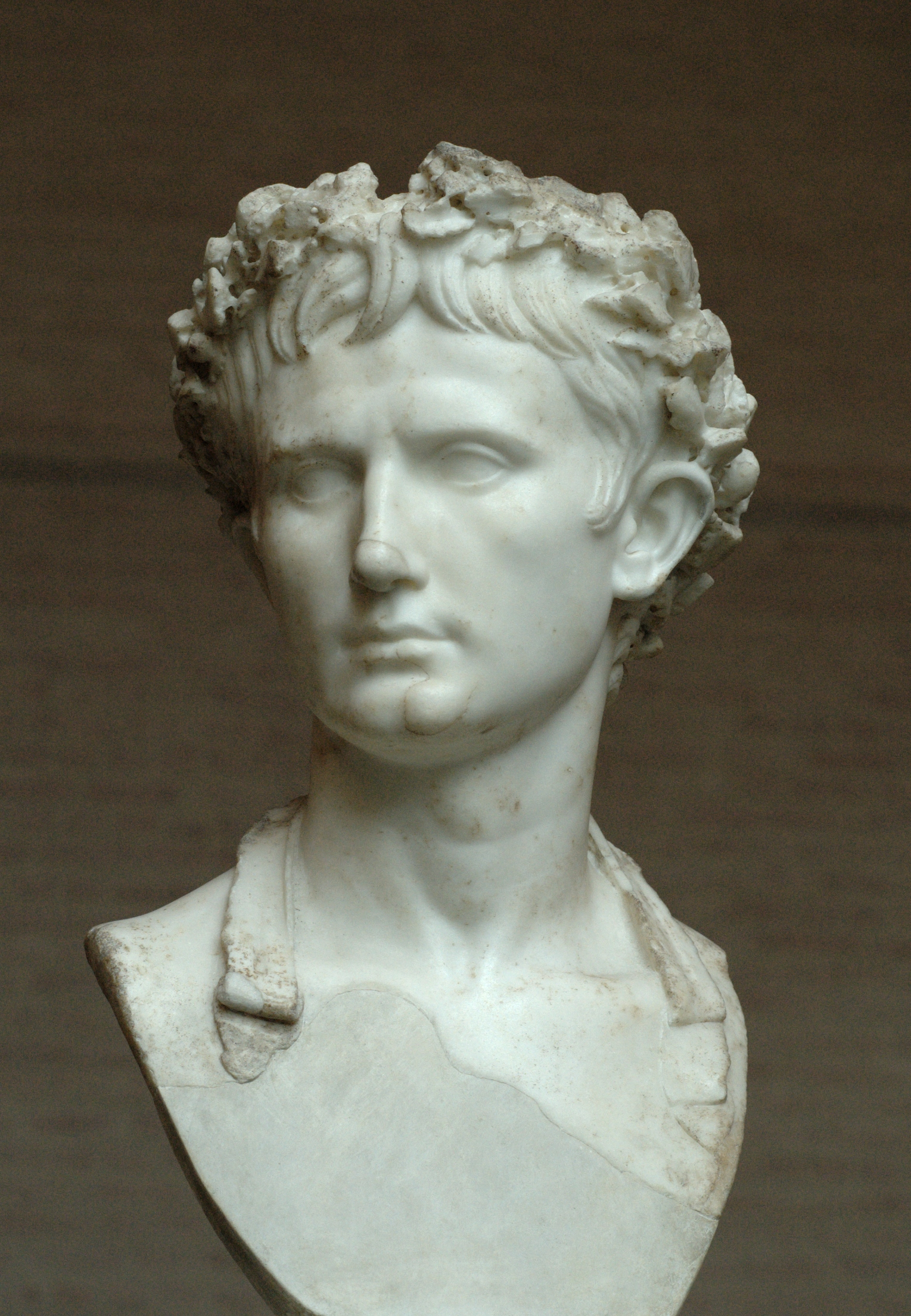
Император Август, Мюнхенская глиптотека

Время правления императора Октавиана Августа стало золотым веком римской культуры. Важным аспектом, повлиявшим на сложение римского искусства этого периода, стало греческое искусство классического периода, чьи строгие формы пришлись кстати при создании величественной империи.
Скульптура этого периода — августовский классицизм — характеризуется простотой и ясностью построения, строгостью, сдержанностью, четкостью форм и стремлением к обобщению, которые сочетаются с традиционным стремлением к документальной точности. Особенно яркие примеры — придворный официальный портрет (Август и его семья), где виден отход от эллинизма (существовавший в республиканском портрете) и проявляется интерес к более раннему классическому искусству V—IV вв. до н. э.
Женский портрет получает более самостоятельное значение, чем ранее. В правление Августа впервые появляются детские портреты. Помимо официального классицистического портрета сохранялась линия и с более реалистической подачей (например, портрет Агриппы). Из всех видов римского скульптурного портрета самыми консервативными были изображения на надгробиях, которые дольше всего сохраняли республиканские традиции (например, надгробие Фуриев в Капитолийском музее, «Катон и Порция»).

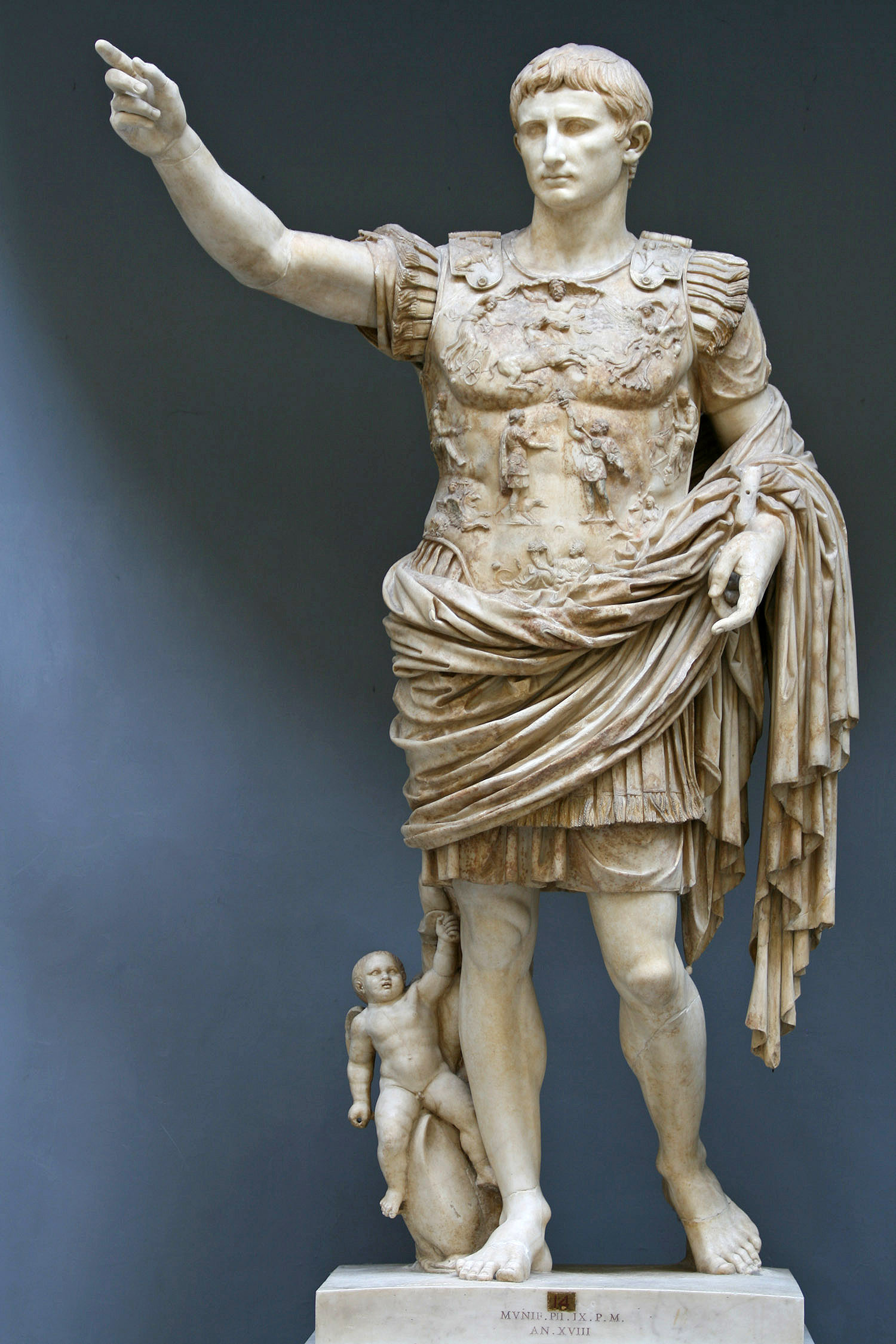
Статуя Августа из Примы Порты. Мрамор. Последняя четв. I в. до н. э. Рим, Ватиканские музеи, Музей Кьярамонти, Новое крыло.
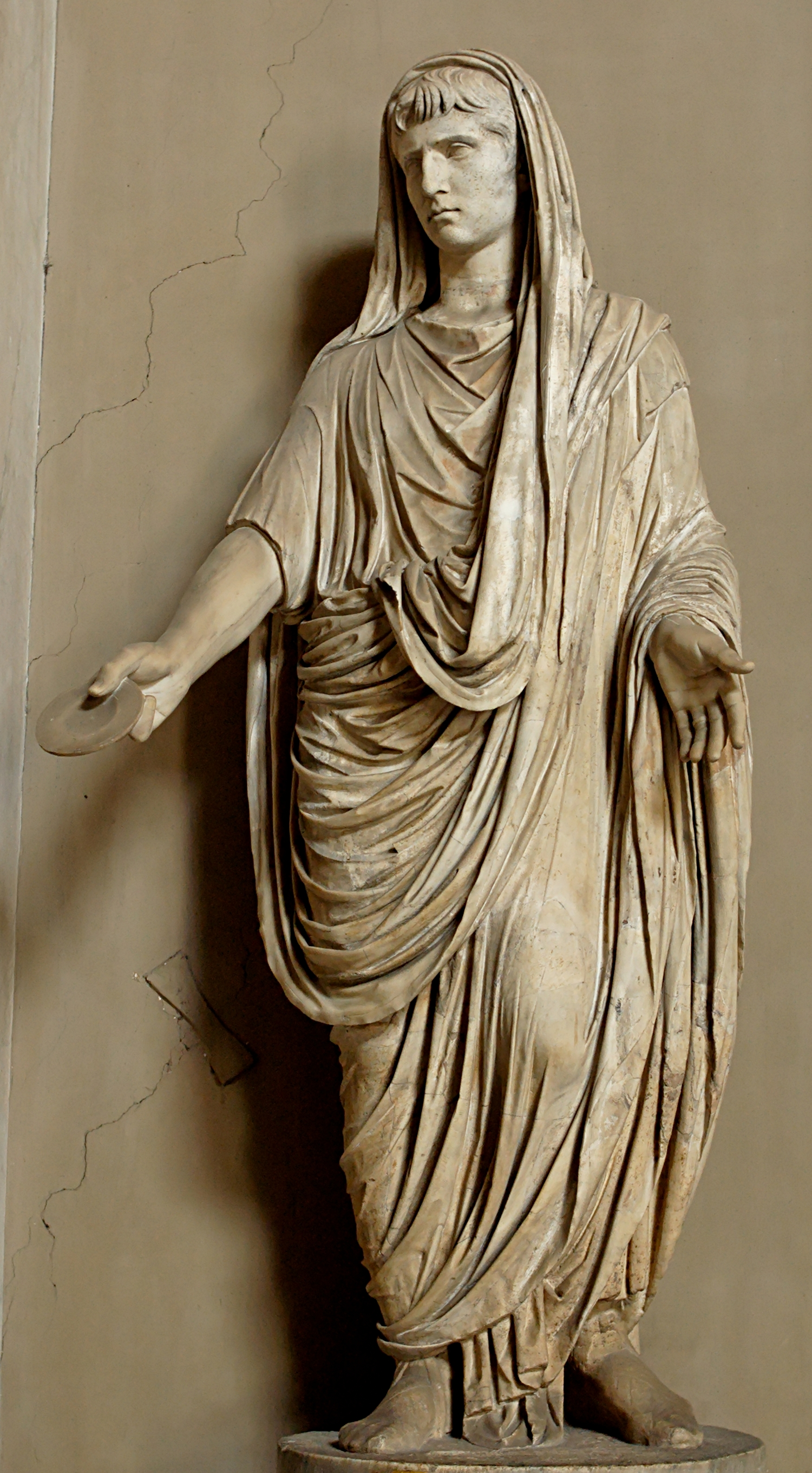
Статуя Августа, приносящего жертву (в образе великого понтифика), Рим, Музей Пия-Климента
Портрет Ливии Друзиллы
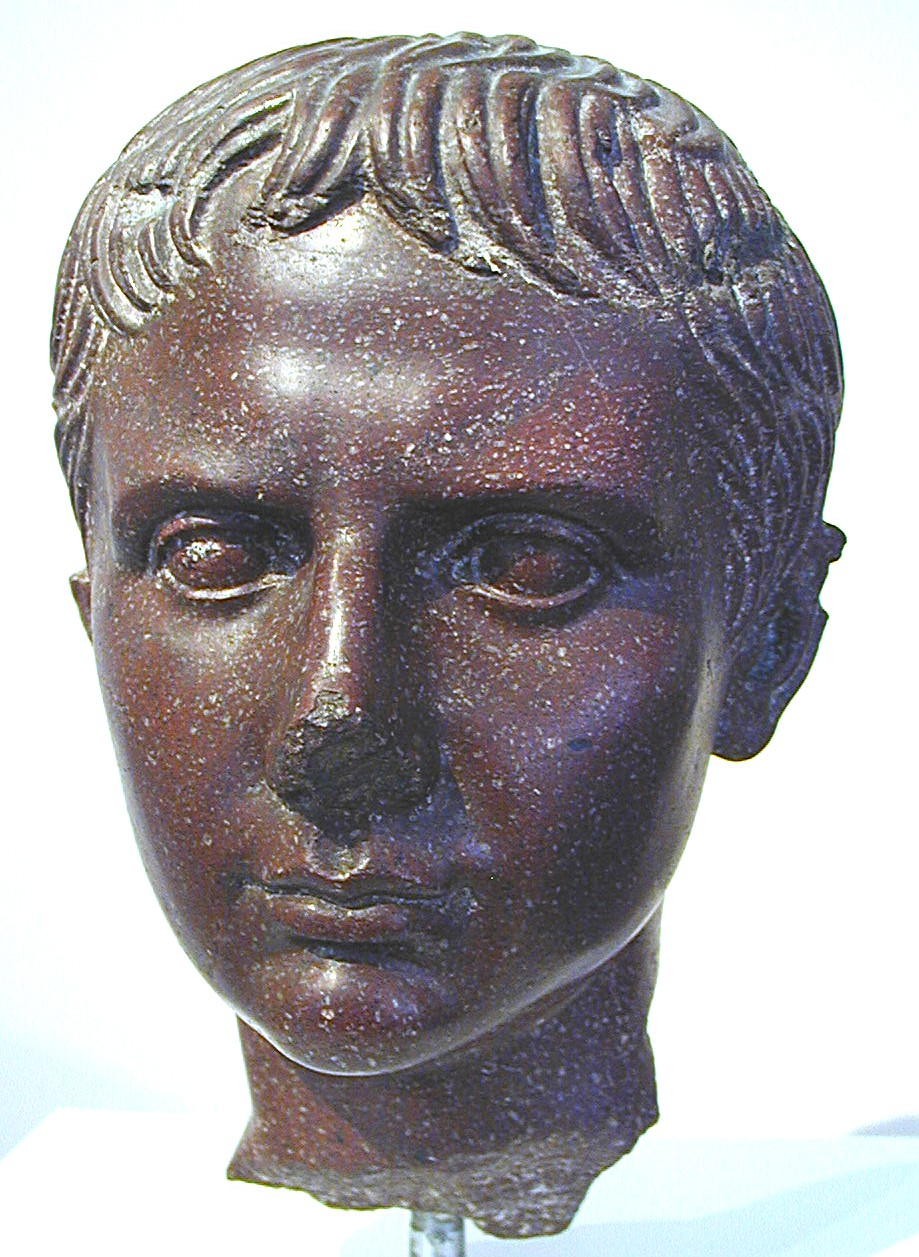
Гай Цезарь
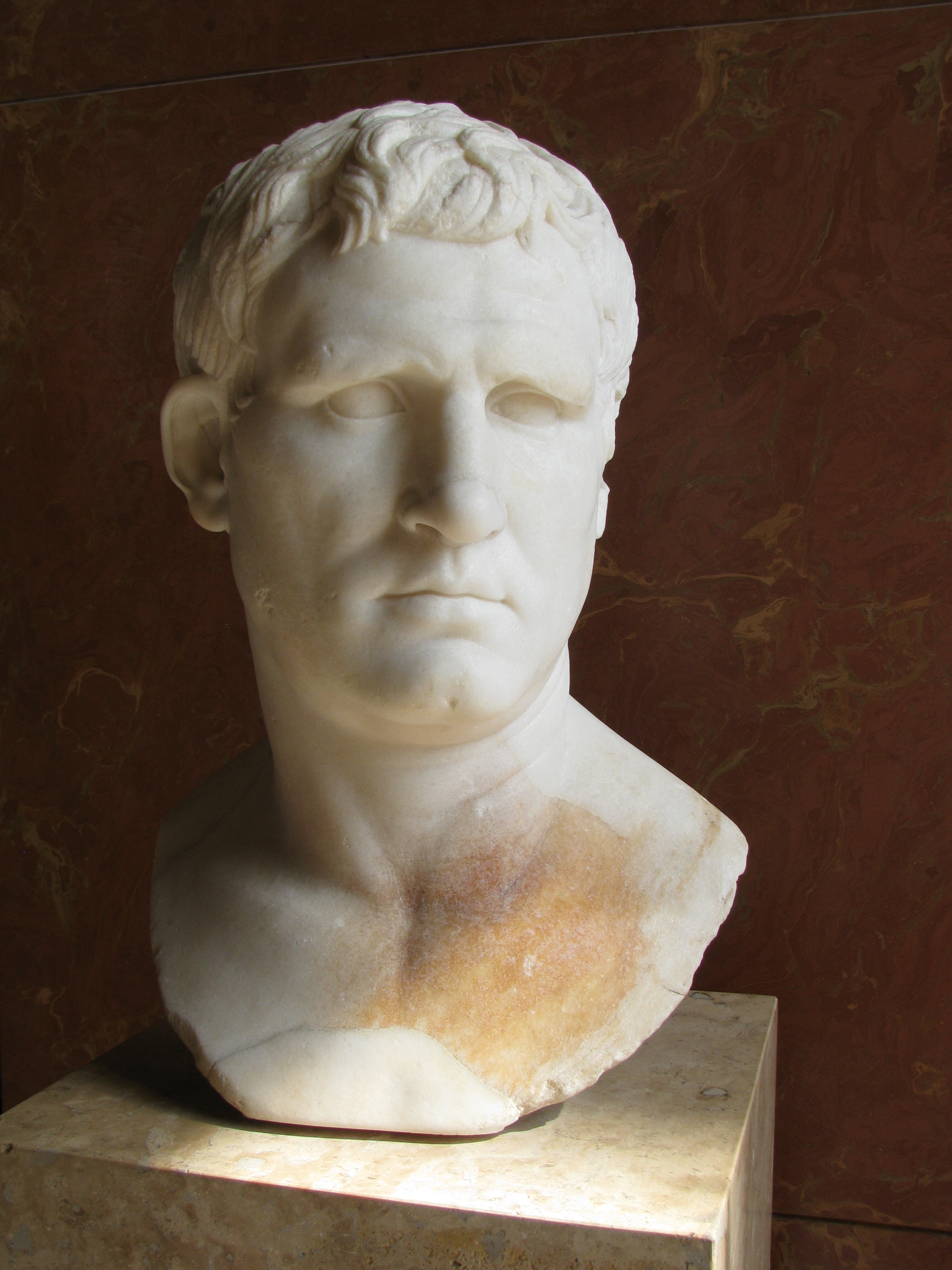
Марк Випсаний Агриппа, Лувр, 25 г. до н.э.
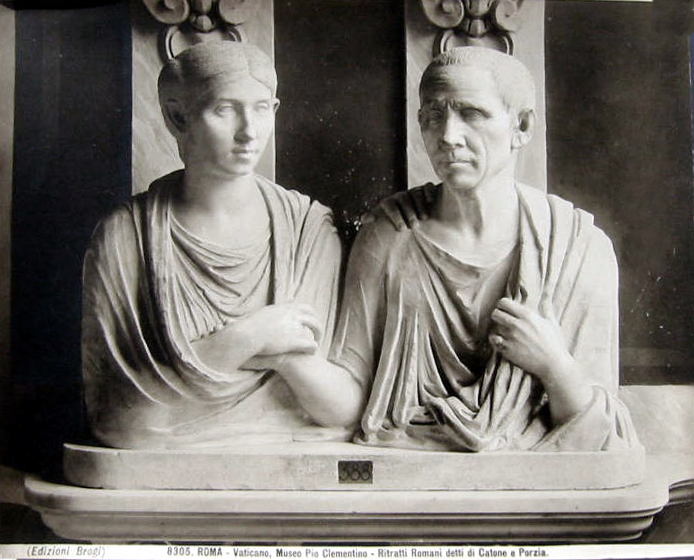
Надгробие Катона и Порции. Мрамор. Первые десятилетия I в. Рим, Ватиканские музеи, Музей Пия—Климента, Галерея бюстов.
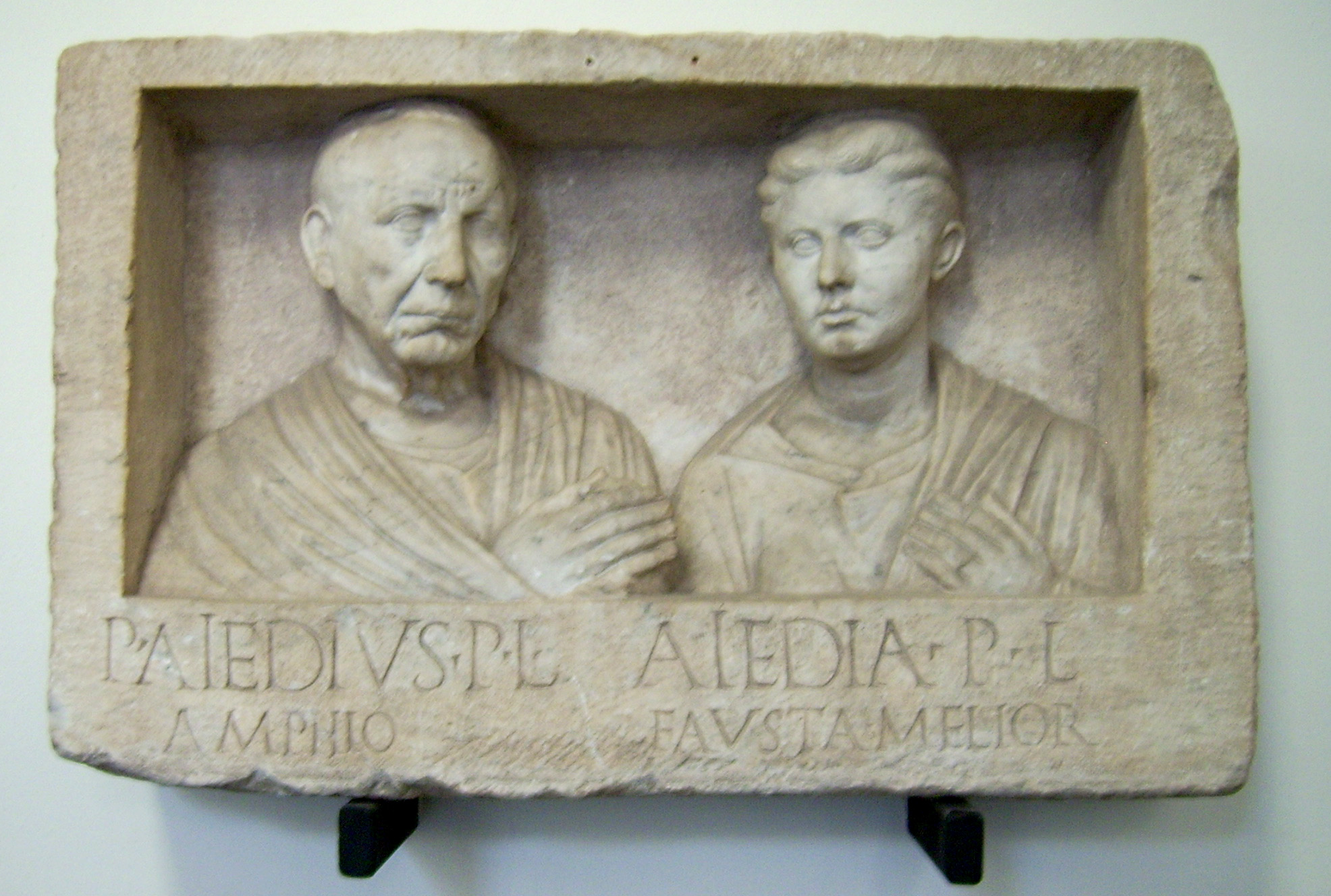
Надгробие Публия Аидия и Публии Аидии, 1-я пол. 1 в., Pergamonmuseum, Берлин

#### Портрет Юлиев-Клавдиев

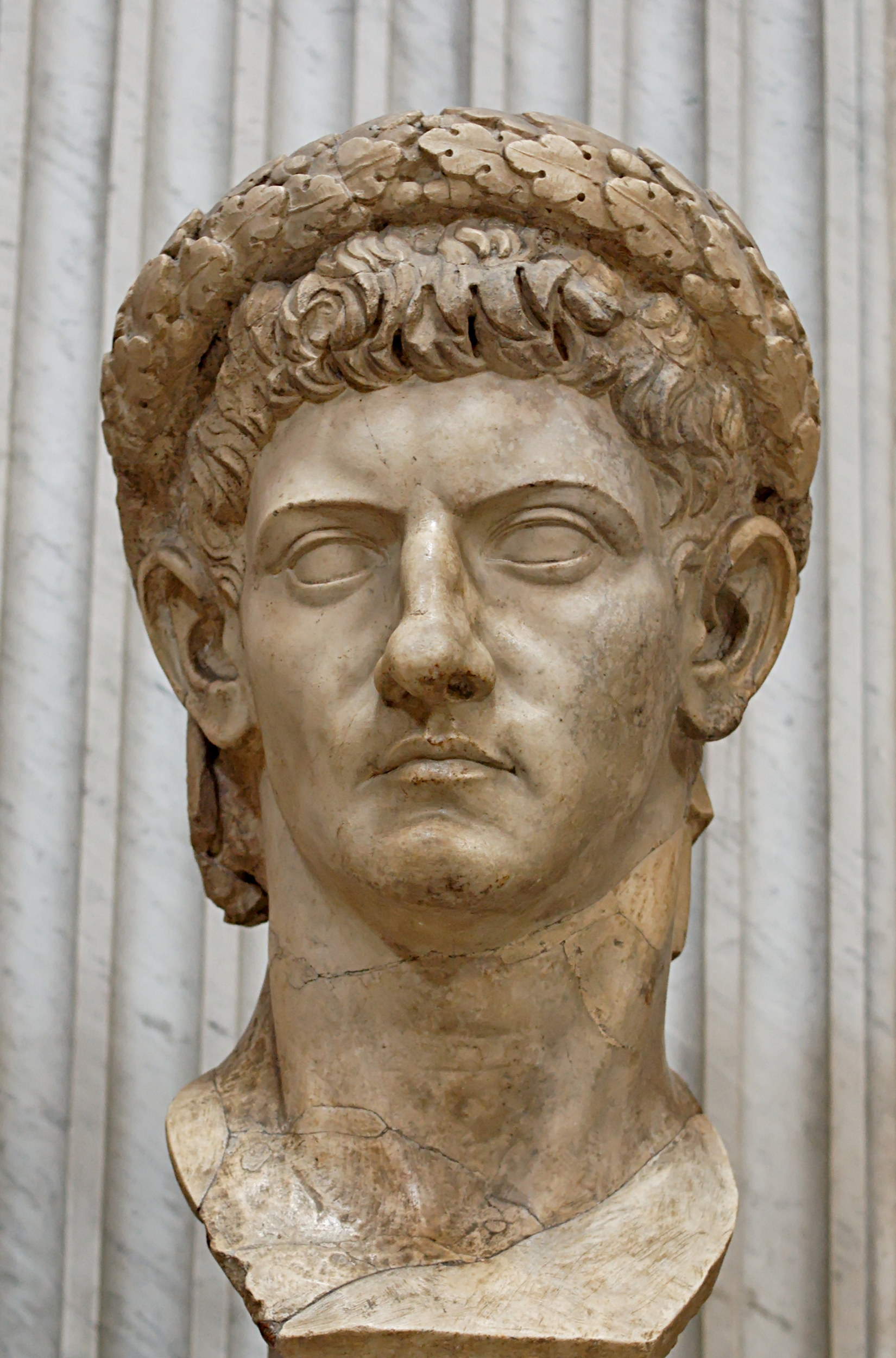
Клавдий. Музей Пио-Клементино

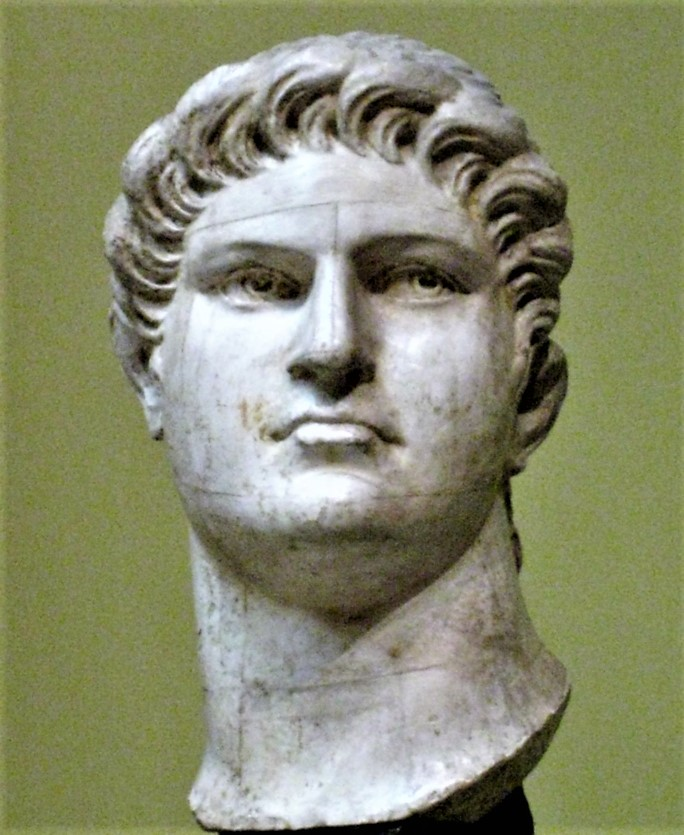
Нерон. Пушкинский музей

При преемниках императора Августа — правителей из династии Юлиев-Клавдиев, классицистическое направление в портрете продолжает сохраняться. Традиционным становится изображение обожествленного императора. Также популярны портретные статуи в виде стоящих героизированных фигур (Германик, Лувр). Но все же тибериевский классицизм оказывается холоднее и скучнее, чем августовский. Из передового художественного направления, которое отражало идеалы времени, оно превращается в академическое и отвлеченное. Черты лица зачастую идеализированы
С 40-х гг. постепенно возрождается интерес к передаче индивидуальных особенностей человека, в менее заметной степени в портретах эпохи Калигулы и более очевидно в клавдиевских. Известный пример — статуя Клавдия в ротонде Ватиканского музея, где он изображен в образе Юпитера в венке. Очевиден диссонанс между идеализированным классическим телом и портретной головой пожилого мужчины. Подобная реалистичность (оттопыренные уши, морщины и т. п.) впервые появляются в портретах императоров. В эпоху Нерона продолжается развитие реалистического направления, и даже из официального портрета исчезает идеализация. Скульпторы стремятся к максимальному сходству и передаче характеров. Портрет эпохи Клавдия и Нерона считается переходным от августовского классицизма к искусству Флавиев.

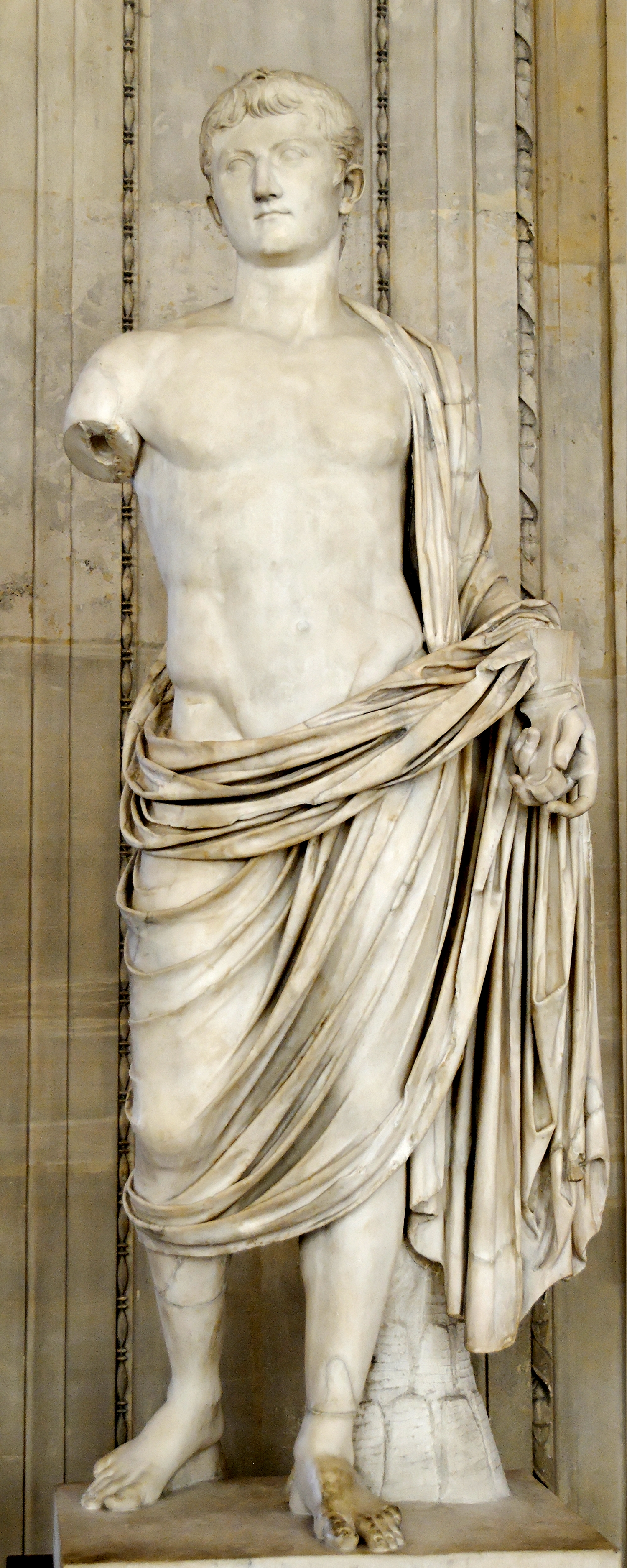
Германик, Лувр
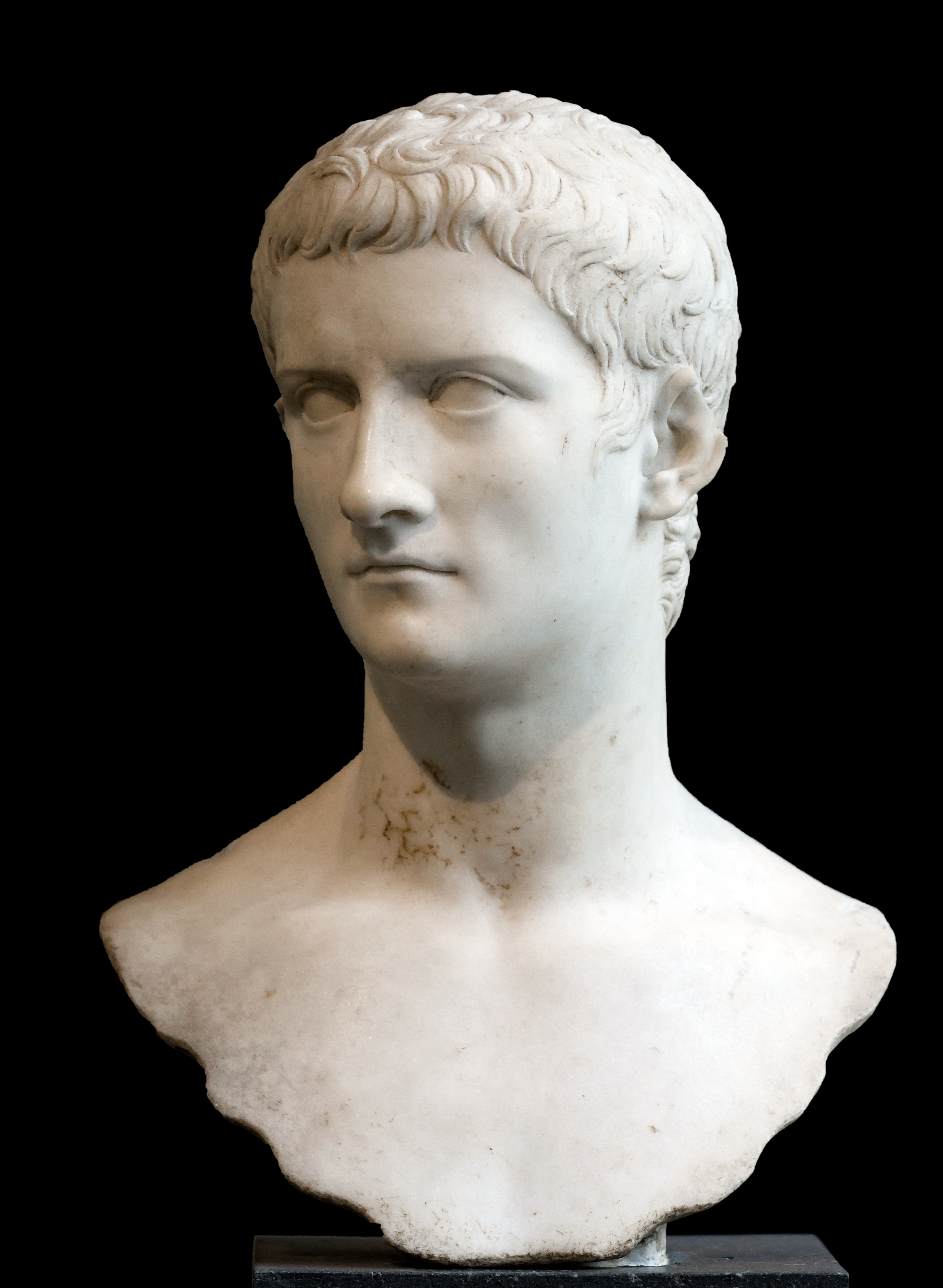
Калигула, Метрополитен-музей
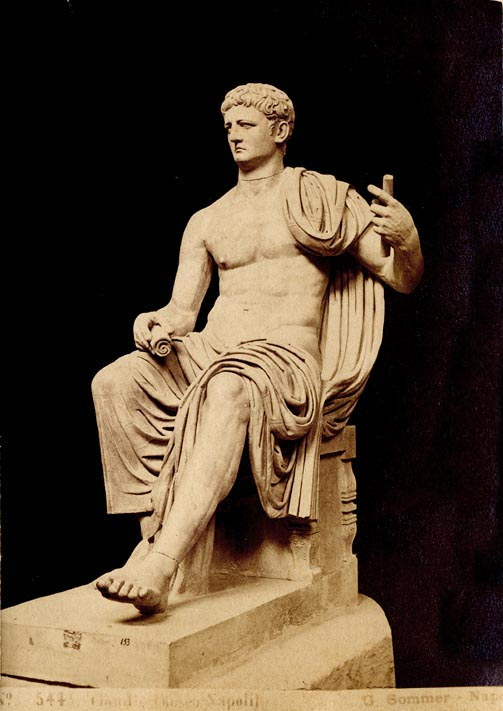
Клавдий (обожествлённый), Неаполь
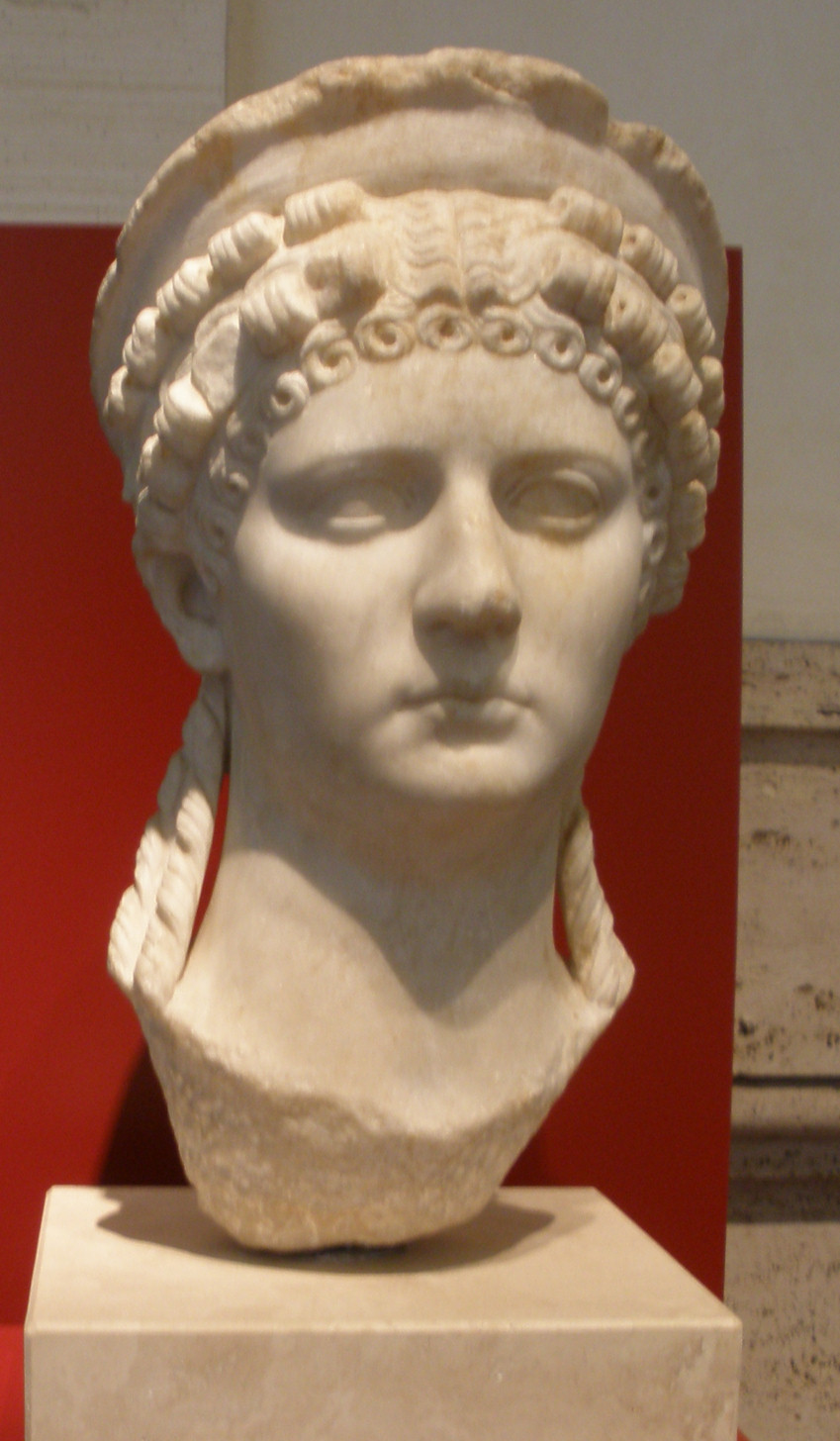
Поппея Сабина, Палаццо Массимо
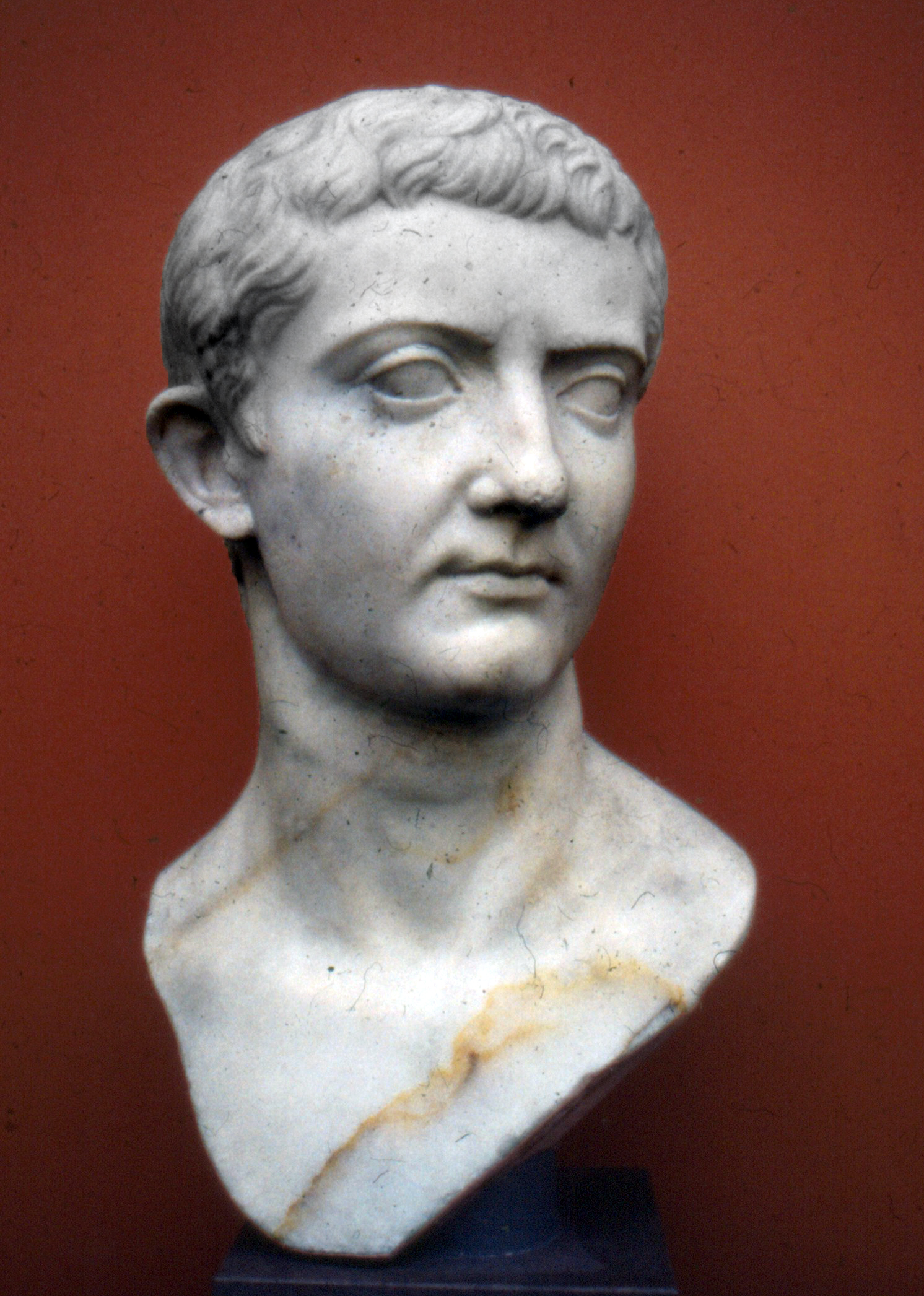
Тиберий, Копенгаген

#### Портрет Флавиев

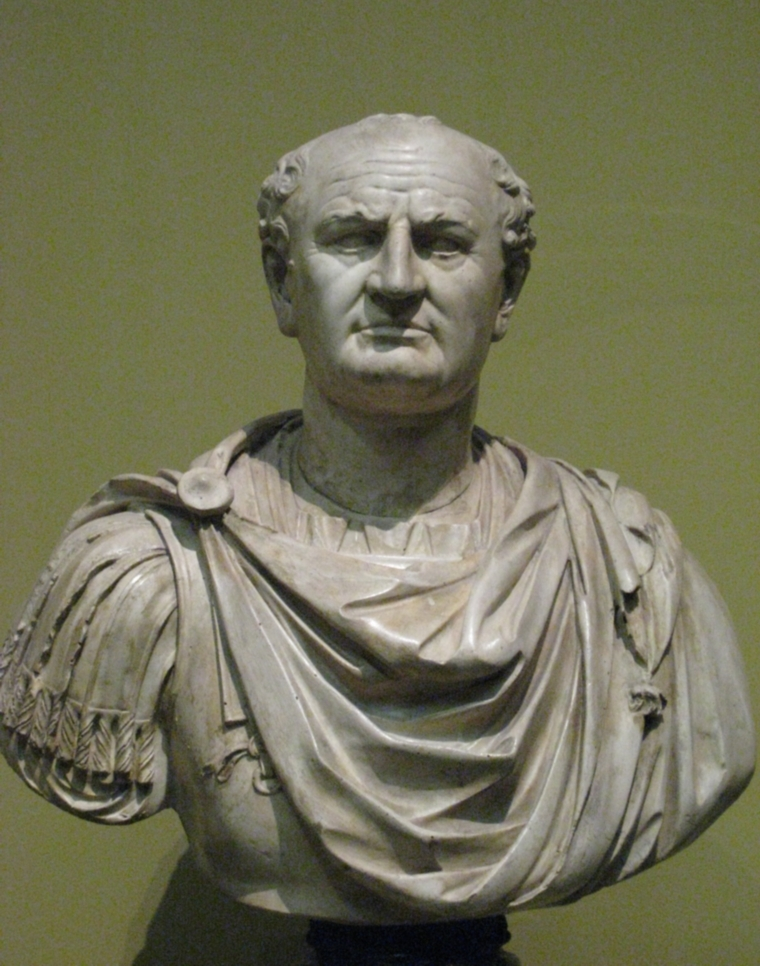
Веспасиан, Пушкинский музей

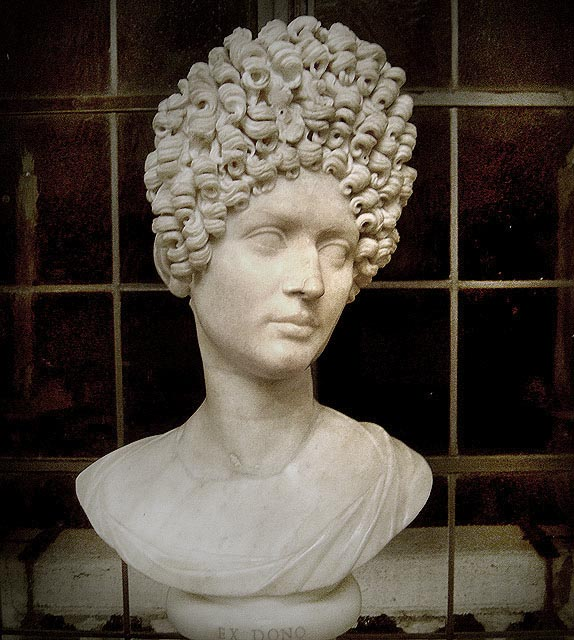
Портрет неизвестной римлянки (Флавия Юлия?), Капитолийские музеи. 80—90-е гг.

Стабильная эпоха правления династии Флавиев привела к очередному взлету культуры, который коснулся и портрета. Хотя реализм остается основной чертой римского портрета на протяжении всей эпохи его развития, флавиевский портрет использует собственные приемы — динамические и пространственные композиции, тонкая передача фактуры при сохранении обычной четкости построения. Мастера черпают вдохновение и из эллинистического греческого портрета. К концу периода живописность, которая является одной из главных особенностей стиля этого портрета, все больше усиливается. «Флавиевские мастера не останавливались на передаче старческих лиц; они изображают и молодых женщин, как бы любуясь своеобразием их черт и красотой. Эти портреты менее строги, чем классицизирующие портреты эпохи Августа, они полнокровнее, в них ощущается живой темперамент и женское очарование портретируемых».
Многие портреты флавиевского времени изображают представителей уже среднего сословия, а также богатых вольноотпущенников. В период Флавиев портретные головы изображались обычно погрудными, с развернутыми плечами.
Выделяют периоды:
1. Раннефлавиевские портреты (эпоха Веспасиана и его первого сына Тита)
2. Позднефлавиевские портреты (эпоха Домициана; большая утонченность в передаче внутреннего мира людей и менее целостный и здоровый взгляд на жизнь)

А также направления:
- прогрессивное и реалистическое
- идеализирующее и классицизирующее (монументальные статуи, официальная скульптура)

Идеализирующее направление, характерное для официальных императорских портретов, ориентируется на эллинистические статуи богов и царей, поэтому, в отличие от августовских, они менее строги и более свободны. Идеализация шла двумя путями: император изображался как бог или герой; или же его образу придавались добродетели, подчеркивались его мудрость и благочестие. Размер таких изображений часто превышал натуру, сами портреты имели монументальный образ, индивидуальные особенности лица для этого сглаживались, что придавало чертам бо́льшую правильность и обобщенность.

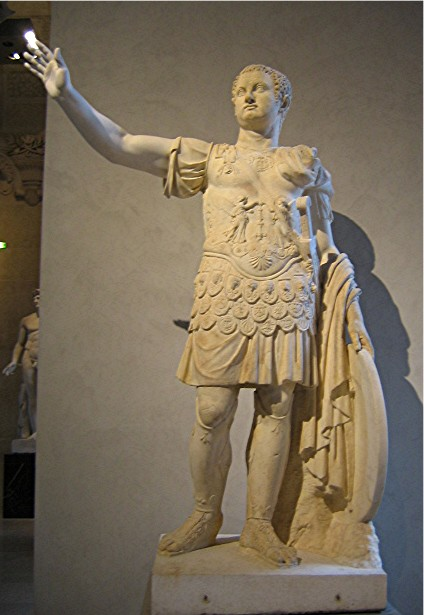
Тит
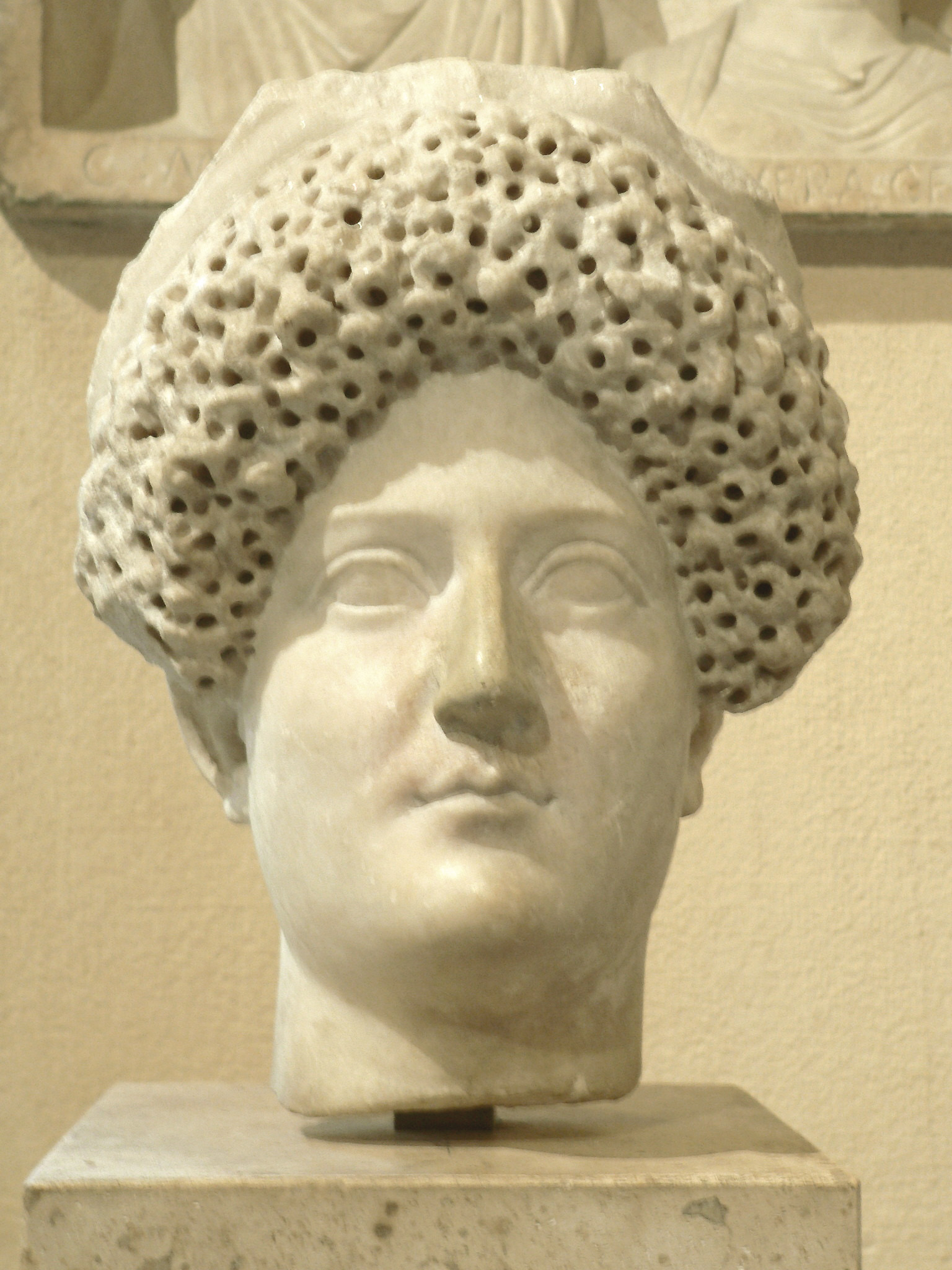
Домиция Лонгина, Лувр
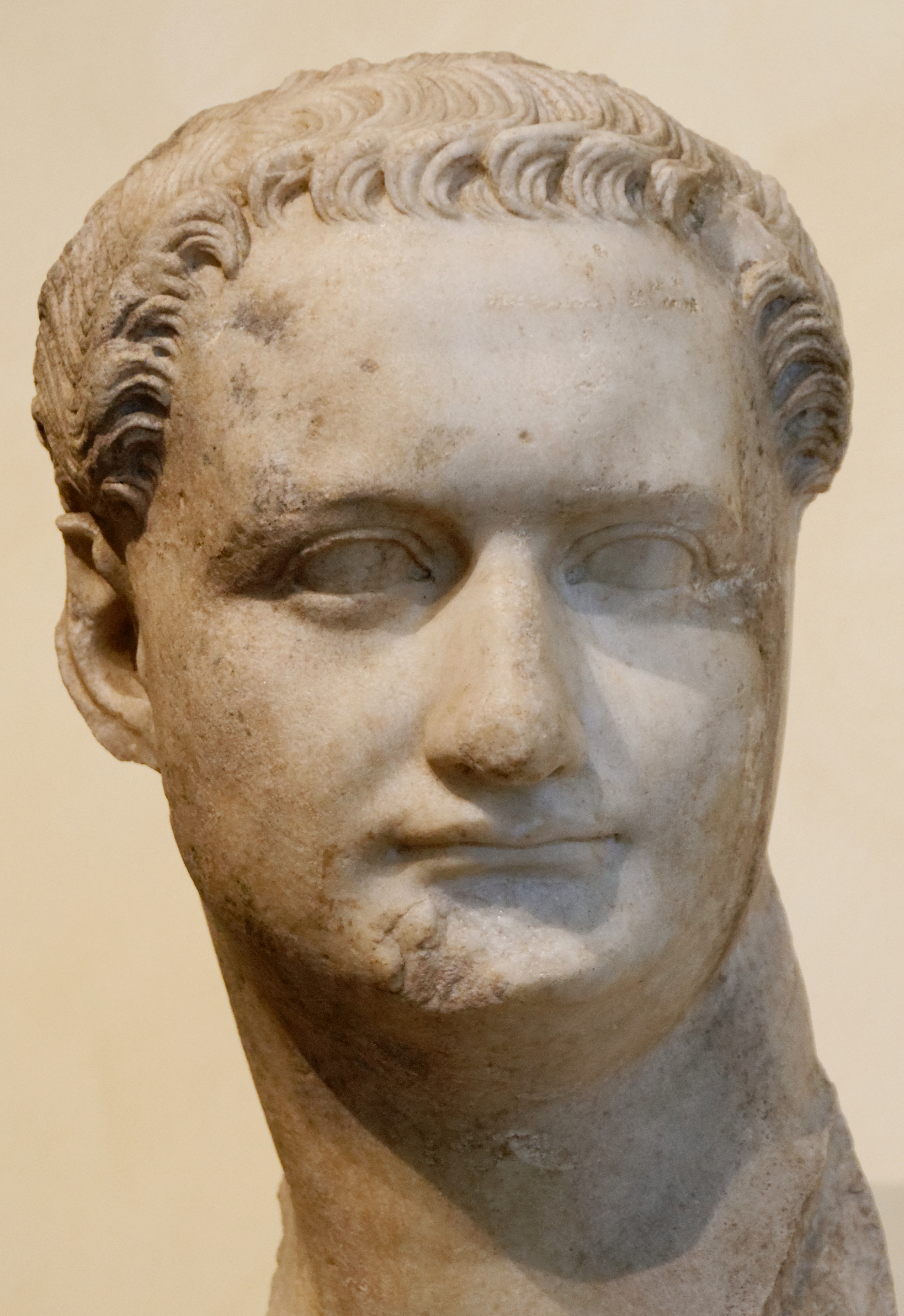
Домициан, Капитолийские музеи
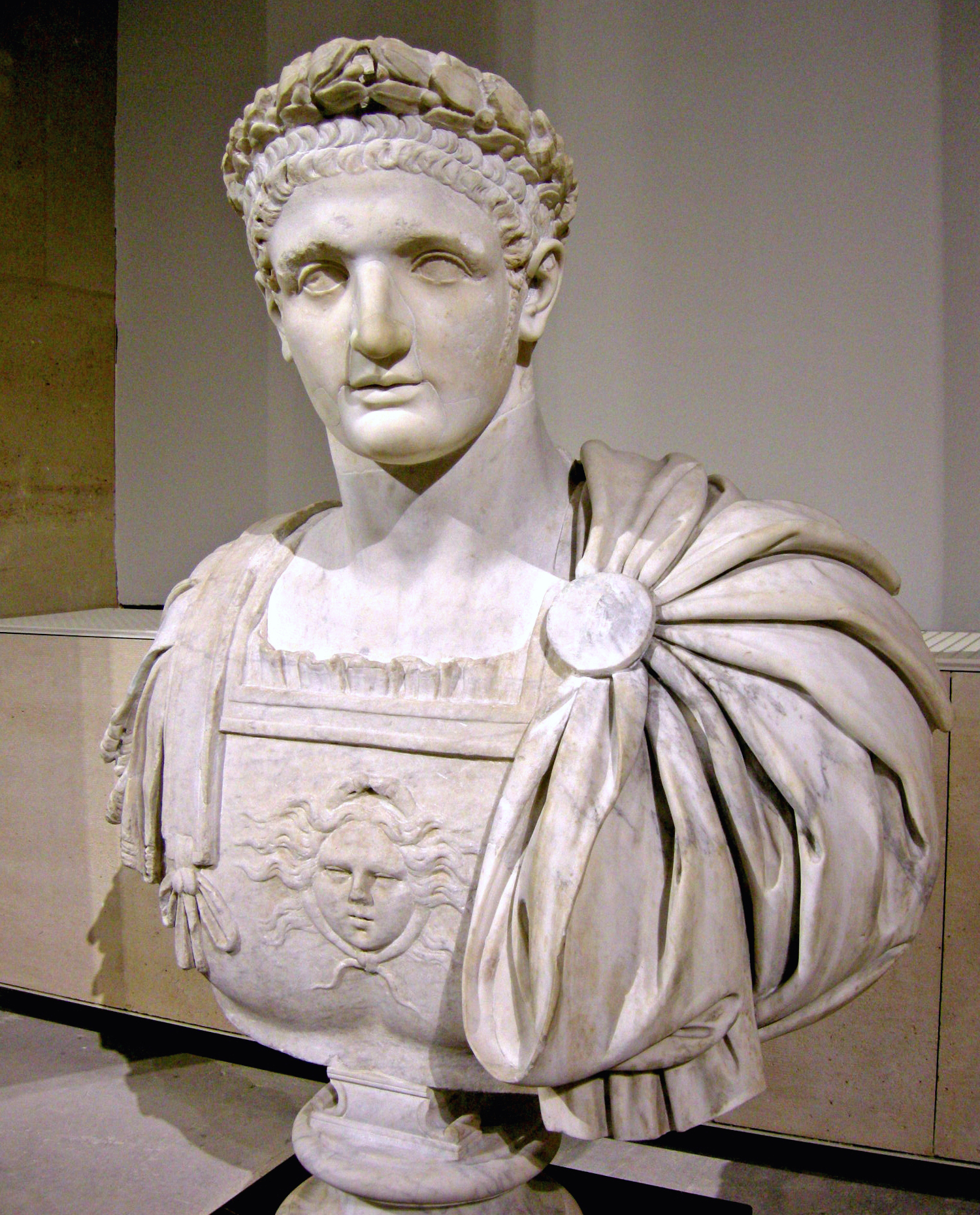
Домициан, Лувр. Пример идеализированного портрета
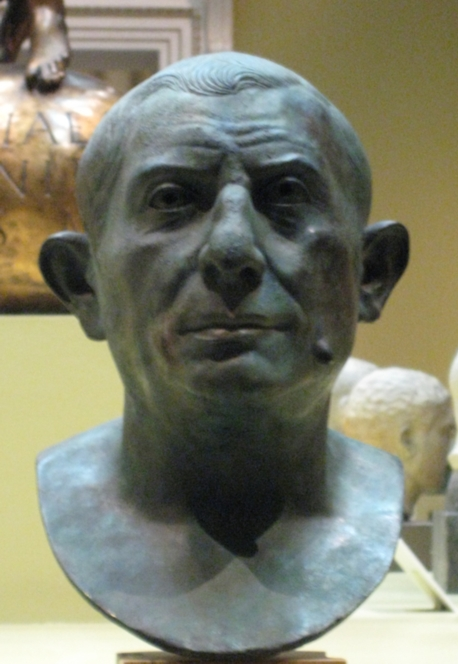
Портрет ростовщика  Цецилия Юкунда. Бронза. 70-е гг. н. э. Неаполь, Национальный музей
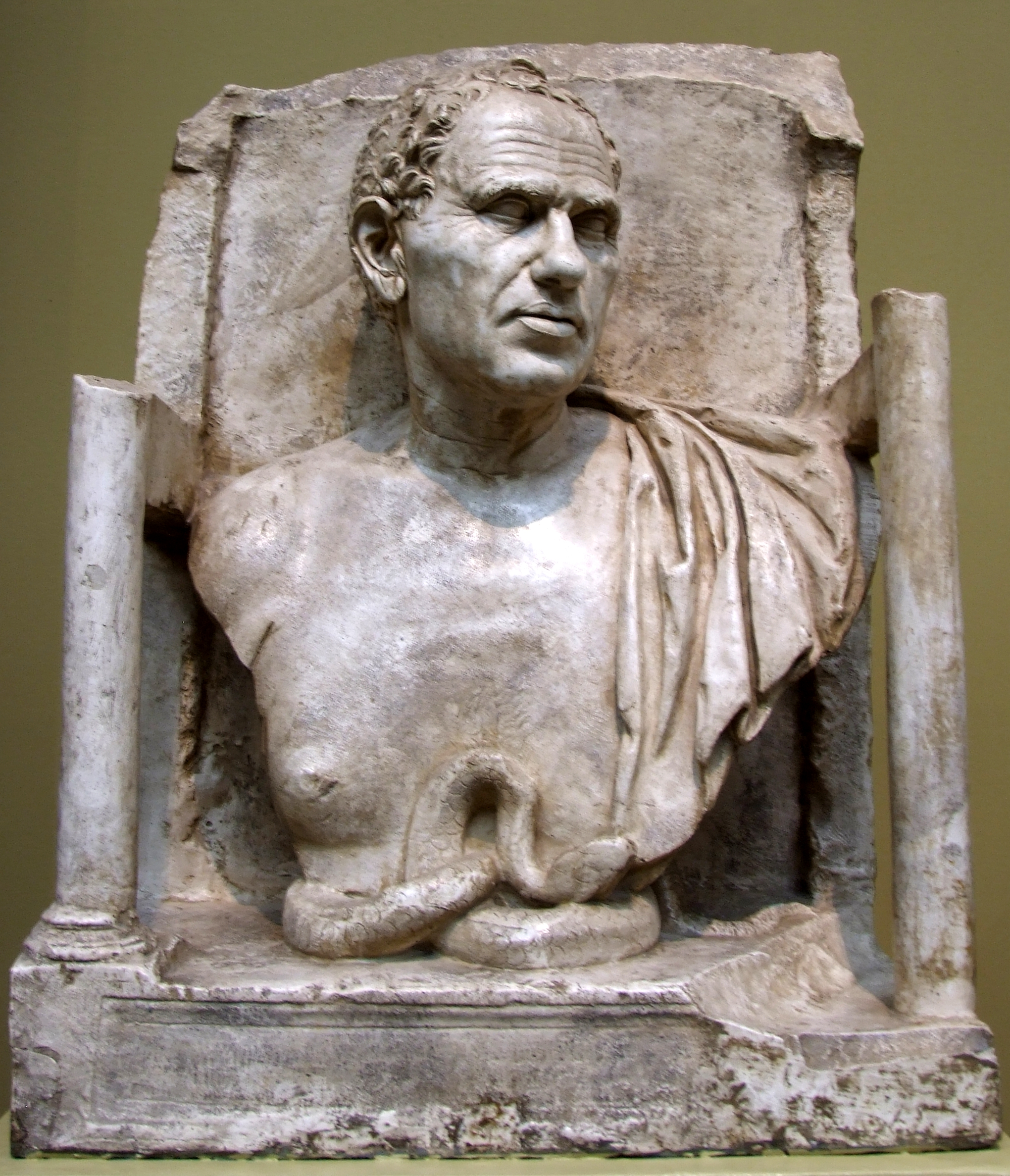
Надгробие Гатериев, Латеранский музей, 79—80 гг. (пример сохранения республиканских традиций надгробий в период ранней Империи)

#### Портрет эпохи Траяна

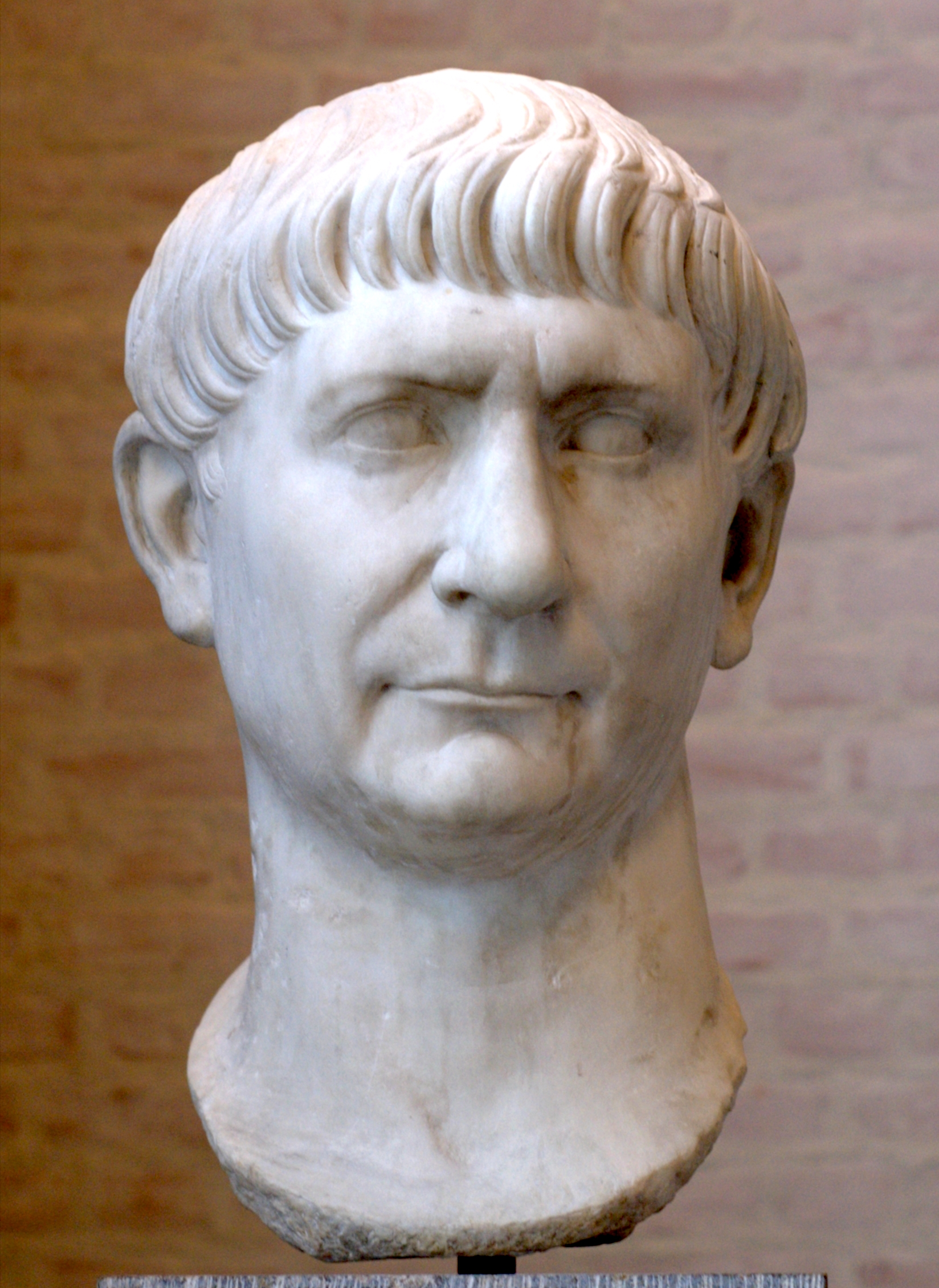
Император Траян, Мюнхенская глиптотека

Правление Траяна стало переломным для Римской империи. Его завоевательные войны были последней попыткой спасти империю от внутреннего разложения, и после смерти Траяна его преемникам пришлось отказаться от дальних провинций. В этот период появляются первые признаки неуверенности и тревоги. В поисках опоры общество обращается к эпохе «доблестной Республики», «простым нравам предков», в том числе, её эстетическим идеалам. Возникает реакция против «разлагающего» греческого влияния. Эти настроения соответствовали и суровому характеру самого императора. В портрете этого периода заметен резкий разрыв с традициями предыдущей эпохи, причем личность собственно правителя как никогда ранее или позднее в римском портрете повлияет на его стилистику. Портретисты стремятся подражать четкости и строгости республиканских портретов, но не могут воспроизвести их непосредственность и свежесть с наивностью в передаче отдельных деталей; зато им удается создать свой собственный портретный стиль — холодный и лишенный эмоциональности, но целостный и выразительный.
Тем не менее, идеализированные портреты императора также создаются. Принято разделять «псевдо-республиканские» раннетраяновские портреты, а затем «портреты десятилетия», когда к юбилею правления Траяна в его иконографии появляется образ героя-полководца. Портреты второй половины его правления намного более героизированы.
Характерный стиль исполнения: моделировка лица широкими, мало расчлененными плоскостями с резкой графической передачей деталей. Исполнение волос — неглубоко вырезанные четкие линии, обозначающие пряди; напоминает графическое обозначение волос на республиканском портрете, но с более высоким рельефом. Резкая графическая передача морщин, четкий рисунок век и губ. Во второй половины правления Траяна начинают опять возвращаться элементы пластической лепки формы, исчезает сухость. Волосы опять трактуются не как плотная масса, прочерченная графическими линиями, а как свободно лежащие живописные пряди. Тут чувствуется определённое обращение к традициям портрета времени Августа. В женских портретах этой эпохи запечатлены сложные прически в виде валиков волос, например, из заплетенных косичек, которые передаются графичными линиями.
Во конце правления Траяна сложится новая форма большого бюста (грудь и руки пониже плеч), которая в эту эпоху будет использоваться только в его портретах, а в следующий, адриановский период, получит широкое распространение.

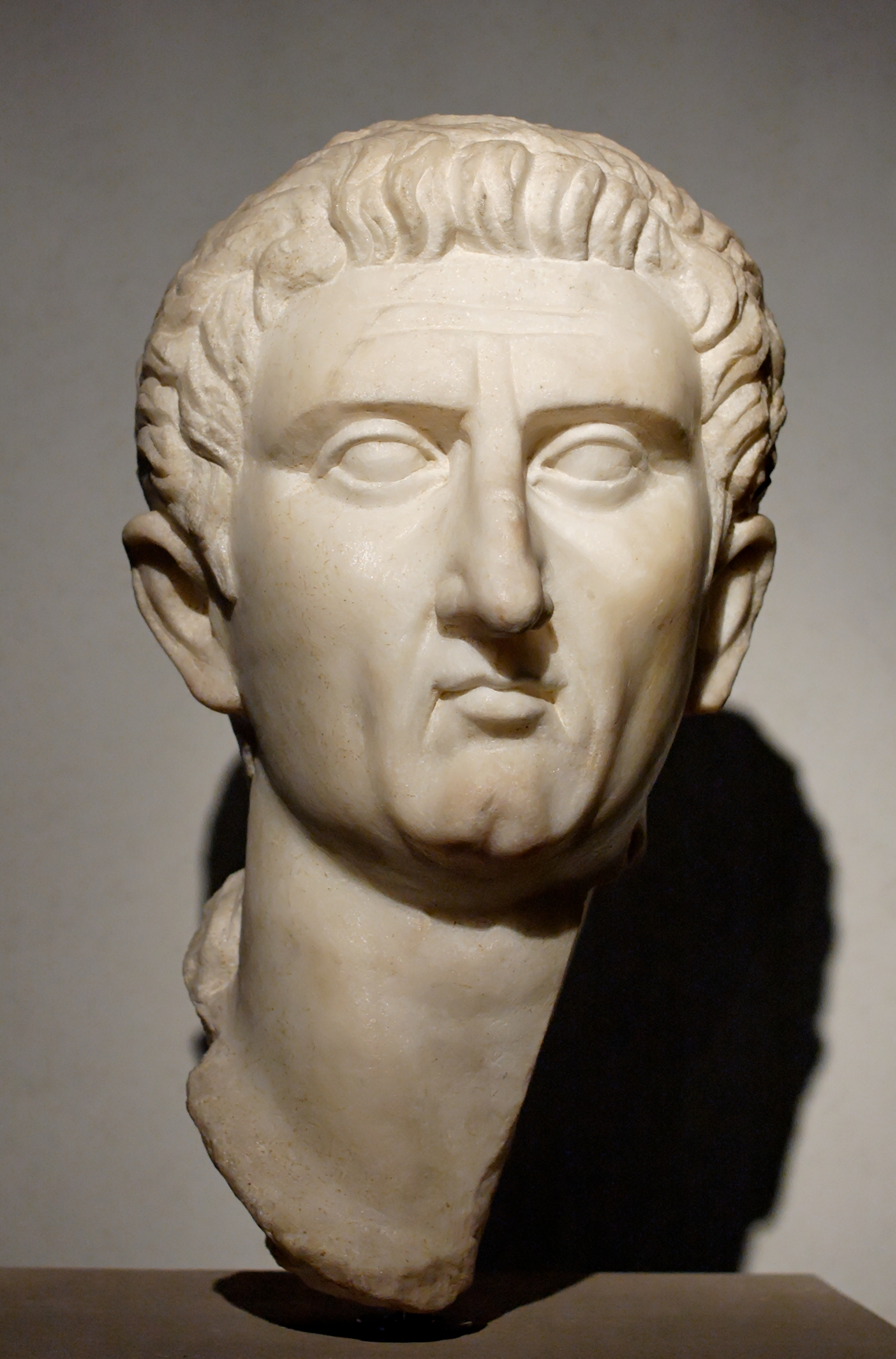
Нерва. Палаццо Массимо алла Терме
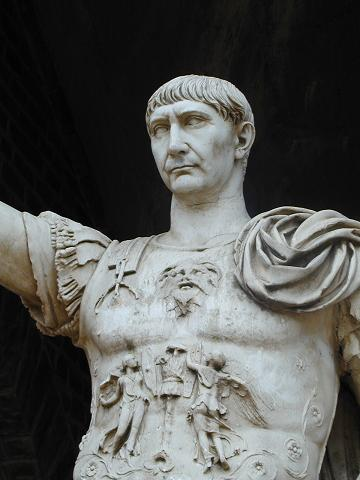
Портрет Траяна в образе полководца. Ксантен
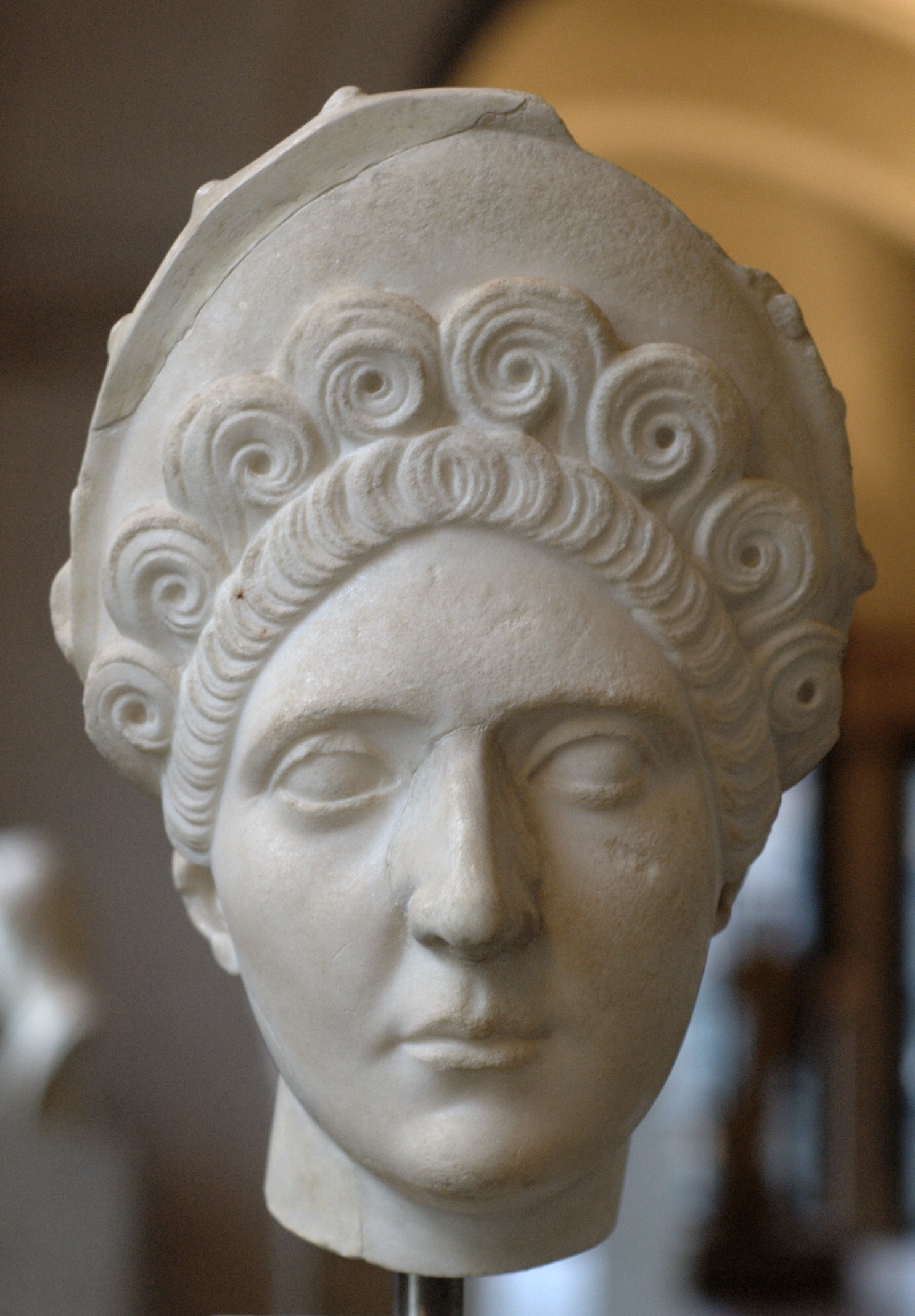
Портрет римлянки в диадеме (Помпея Плотина?), Мюнхенская глиптотека
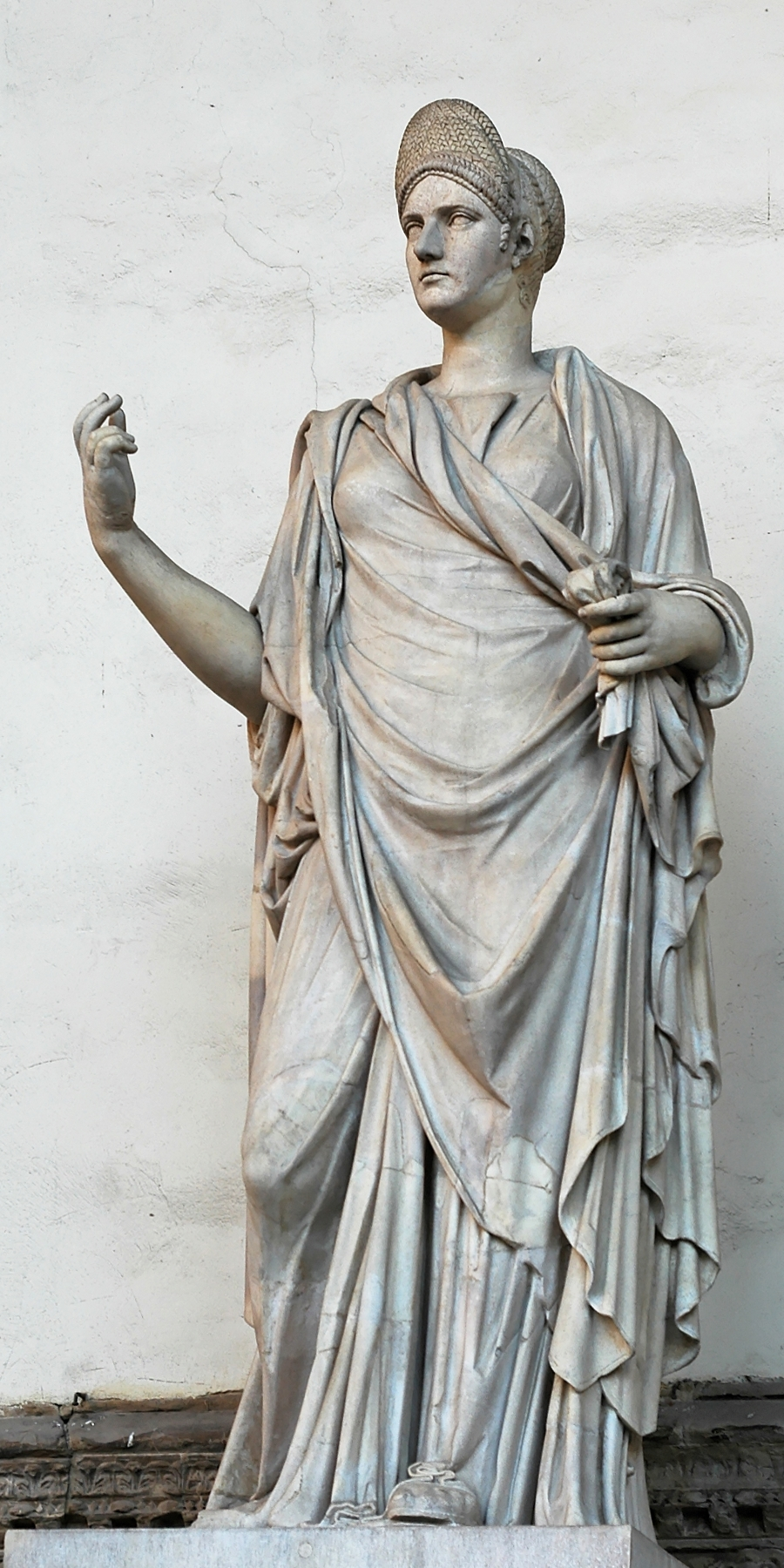
Статуя римлянки (т.н. «Сабина», возможно, Салонина Матидия), Рим, Лоджия деи Ланци

#### Портрет эпохи Адриана

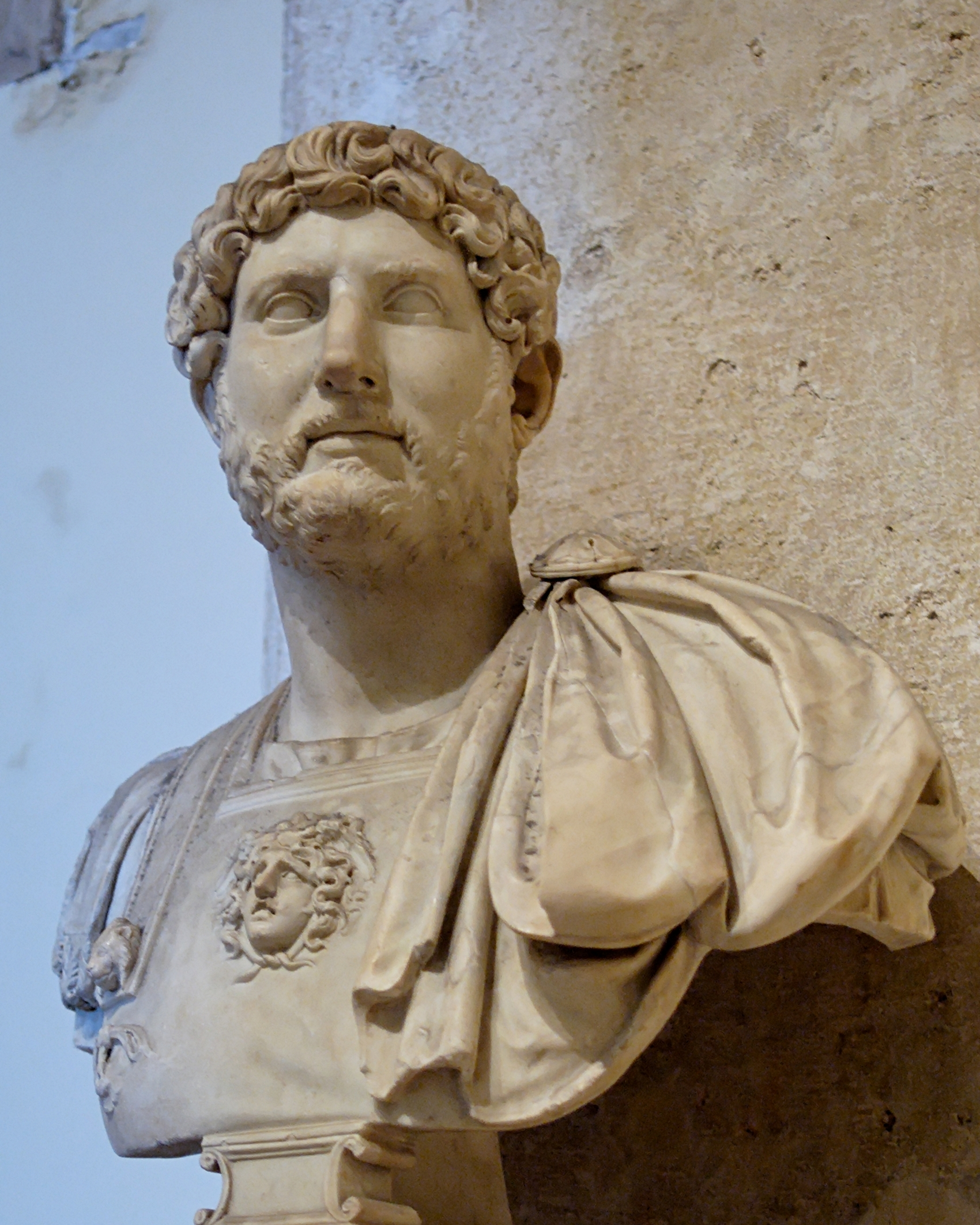
Адриан, Капитолийский музей

Для мировоззрения императора Адриана, а также для многих из его окружения были характерно сосредоточение на внутреннем, стремление уйти от реальности, глубокий интерес к образованности, а также обращение к греческой культуре. Адриан был эллинофилом, и благодаря этому было создано новое направление римского искусства — новый всплеск классицизма (символом которого стали портреты любовника Адриана — Антиноя). Из визуальных проявлений его любви к греческому — мода на бороду, которую он начал носить.
Характерные черты стилистики этого времени — реакция на сухость искусства Траяна, которая выразилась в более живой и пластической передаче человеческого тела. Жесткие угловатые контуры сменяются мягкими плавными, волосы изображаются локонами, а не графическими прядями. Налицо подражание греческим портретам. Поверхность мрамора начинают полировать, отчего сильнее становится различие между кожей и волосами. Главное новшество — скульпторы изобретают способ изображать взгляд, в то время как ранее он просто рисовался краской (и поэтому в большинстве случаев предшествующие портреты нам кажутся «слепыми»). Они начинают изображать глаз рельефными средствами зрачок (с использованием бурава) и радужная оболочка (линией).

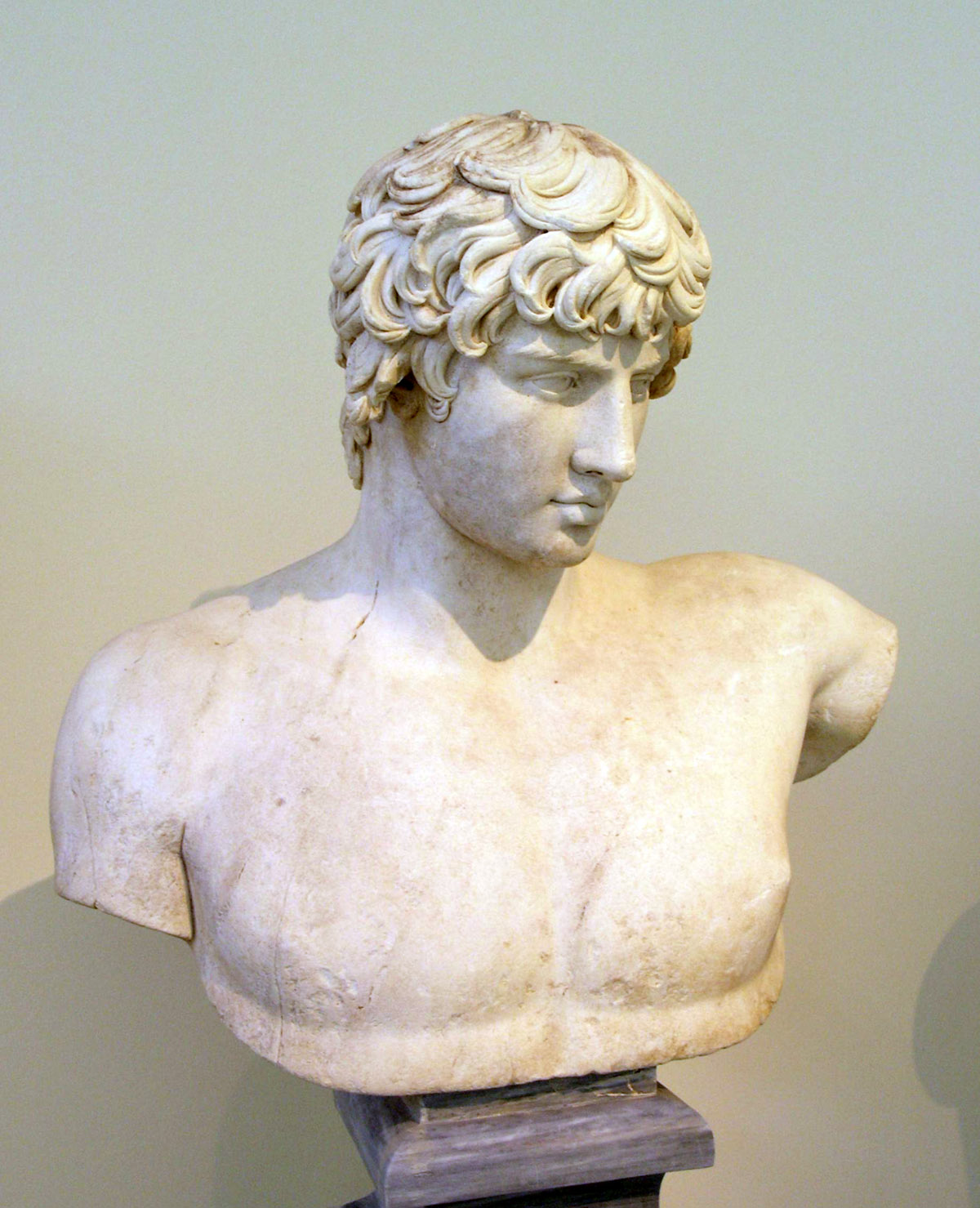
Антиной, Национальный археологический музей, Афины
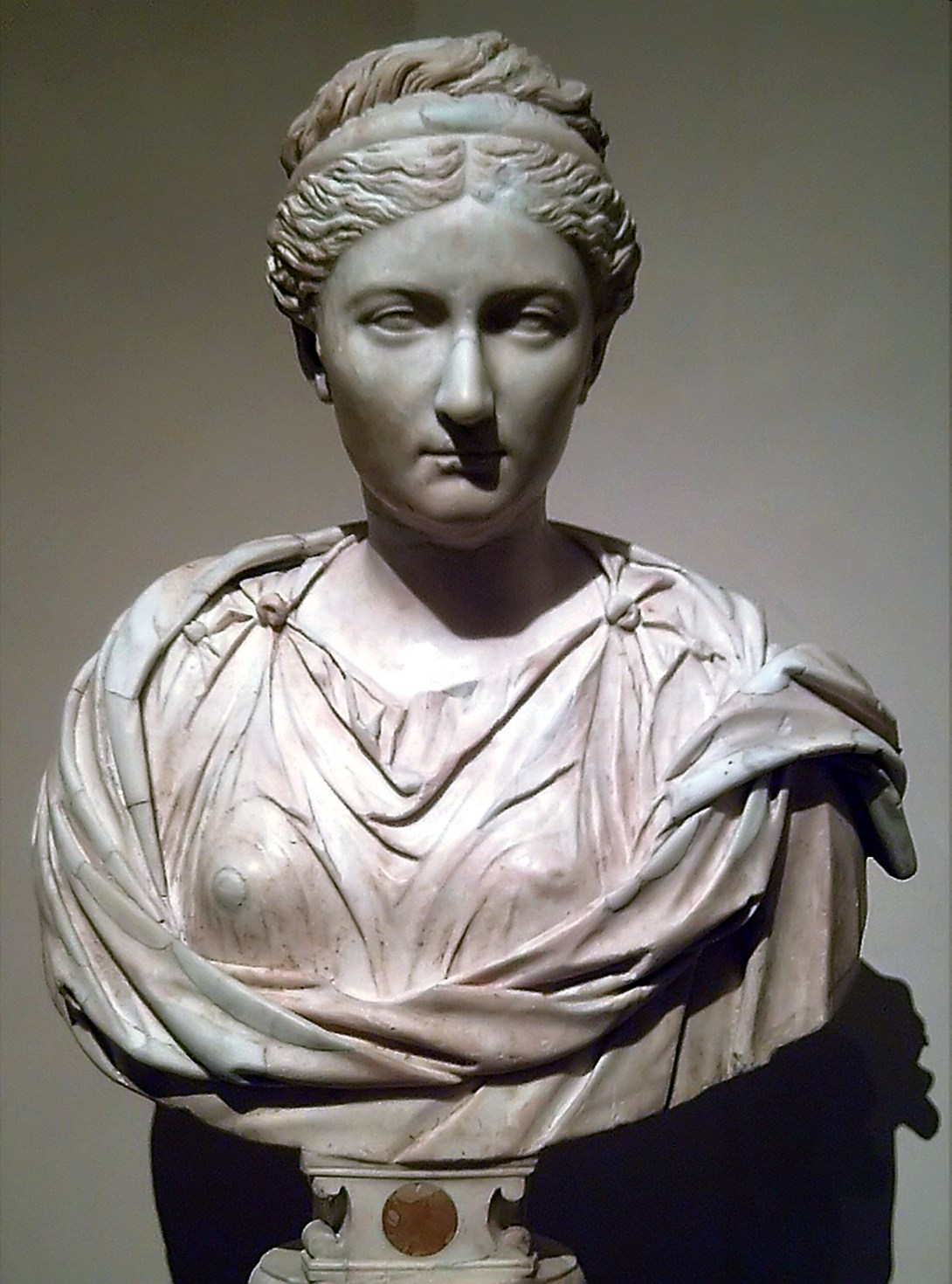
Вибия Сабина, Прадо

#### Портрет Антонинов

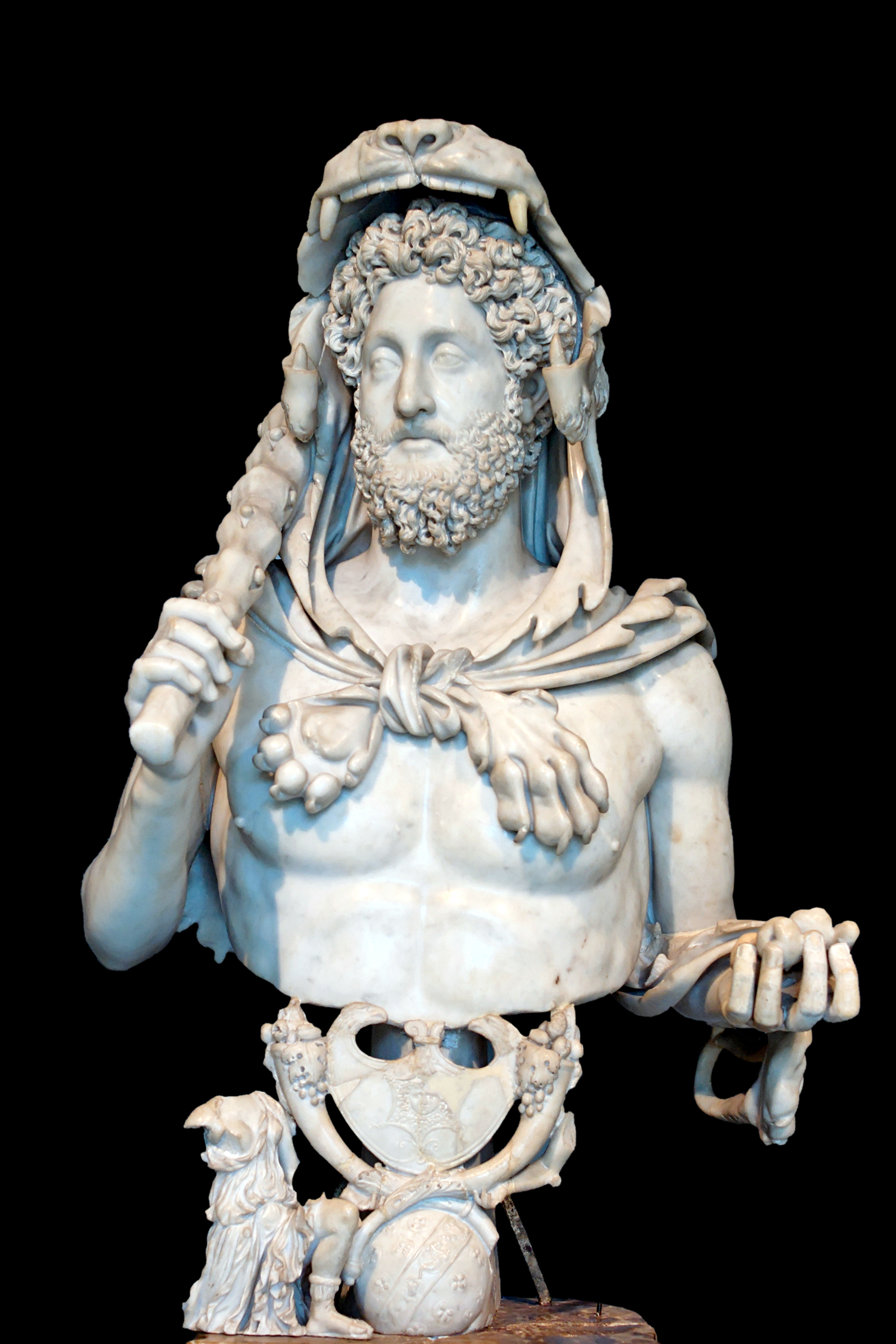
Портрет императора Коммода в образе Геркулеса, Капитолийские музеи

Хотя Траян и Адриан также номинально принадлежали к династии Антонинов, искусство их периодов правления принято рассматривать отдельно, а художественное наследие, созданное во время следующих представителей династии, начиная с Антонина Пия, объединять в единый период.
В стилистике резких изменений, по сравнению с искусством адриановского времени не происходит; приемы, введенные тогда, начинают использоваться более широко. Для техники II века характерны обильное употребление бурава для создания локонов бороды и волос с активной игрой светотеней, а также гладкая полированная поверхность лица. Изображение зрачка становится общепринятым. Также в портрете отражается начавшийся упадок Римской империи, который проявляется в упадке, отходе от реальной жизни и углублении во внутренний мир, легкой грусти моделей. Уменьшается различие между римским и греческим портретом, римские мастера подражают греческим портретам философов. В период Марка Аврелия, следующего после Антонина Пия императора, техника становится еще тоньше и виртуознее: происходят поиски большей выразительности, сильнее выражен контраст светотеней благодаря глубокому рельефу, еще обильней применяется бурав, зрачок вырезается глубже, что придает глазам большую одухотворенность, кожа полируется еще блестящей. При этом еще сохраняется простота композиции и строгость построения. «Столичный римский портрет, совершенствуя и развивая принципы классицизирующего искусства антониновского времени, приходит в поздних произведениях к отрицанию его основного принципа — строгости, простоты и ясности построения».

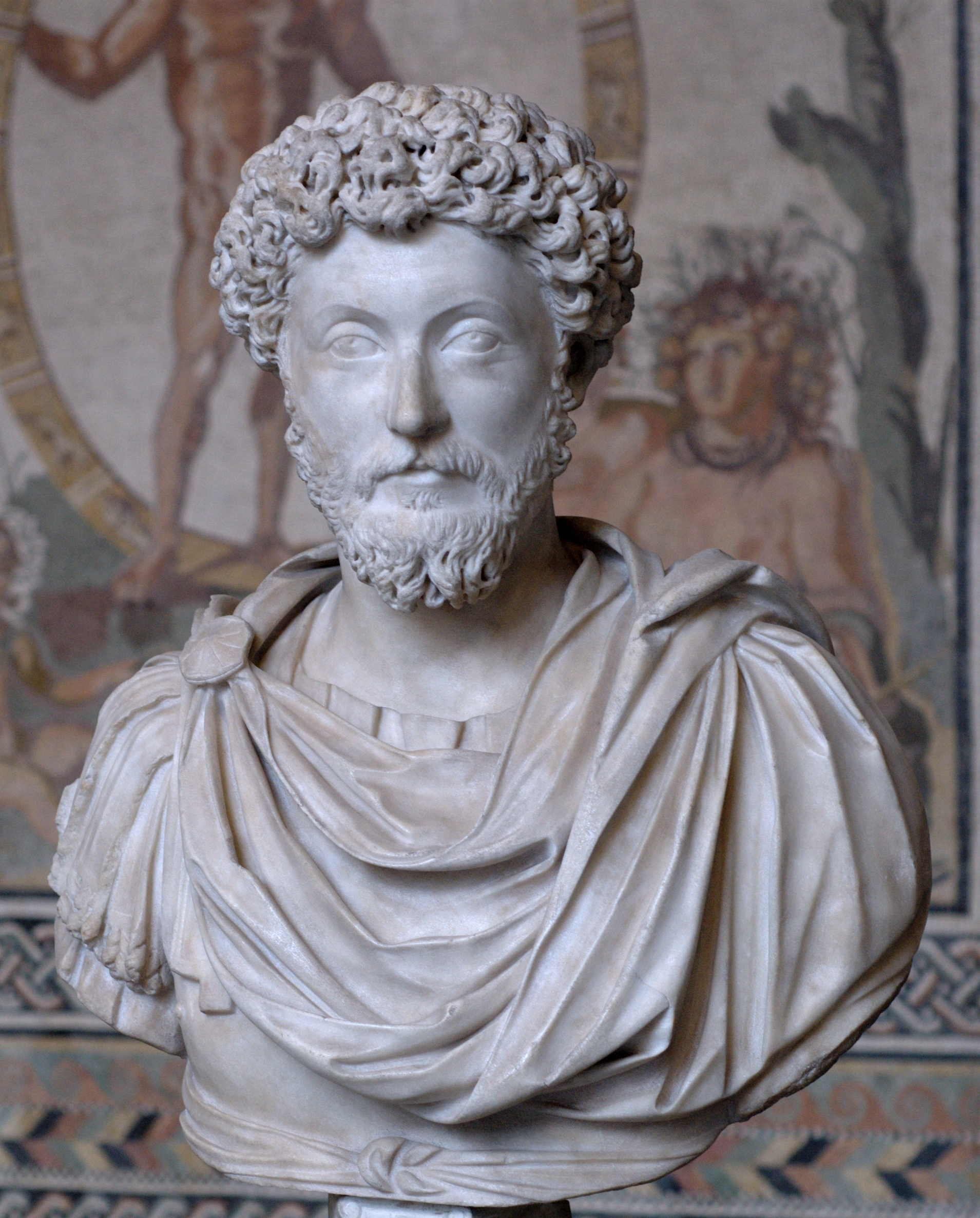
Марк Аврелий, Стамбул, Мюнхенская глиптотека.
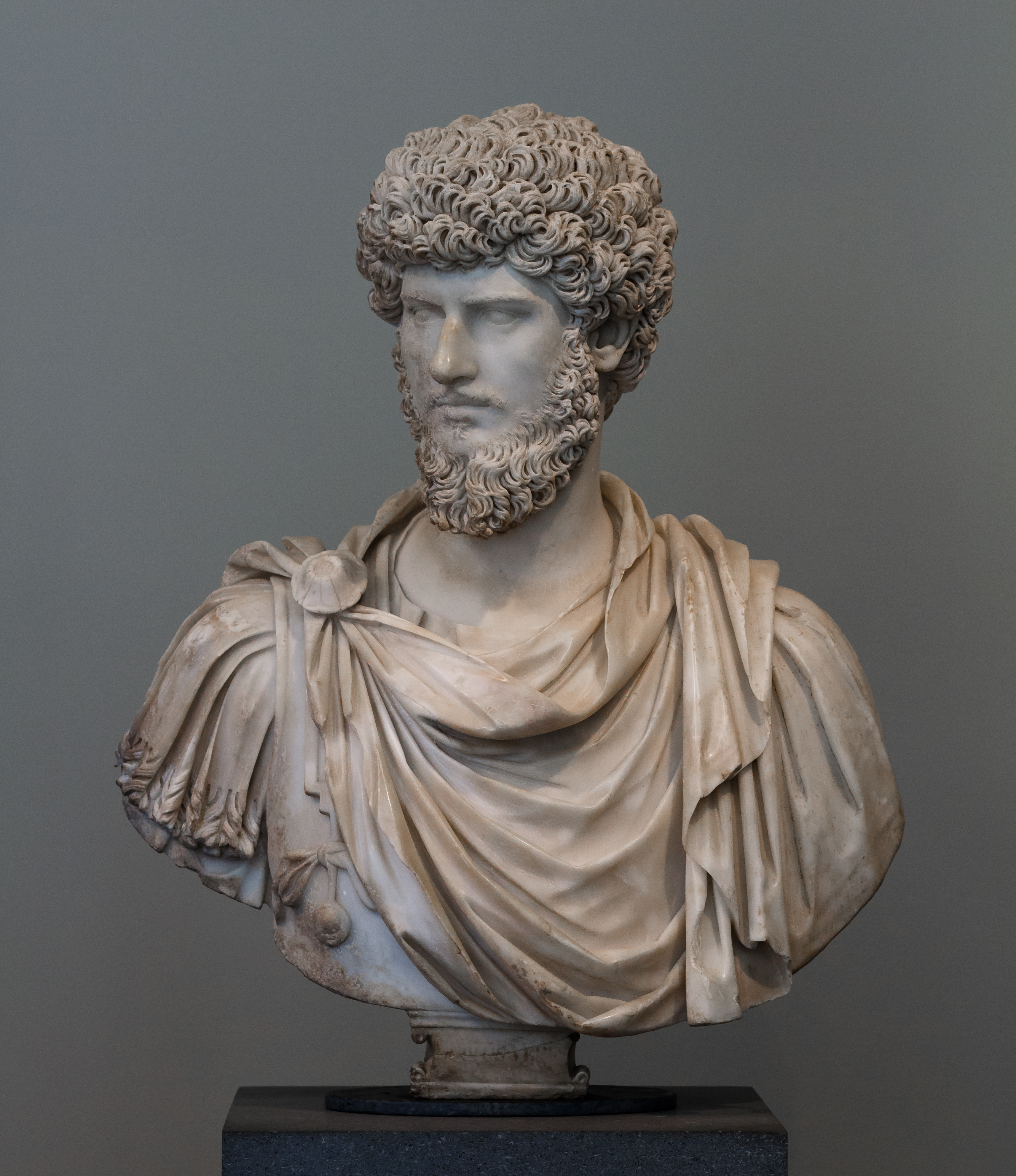
Портрет Луция Вера, Лувр
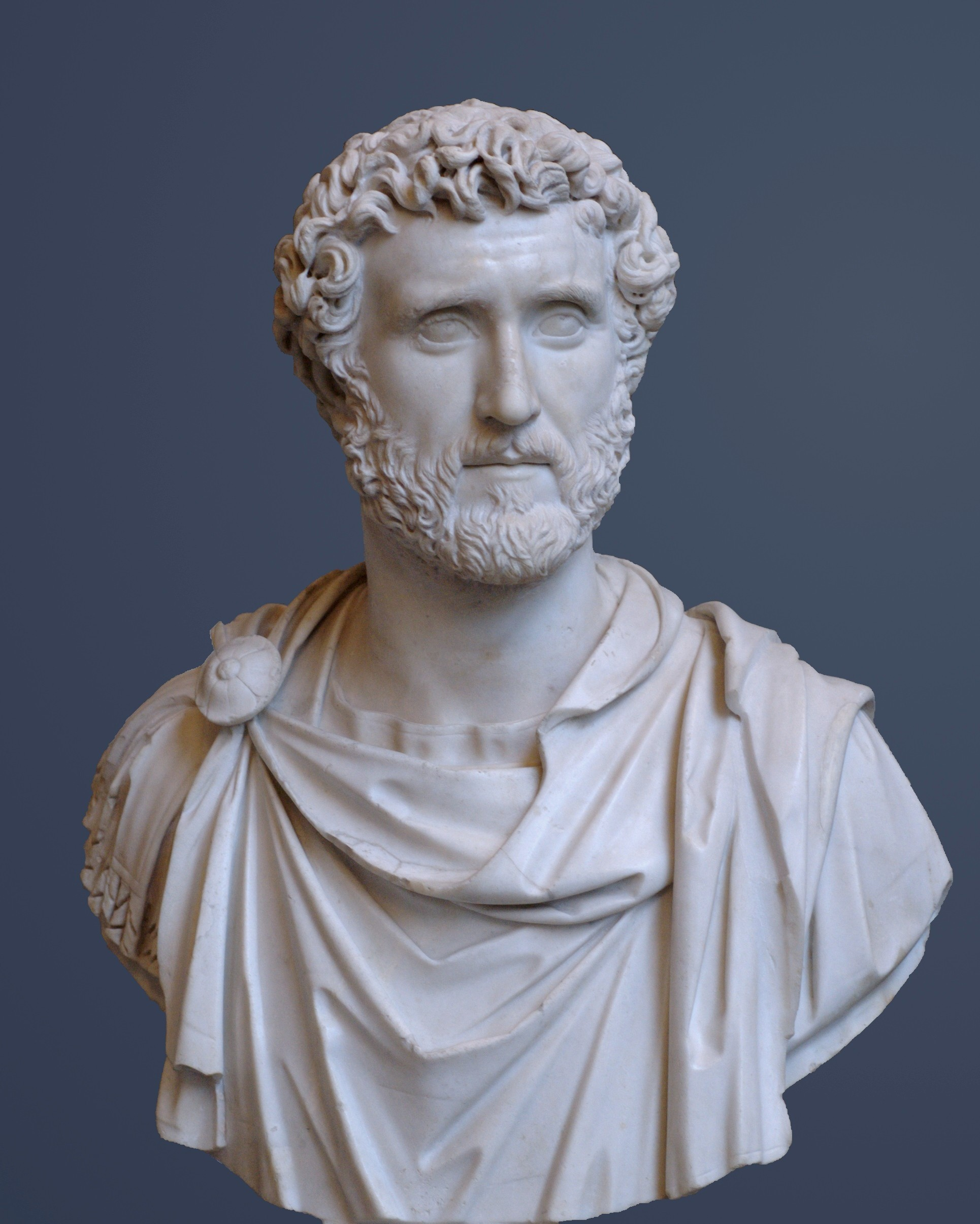
Антонин Пий, Мюнхенская глиптотека
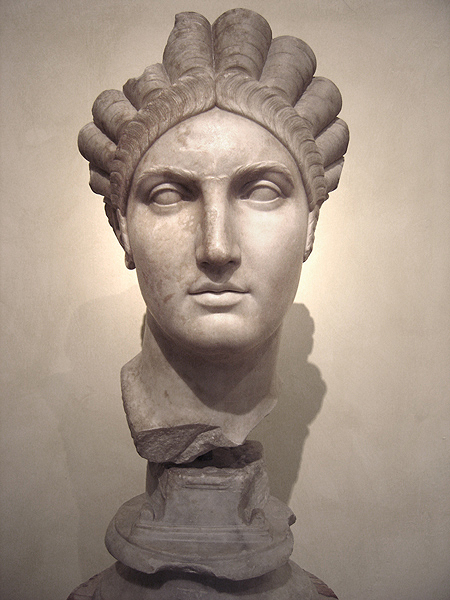
Салонина Матидия, Капитолийские музеи
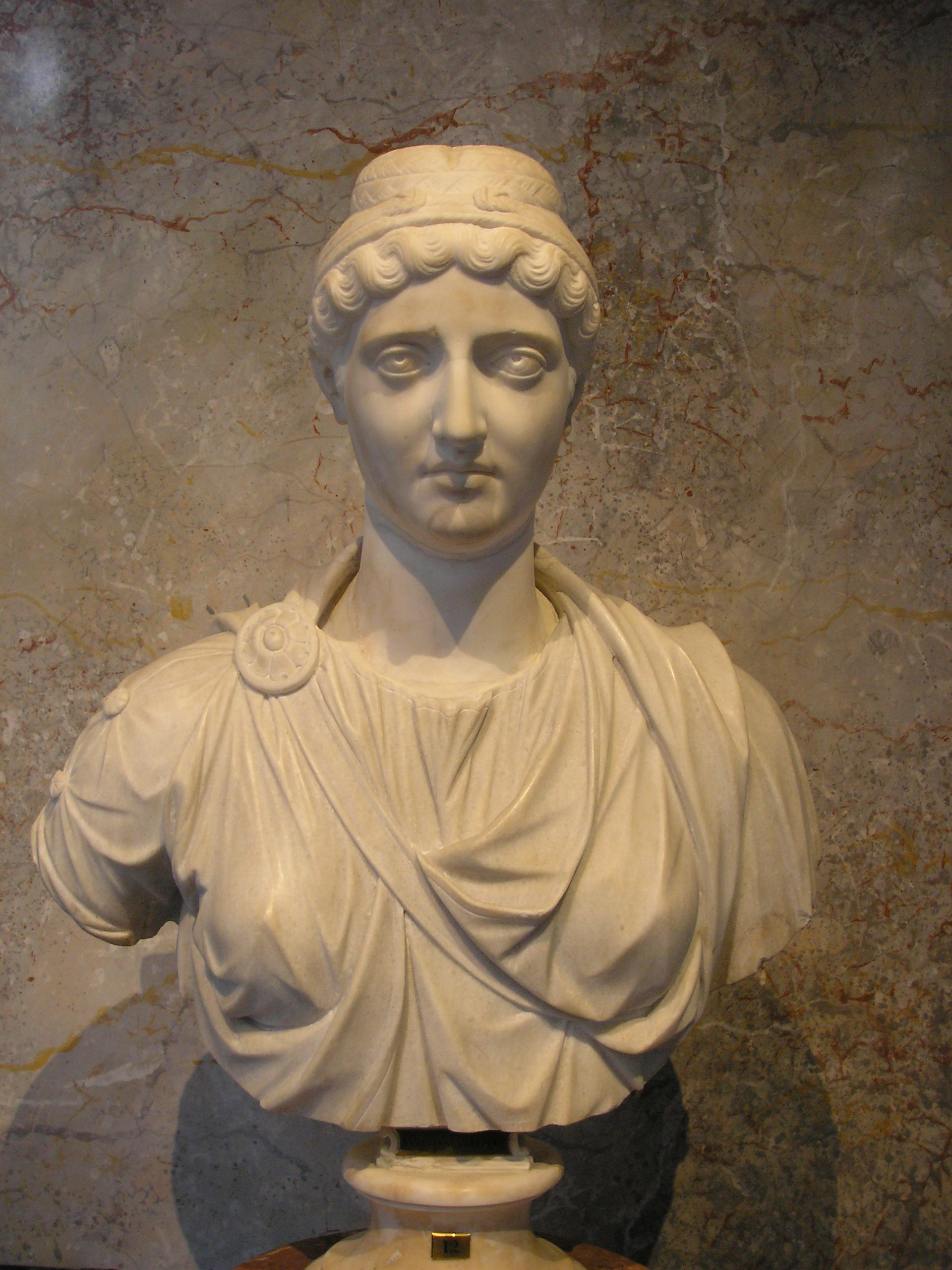
Фаустина Старшая, Музей Истории искусств, Вена
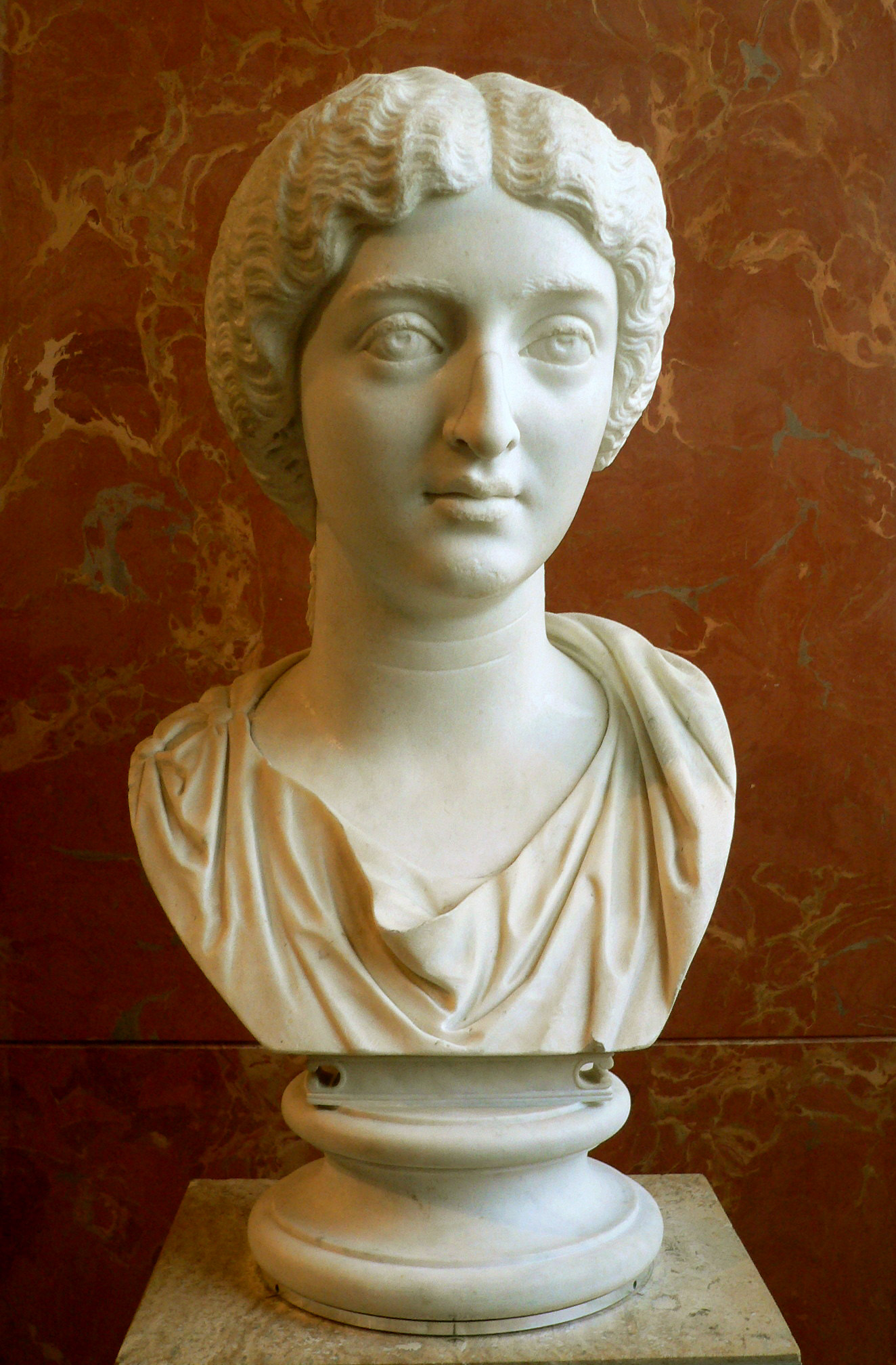
Фаустина Младшая, Лувр
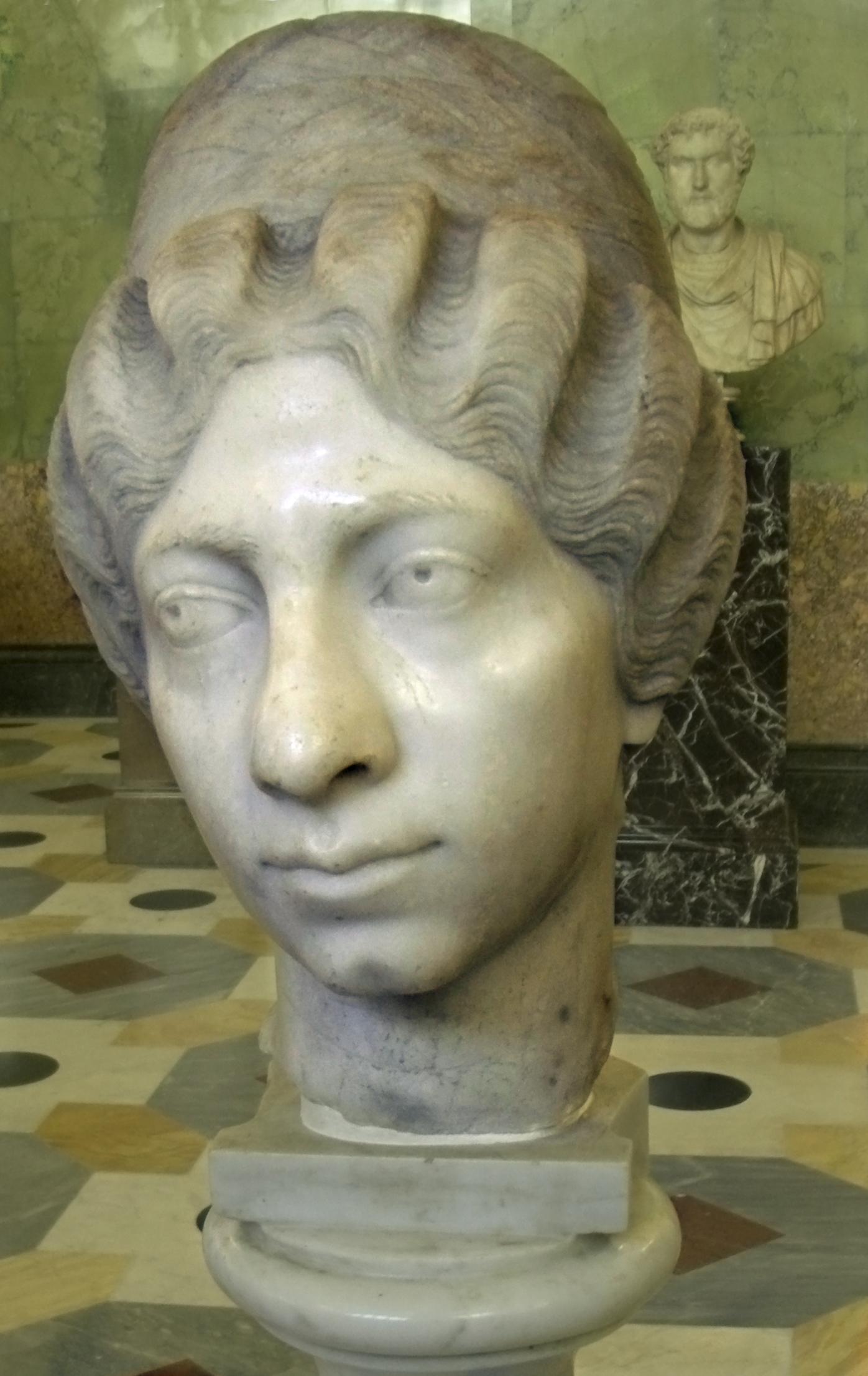
Т. н. «Сириянка», 160-е гг. Эрмитаж.

#### Портрет Северов

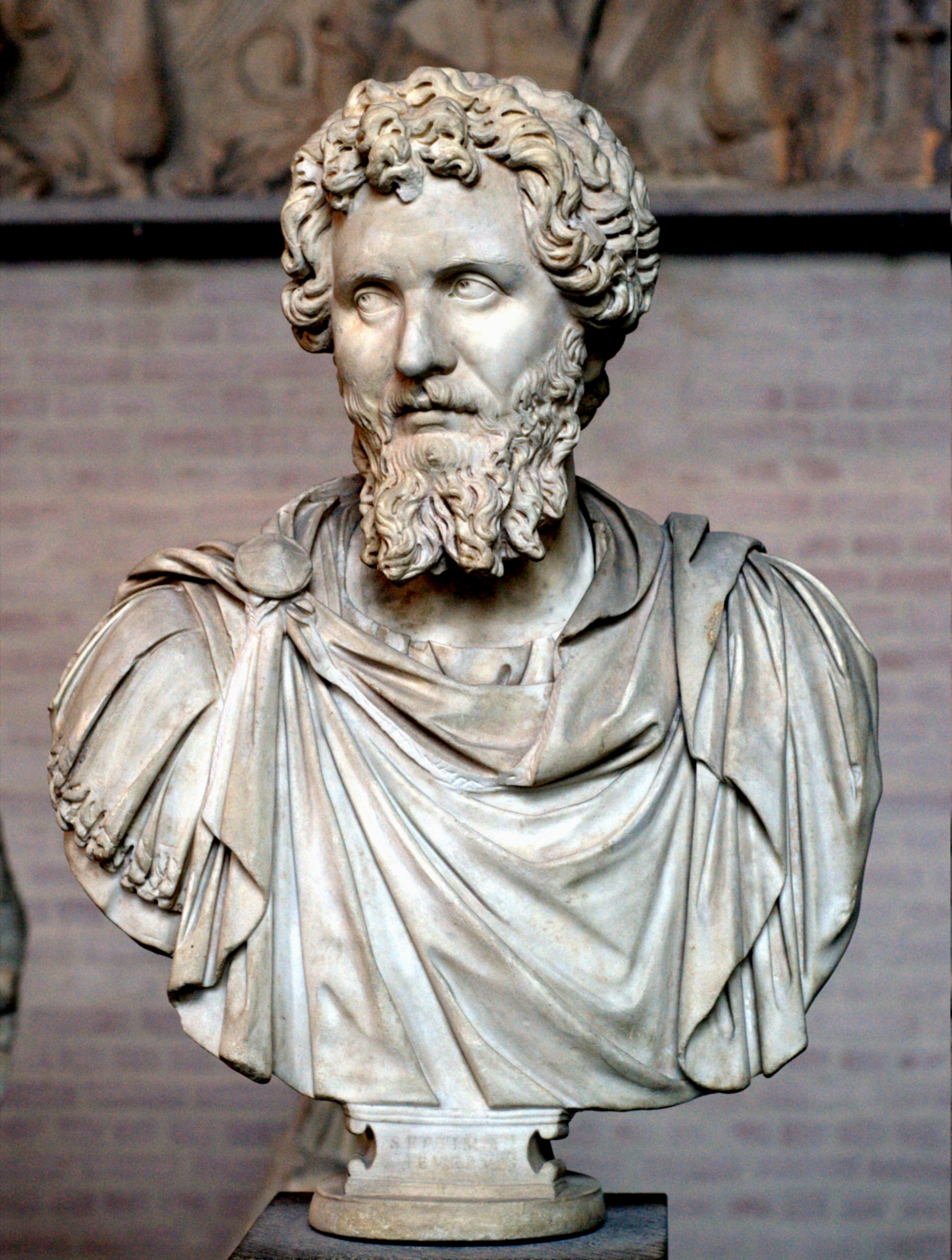
Септимий Север, Мюнхенская глиптотека

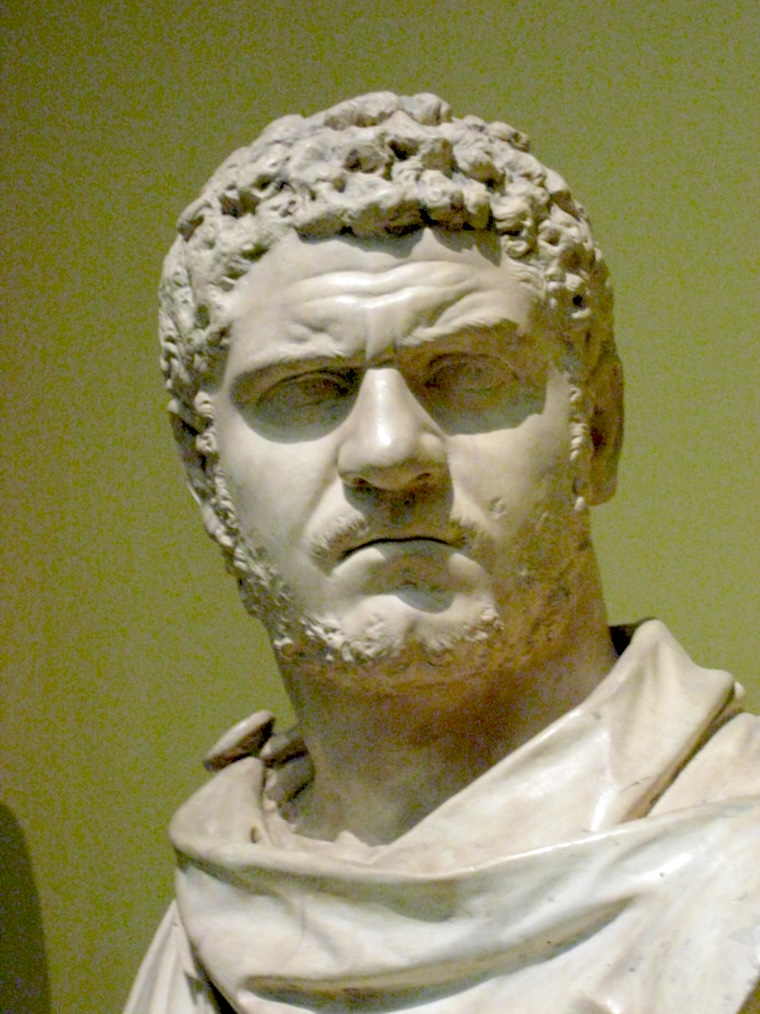
Бюст Каракаллы. Пергамский музей, Берлин

Для истории Римской империи смутное время III века н. э. является эпохой распада и деградации, но одновременно для изобразительного искусства это время стало чрезвычайно продуктивным. Более того, 2-ю четверть III века исследователи называют эпохой величайшего развития римского портретного искусства. Духовный кризис (который выражается, в частности, в заимствовании восточных культов и интересе к христианству) выражается в поиске, отражающемся в портрете. Классицизирующее искусство эпохи Антонинов не соответствовало настроению экзальтированного человека. Развитие портрета III века н. э. отличается противоречивостью и борьбой стилистических направлений.
Переходным к взлёту портрета этого периода является эпоха императора Септимия Севера и его непосредственных преемников. В портретах собственно императора видно стремление к продолжению стиля II века, что совпадало с его политической линией — позиционировать себя как законного наследника дома Антонинов. Характерные черты: завивающиеся пряди на лбу, раздвоенная борода (как у Луция Вера), контраст белизны кожи со светотенью волос, исполнение мелочно, и исчезла лёгкость руки художников антониновской эпохи.
Колебания и зачатки совсем другого стиля заметны в портретах его сыновей — Геты и Каракаллы. На первый план выступает требование, которое было свойственно первому периоду римской скульптуры — характеристика индивидуальности, характера. Подобно тому, как культ личности в период республики привёл к индивидуализации скульптуры, назначение личности в III веке привело к новому этапу развития. В атмосфере дикого и смутного времени не были востребованы утончённые эффекты, которые угадывал только культурный глаз. Требовался новый, более наглядный и брутальный стиль. «Отказ от сложившихся в эпоху Антонинов типов портретов, в которых всегда наличествовал элемент идеализации, тенденция к беспощадной правдивости, стремление найти и передать самую сущность портретируемого, обнажить её, не останавливаясь перед её порою отрицательными и даже отталкивающими чертами, — таковы особенности нового направления в скульптурном портрете начала III века н. э.» При предпоследнем императоре этой династии, Гелиогабале, наблюдается возвращение некоторого интереса к живописности Антонинов. При его наследнике, Александре Севере, окончательно вырабатывается тот новый тип портрета, предпосылки которого наметились при Каракалле — суровая простота стиля, брутальность и открытие характера. Многие портреты этого периода напоминают произведения поздней республики, но опознаются по большей техничности.

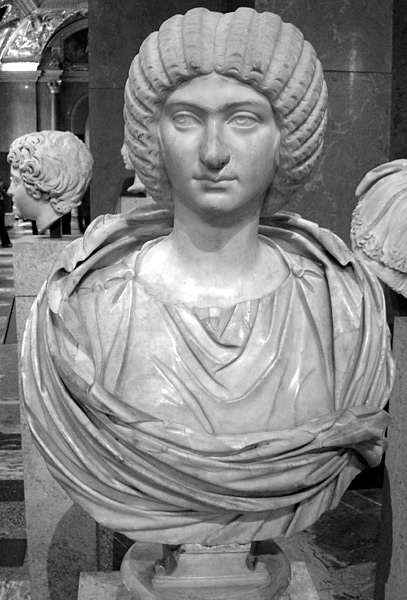
Юлия Домна, Мюнхенская глиптотека
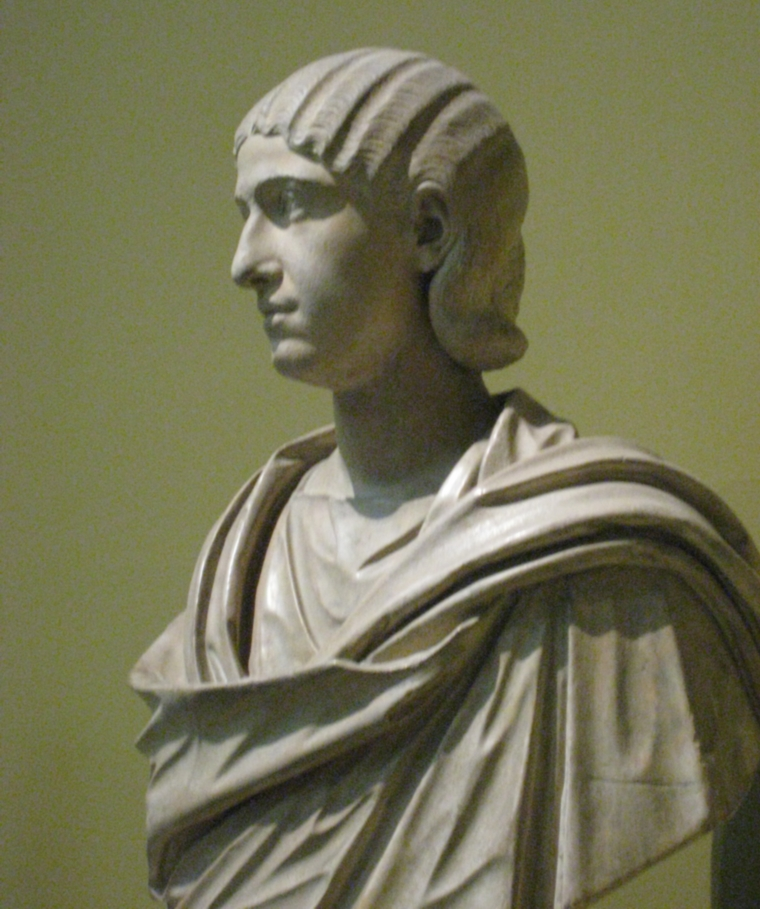
Юлия Мамея, Британский музей
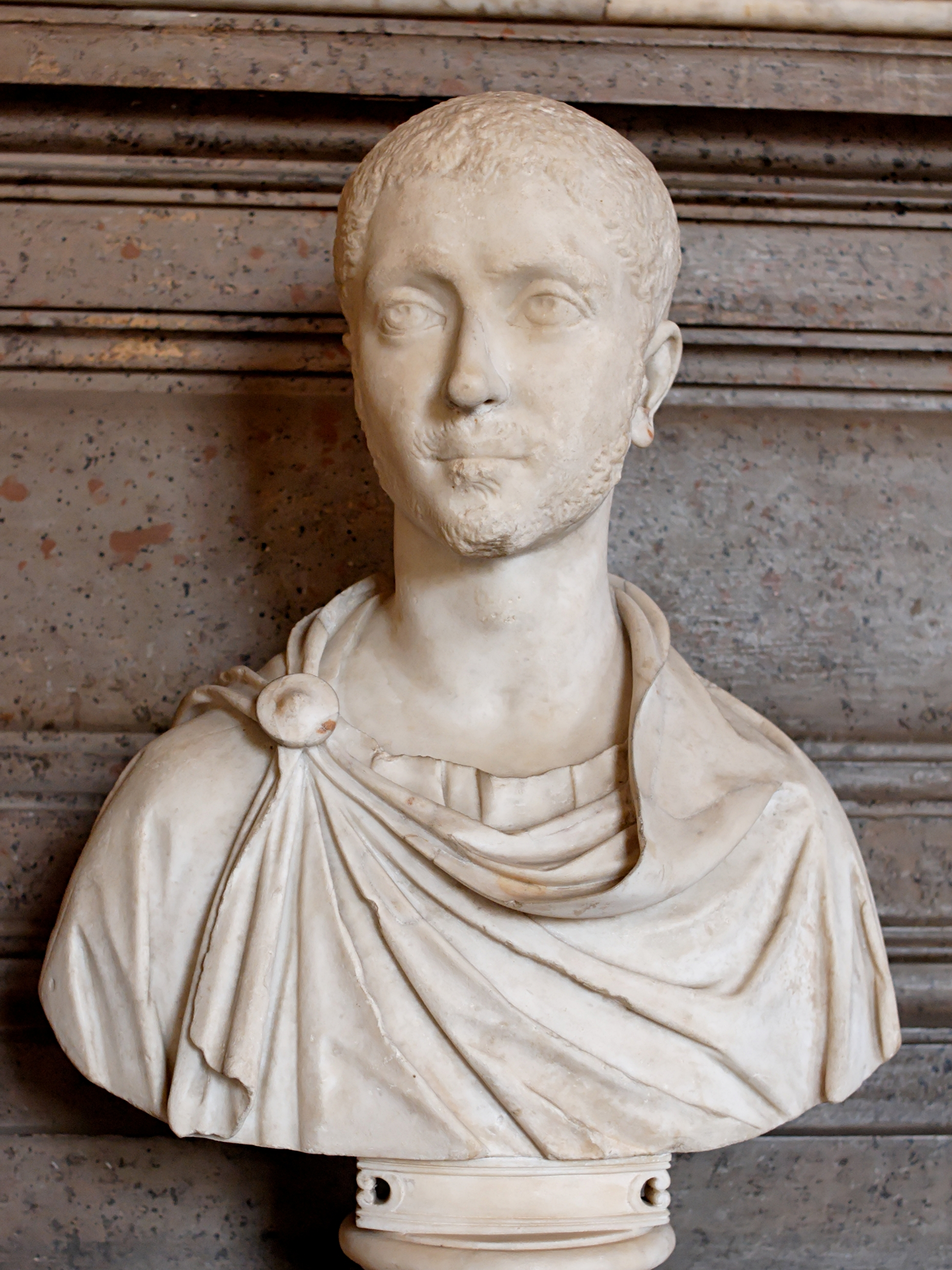
Александр Север, Капитолийский музей
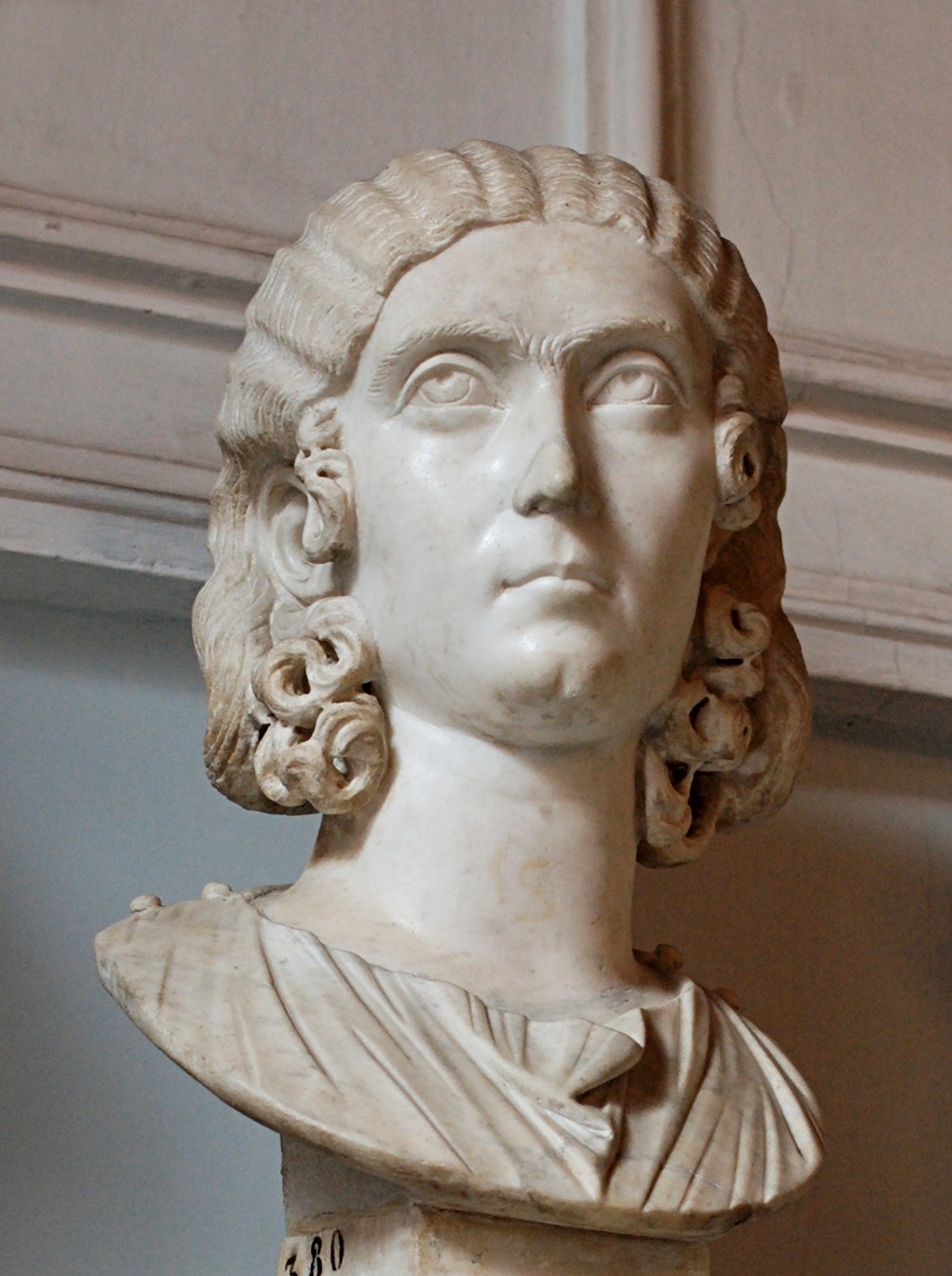
Юлия Корнелия Паула, Капитолийские музеи
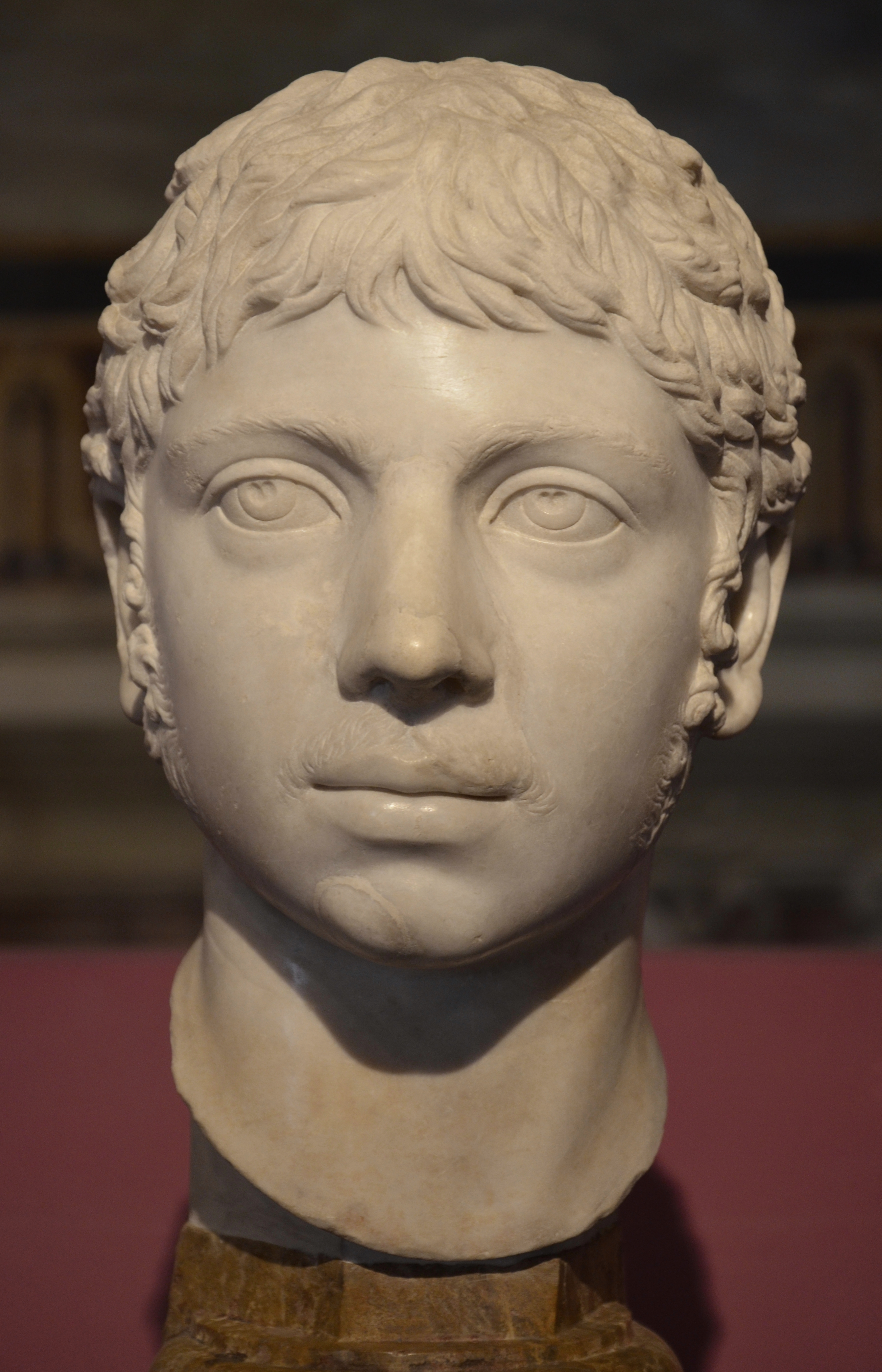
Гелиогабал

#### Портрет эпохи солдатских императоров

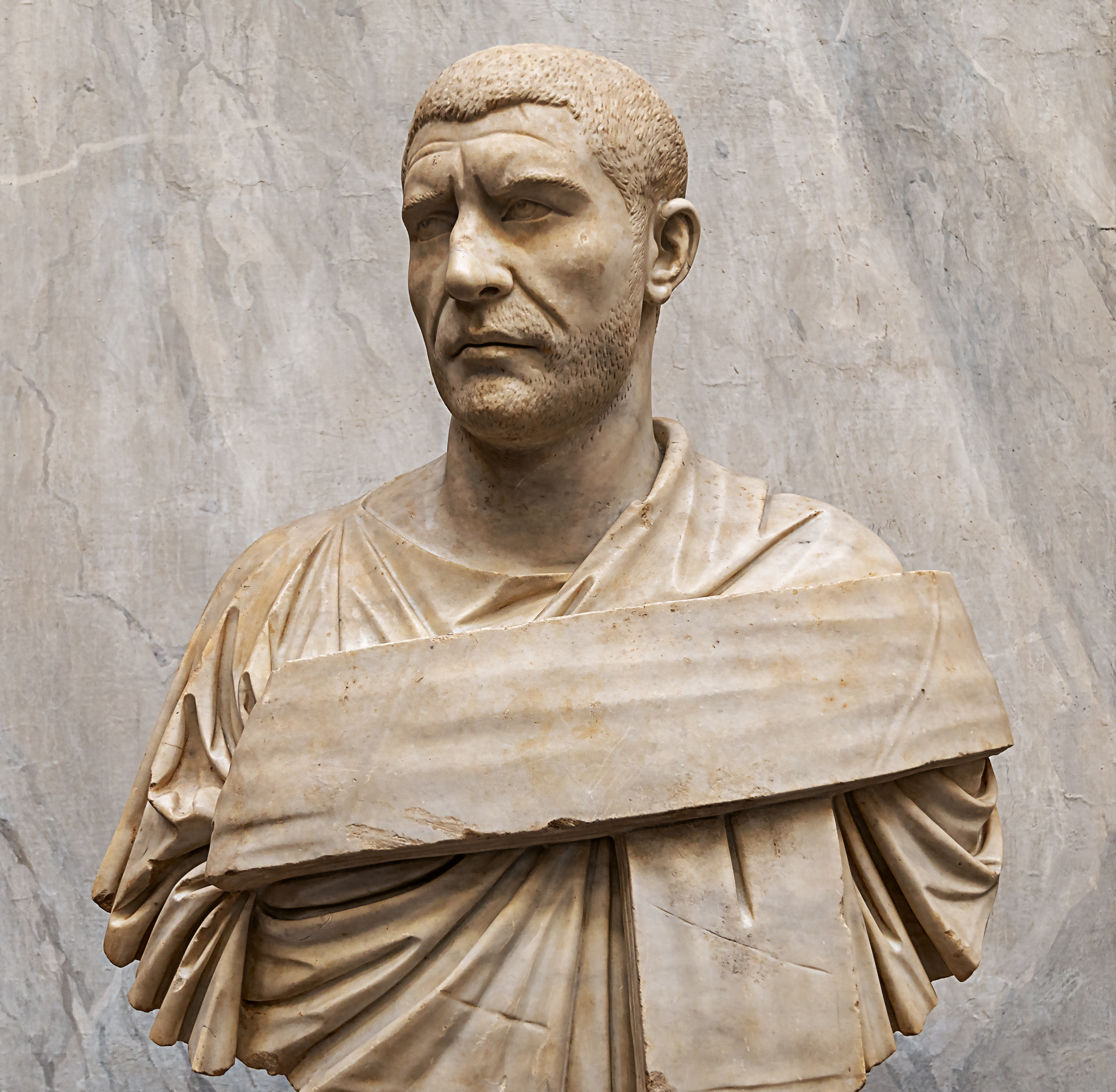
Филипп I Араб, Эрмитаж

Портреты эпохи солдатских императоров развивают строгую линию, намеченную при Александре Севере. На первый план вышла характеристика личности (в отличие от прежнего интереса к живописным проблемам, моделировке поверхности мрамора).
Примерами новой техники, которая получила интенсивное развитие во 2-й четверти III века являются портреты Филипп I Араба и Бальбина. Стиль изображения «солдатского» императора Филиппа является практически полным отрицанием живописного стиля эпохи Антонинов, в нем нет ни следа утончённой культуры.
Портрет лишен и идеализации, и традиционности; техника крайне упрощена — волосы и борода показаны короткими насечками, попарно поставленными, черты лица выработаны глубокими, почти грубыми линиями с полным отказом от детальной моделировки, фигура и черты лица асимметричны. Скульптор демонстрирует крайний реализм, используя все возможные средства, практически импрессионистически — с выделением самых важных черт без затемнения их деталями, характеристика несколькими меткими штрихами. Вальдгауэр говорит об «импрессионистичности», а также о «барочности» этой скульптуры, об архитектурном характере использования форм. Он считает, что «в этом искусстве чувствуются задатки того стиля, из которого вышли поразительные портреты в готических соборах Франции и Германии, в них есть „варварский“ элемент, предвещающий во время разложения антика возрождение нового искусства».
В 30—40-е годы III века портретная пластика достигает наивысшего подъема реалистического экспрессивного стиля, который зародился еще в эпоху Северов. Большую роль в усилении эмоционального воздействия портрета играет сопоставление ярко освещенных и затененных частей скульптуры. Настроение моделей несет некоторые черты неуверенности в окружающем мире и желание рассчитывать только на себя.
В правление императора Галлиена, высокообразованного человека, происходит короткий и быстро затухнувший всплеск интереса к классицизму.

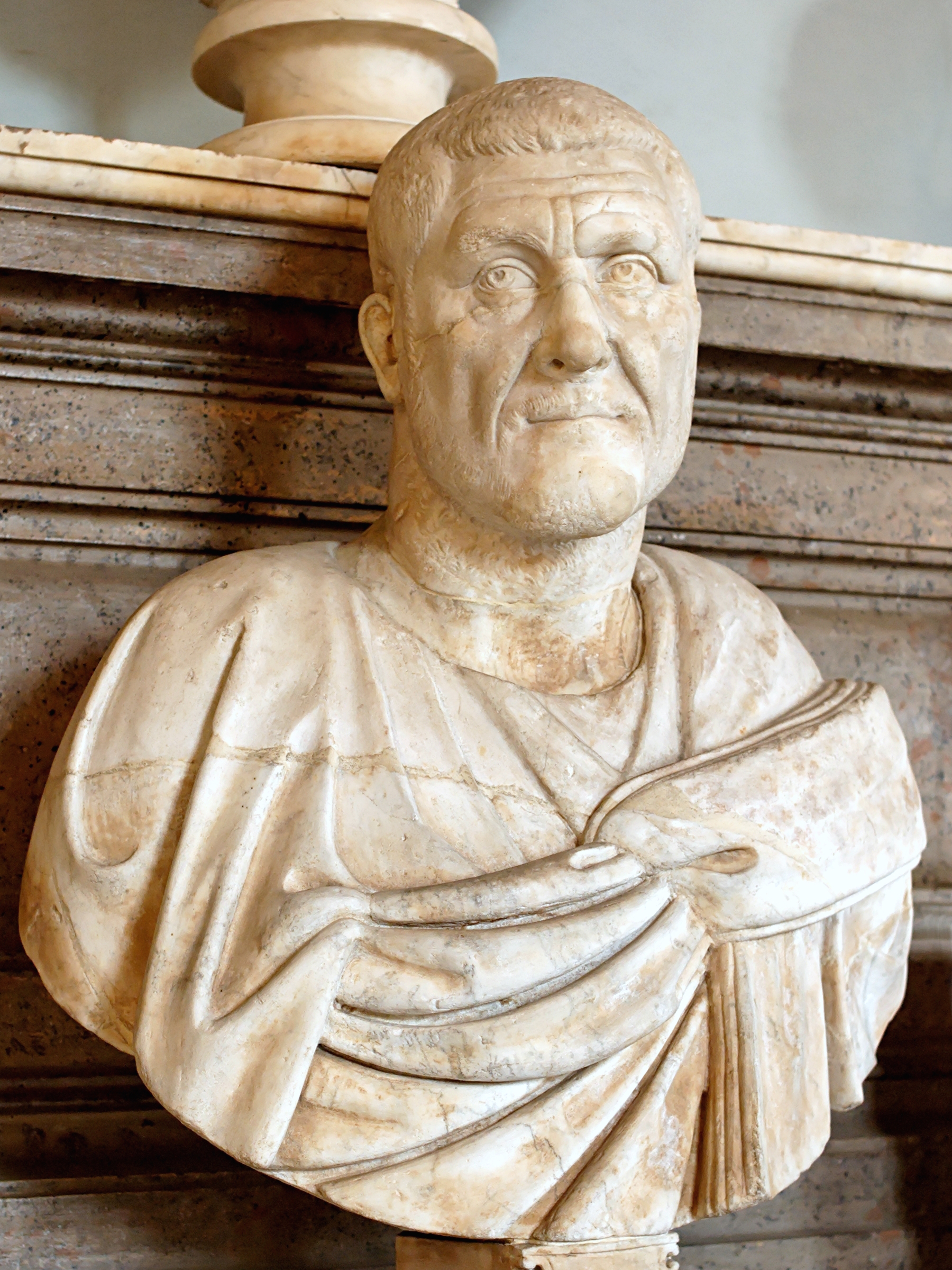
Максимин I Фракиец
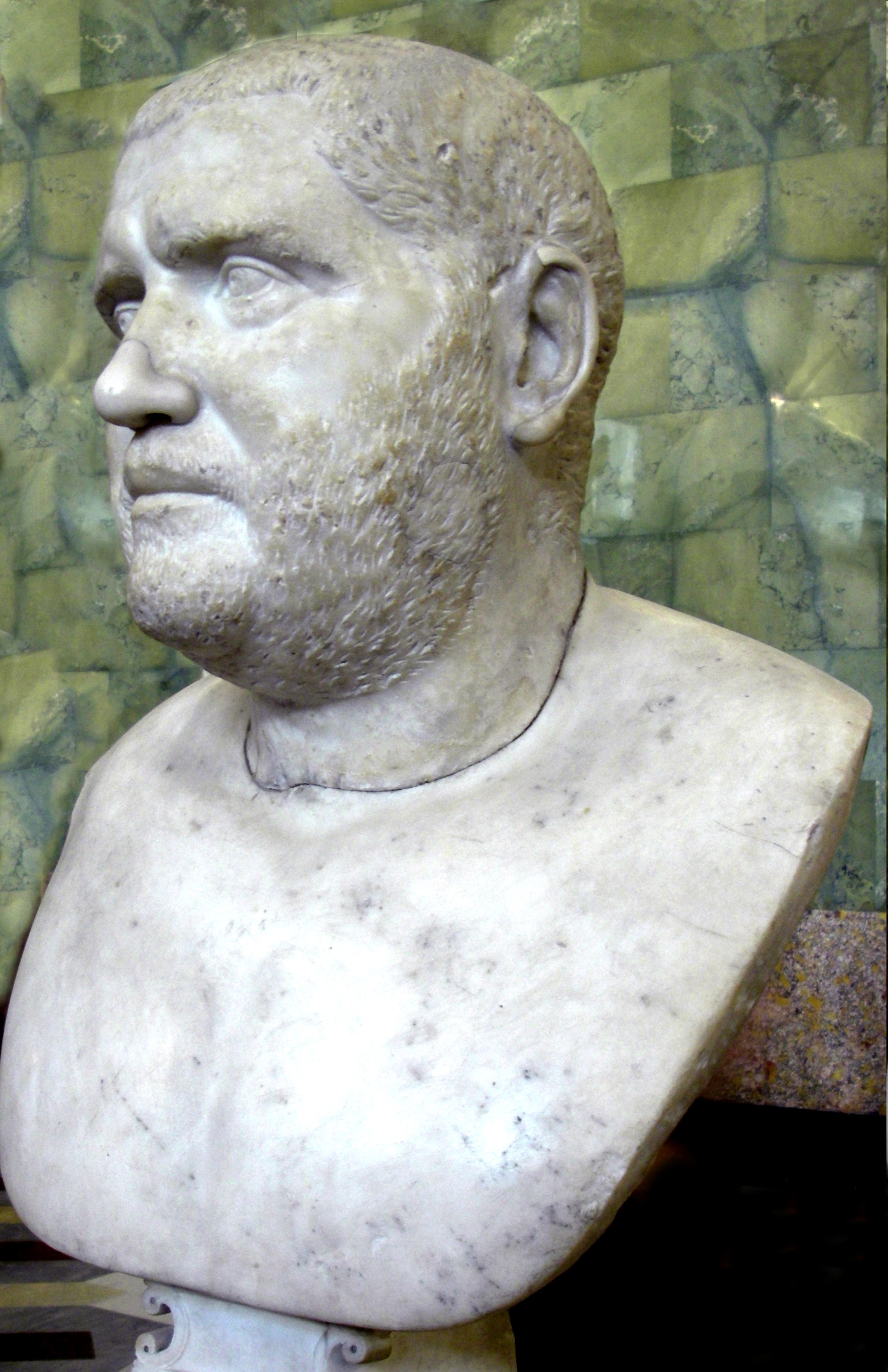
Портрет Бальбина, Эрмитаж
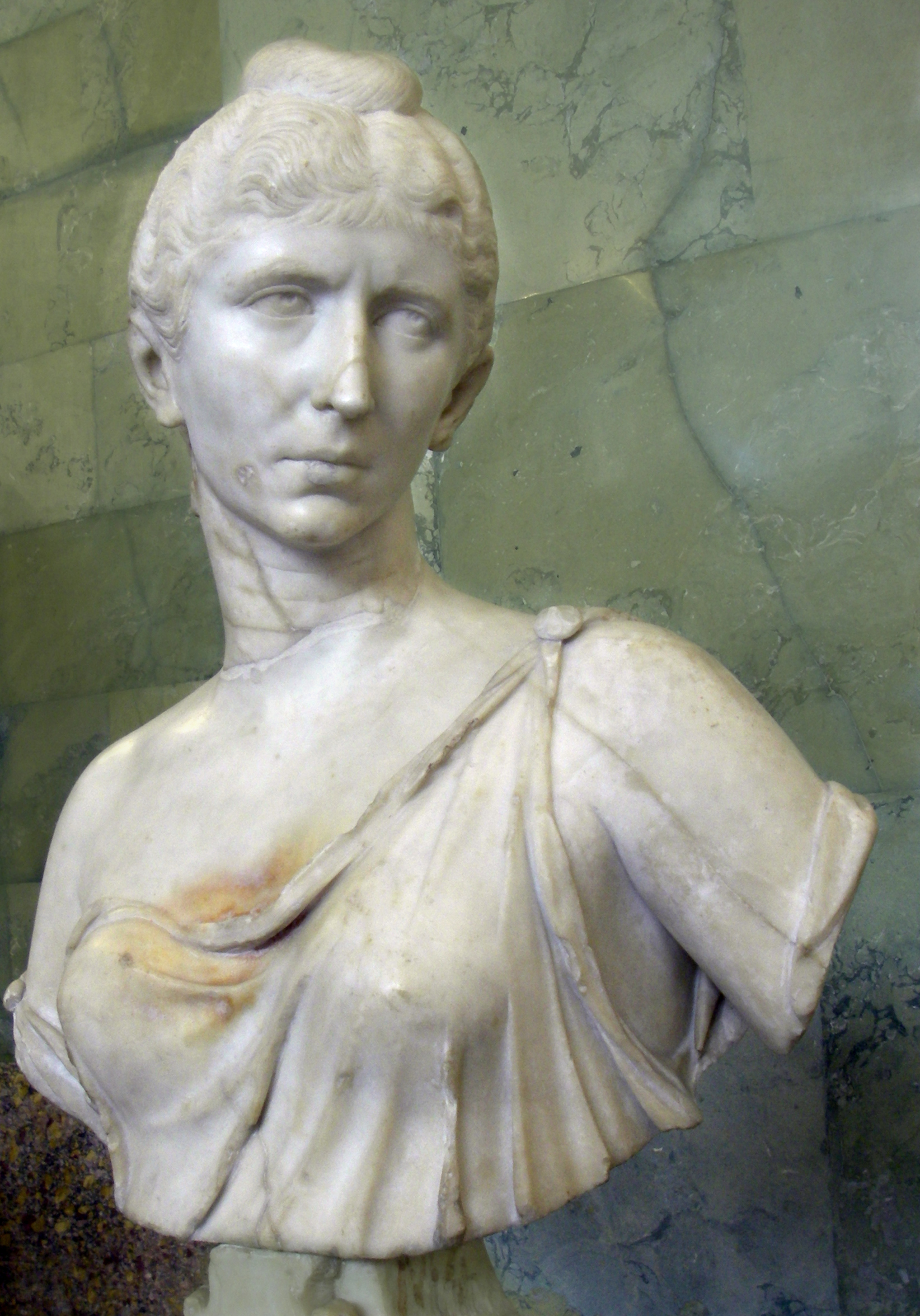
Бюст римлянки (Корнелия Салонина (?), жена императора Галлиена). Мрамор. Около середины III в. Санкт-Петербург, Государственный Эрмитаж
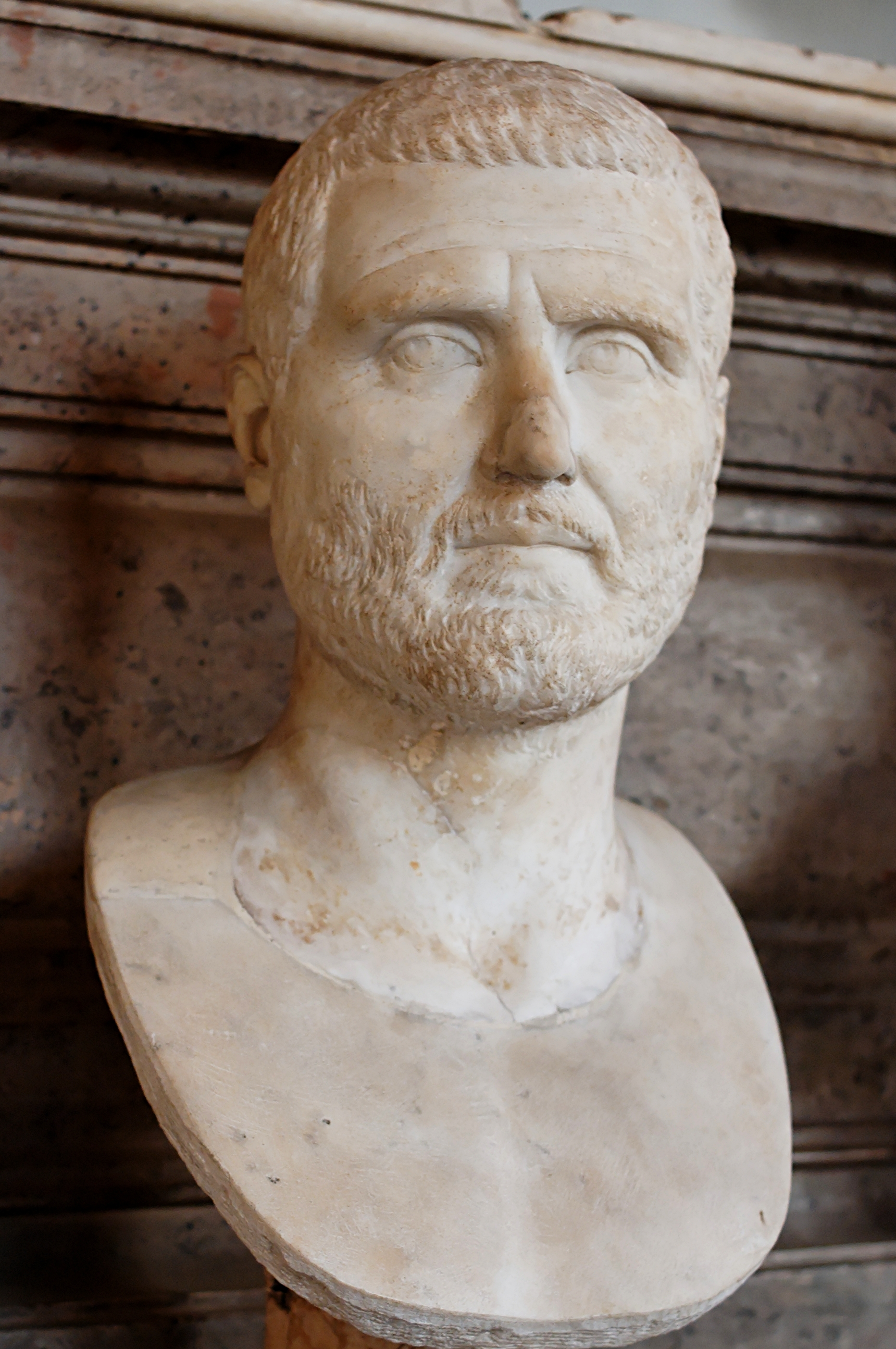
Гордиан I, Британский музей
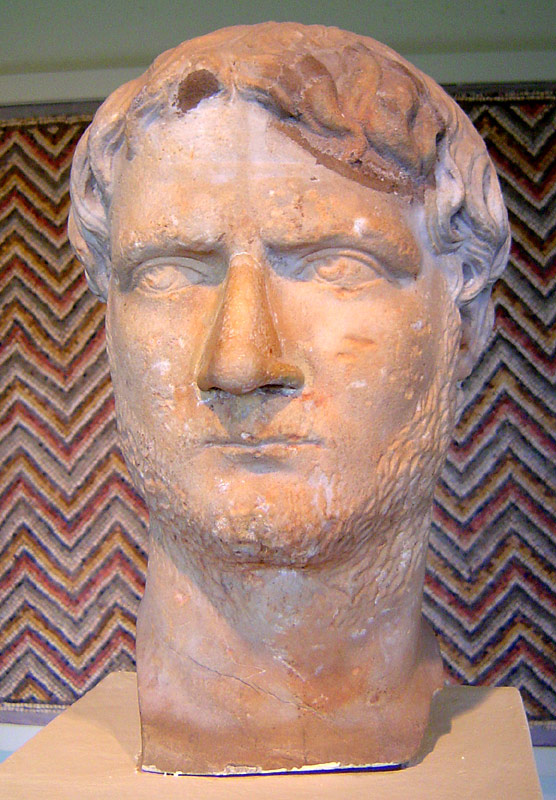
Галлиен, Antikensammlung, Берлин
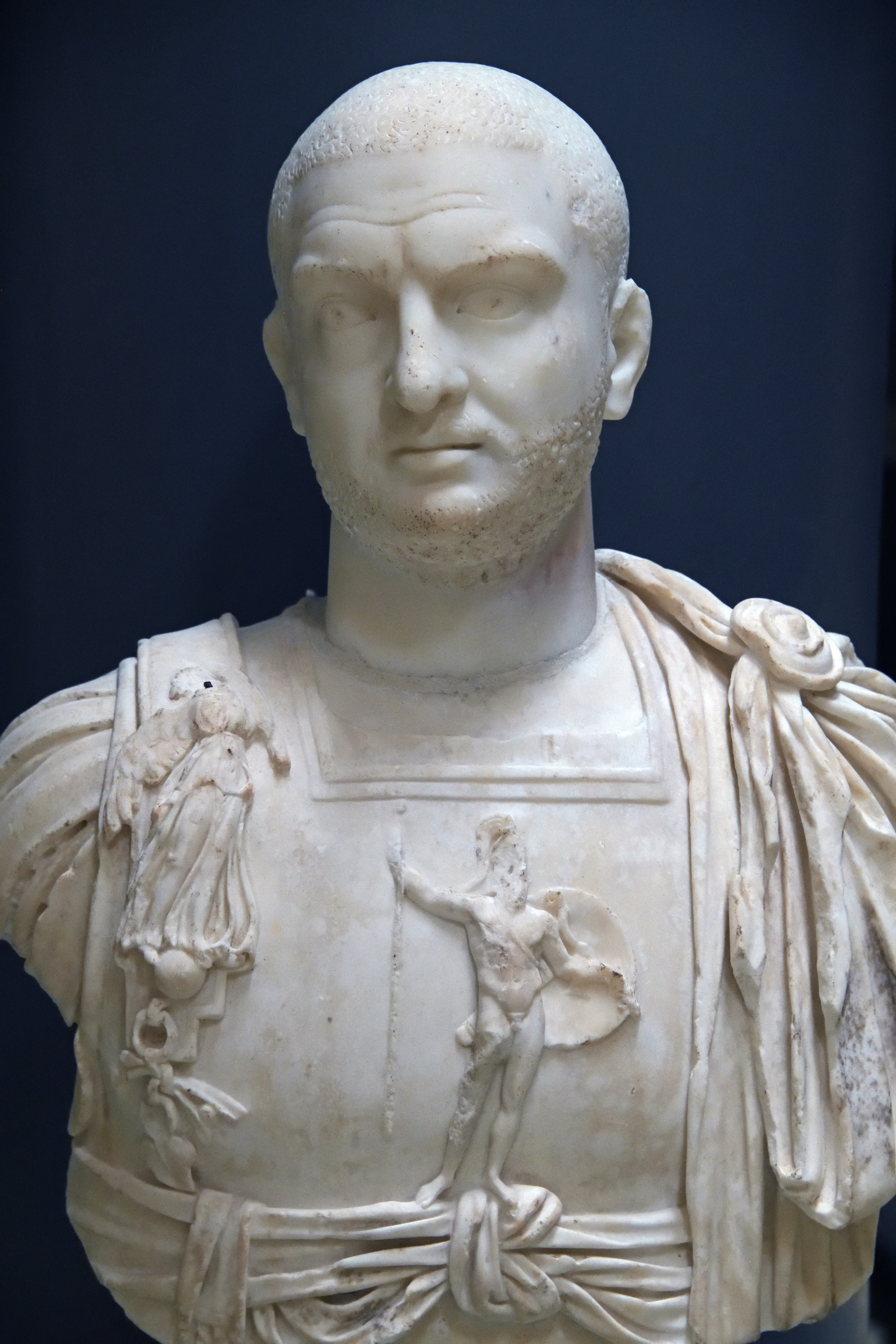
Статуя Требониана Галла. Бронза. 251-254 гг. Нью-Йорк, Метрополитен-музей
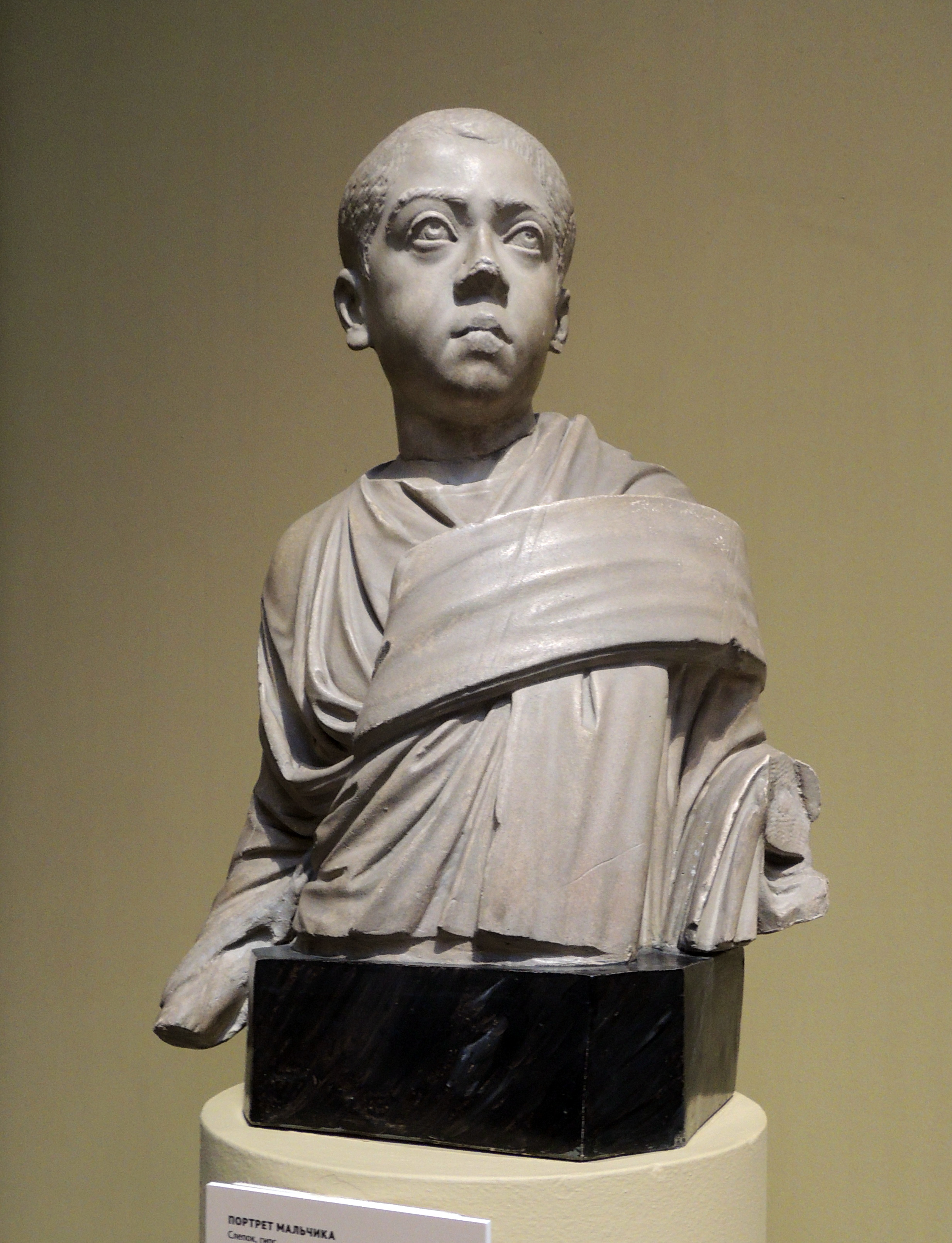
Мальчик в тоге, Дрезден, Альбертинум. 2-я четв. III в.

#### Портрет иллирийских императоров

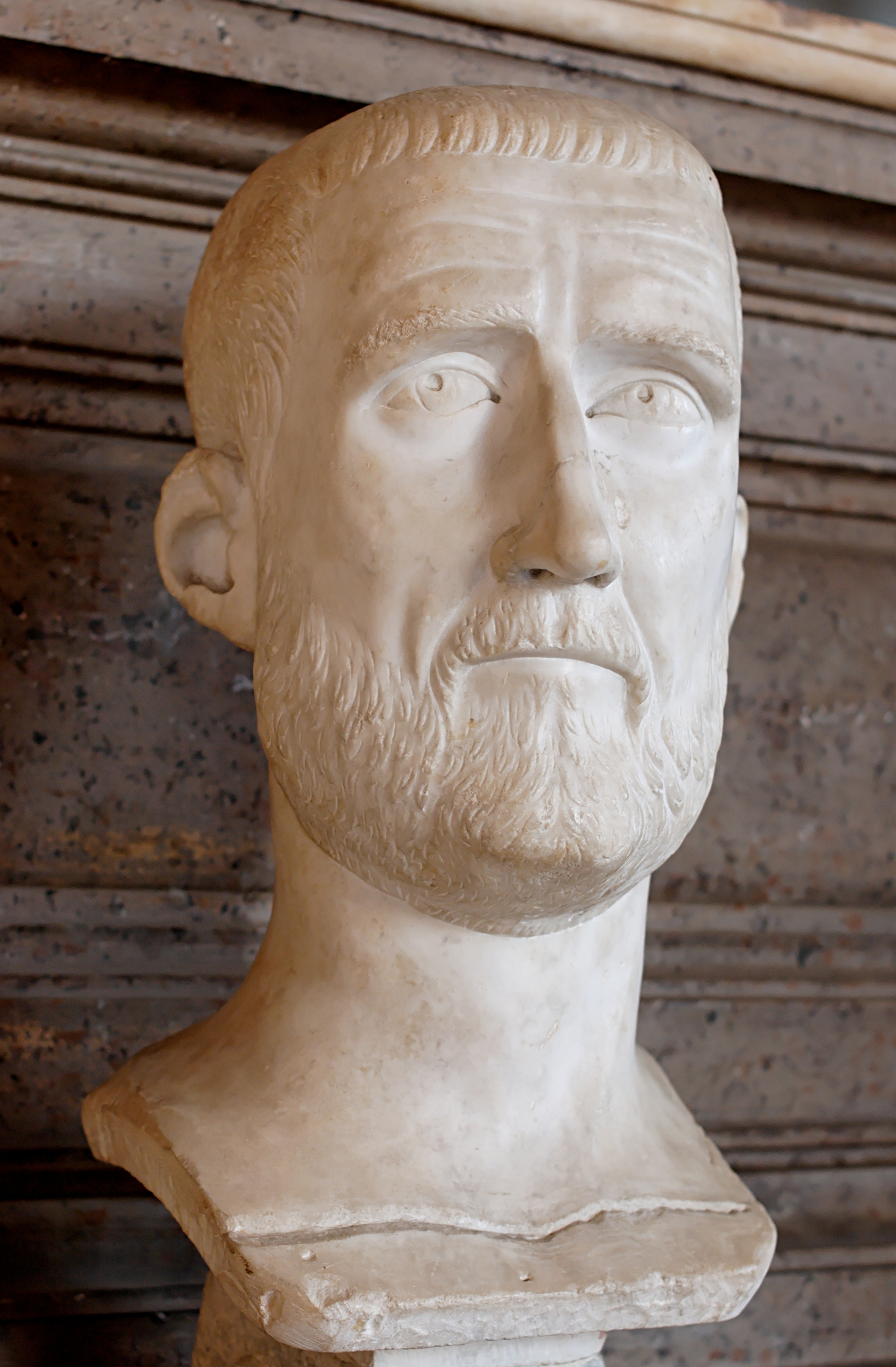
Портрет императора Проба, Капитолийские музеи

Иллирийские императоры (268—282 гг.), являясь частью периода солдатских императоров, все же отличались от них. Это время было переходным, ведущим к сложению домината. Для этого этапа характерен переходный стиль портрета без твердо выраженного типа изображения, в различных областях империи он отличался различными чертами, но в итоге все шло к упрощению. «Мелкими насечками обозначены брови, затеняющие глаза с четко вырезанными округлыми зрачками, посаженными под верхними веками»

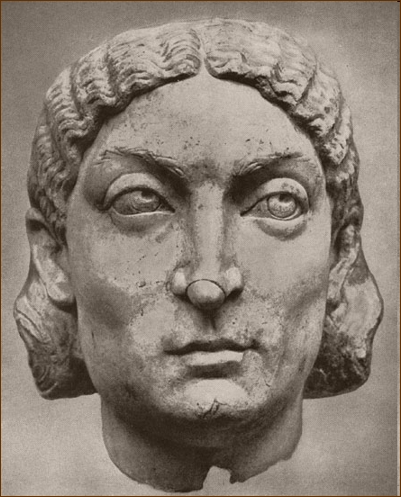
Портрет пожилой женщины, Латеранский музей
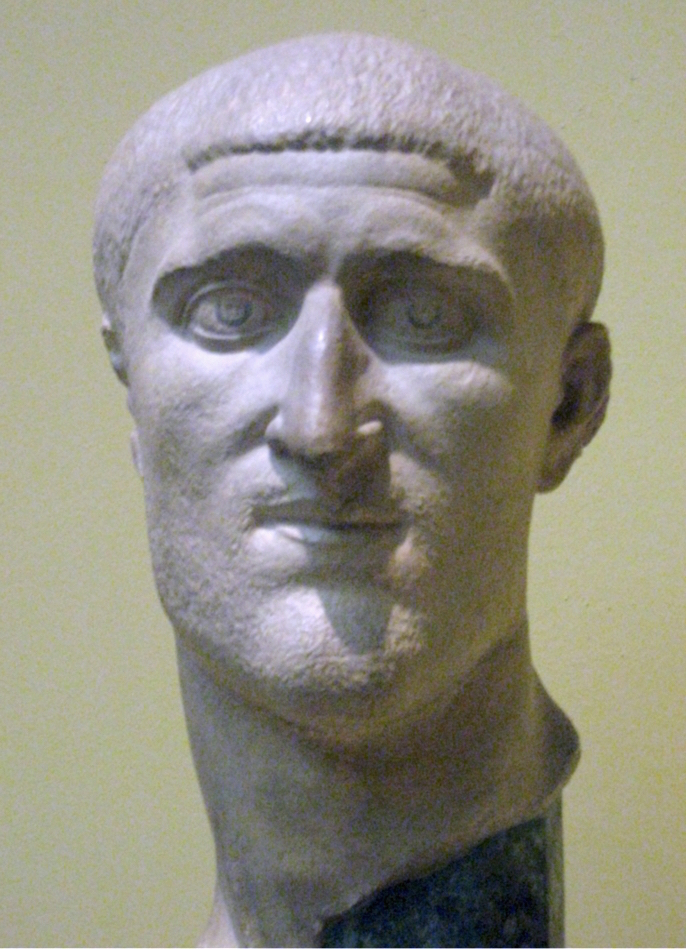
Портрет императора Констанция I Хлора, Антиксаммлунг, Берлин. Хронологически относится к следующему периоду, но еще носит черты переходного стиля.

#### Портрет IV века

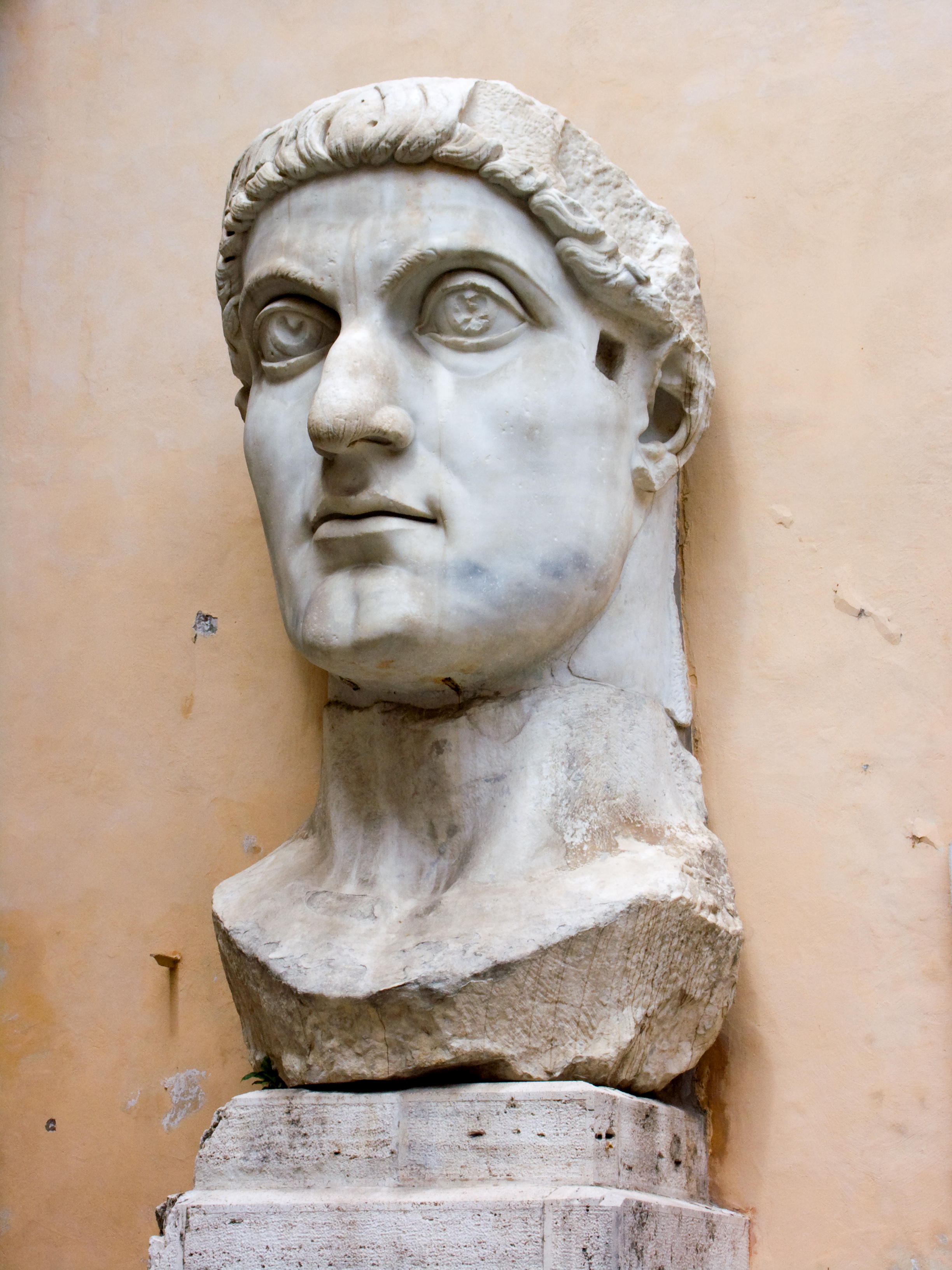
Колосс Константина Великого, Капитолийские музеи

Следующий период начинается с правления Диоклетиана. В это время — конце III — начале IV века в римлянах просыпается стремление к возрождению величия и мощи империи, что проявляется в особой любви к грандиозности, присущей и архитектуре и изобразительному искусству этого времени. Везде царит масштабность, в том числе и в портрете — раньше были распространены изображения в натуральную величину, теперь они в несколько раз больше натуры. «Для рассматриваемого периода характерно отсутствие в искусстве портрета единого, главного направления, что, несомненно, отражает растущую тенденцию к расчленению Римской империи». В портретах предшественников Константина, которые еще носят черты стиля переходной эпохи, сохраняется реализм, но происходит нарастание новых черт. Трактовка деталей (глаз, волос) становится подчеркнуто графичной, а черты лица застывают, приобретая маскообразность. В эпоху тетрархии на востоке складывается свой тип: компактное построение головы, исполненные мелкой насечкой волосы, короткая, обозначенная точками борода, широкое лицо с морщинами на лбу и у переносицы, сообщающими лицу стандартный налет страдания и раздумий.
Со времён Константина начинается новый этап развития портрета. В раннеконстантиновский период разделяются два направления: продолжение традиции и поиски нового решения. При Константине устанавливается новая мода на прическу — обрамление геометрически правильной челкой лба по дуге; мода сохранится в течение столетия. Зрачки начинают врезать широким полукругом (впервые это встречается на портрете Диоклетиана из Дориа-Памфили, а теперь употребляется повсеместно). Такой способ изображать зрачок придает взгляду выражение напряженности и сосредоточенности, которые станут типичными для портретов IV века. Поскольку Константин был сильным правителем, в его эпоху происходит очередной всплеск классицизма, который всегда удобен империям для отображения спокойствия и мощи. Классицизм этого периода осложнён новыми верованиями, которые акцентируют значение духовного, божественного начала, противопоставляя его миру материальному, чувственному, в отличие от античного мировоззрения, проповедовавшего гармоничное сочетание физического и духовного начала в человеке. Передача конкретного сходства уходит на второй план в списке задач скульптора. Начиная с Константина портрет порывает с традициями реализма, лежавшими в основе всего предшествующего развития римской портретной скульптуры. Не без борьбы, реалистические портреты, которые до сих пор создаются, уступают поле боя. Основной характер модели подобного портрета становится суровым и аскетичным, даже религиозно фанатичным; «для выразительности скульптор использует новый арсенал изобразительных средств — строго фронтальную постановку головы, симметричное построение черт лица, графичность и орнаментальность в передаче деталей. Но главными становятся глаза с их неподвижно-пристальным, застывшим взглядом, в котором концентрируется вся экспрессия лица».
При наследниках Константина классицизм портретов его времени сходит на нет. Совсем явственно акцентируются глаза, которые говорят о том, что все материальное и телесное в портрете подчиняется теперь духовному началу (что естественно для эпохи начала власти христианства). Создаётся свой собственный стиль, который сочетает обобщенную и стилизованную трактовку человека, лишенную индивидуальных признаков с особым интересом к передаче его внутренней, экзальтированно-духовной сущности. Человеческое лицо теряет индивидуально-конкретные черты, а с ними и своё значение портрета. Оно становится отвлеченным образом, иконой.

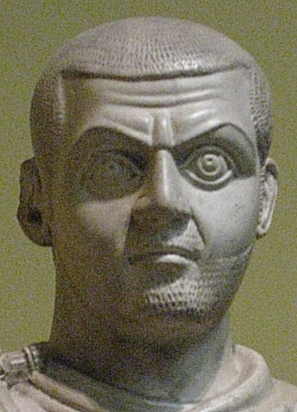
Портрет императора Максимина II Дазы, Каир
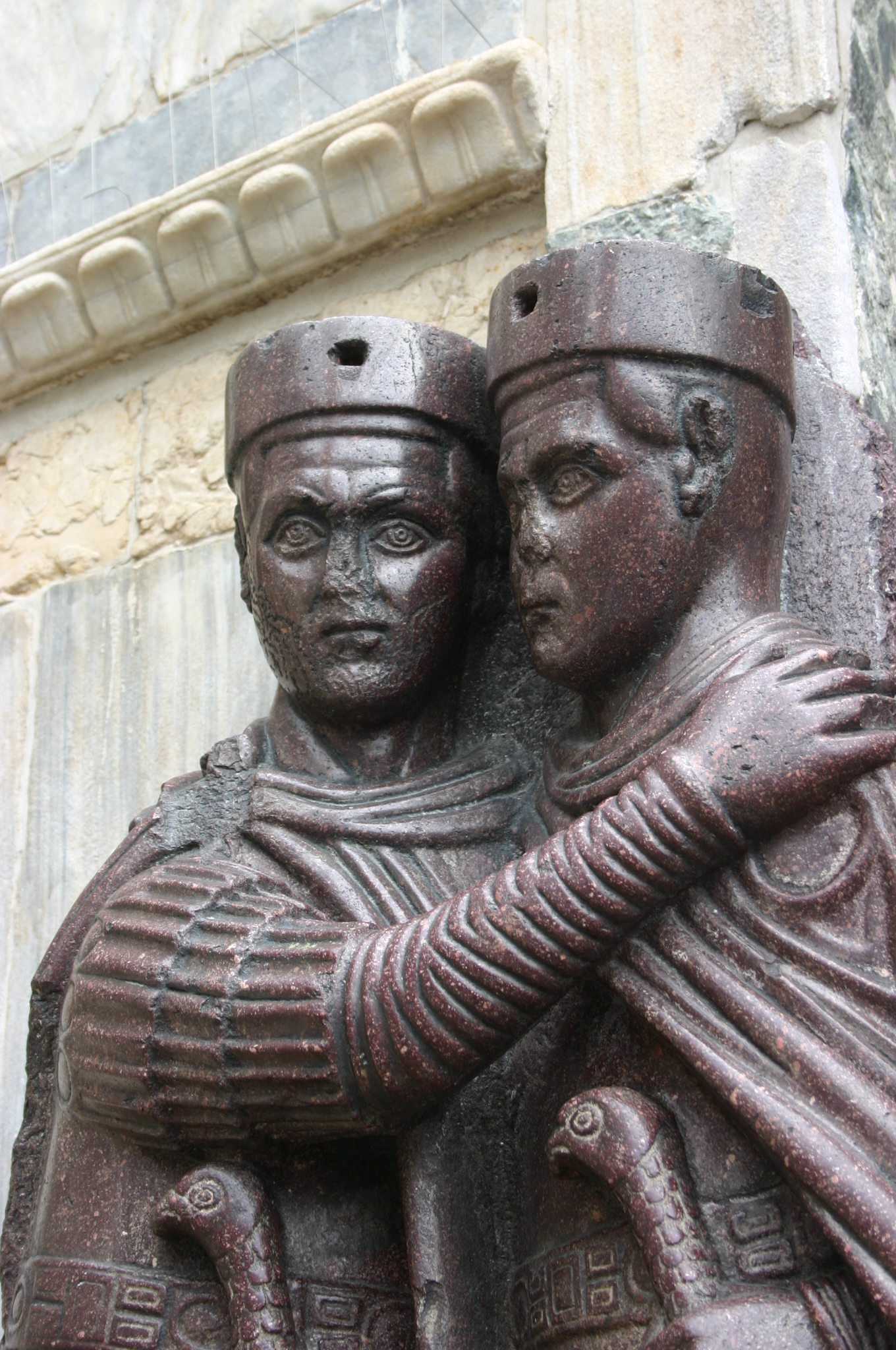
«Четыре тетрарха», фрагмент (Собор Святого Марка, Венеция)
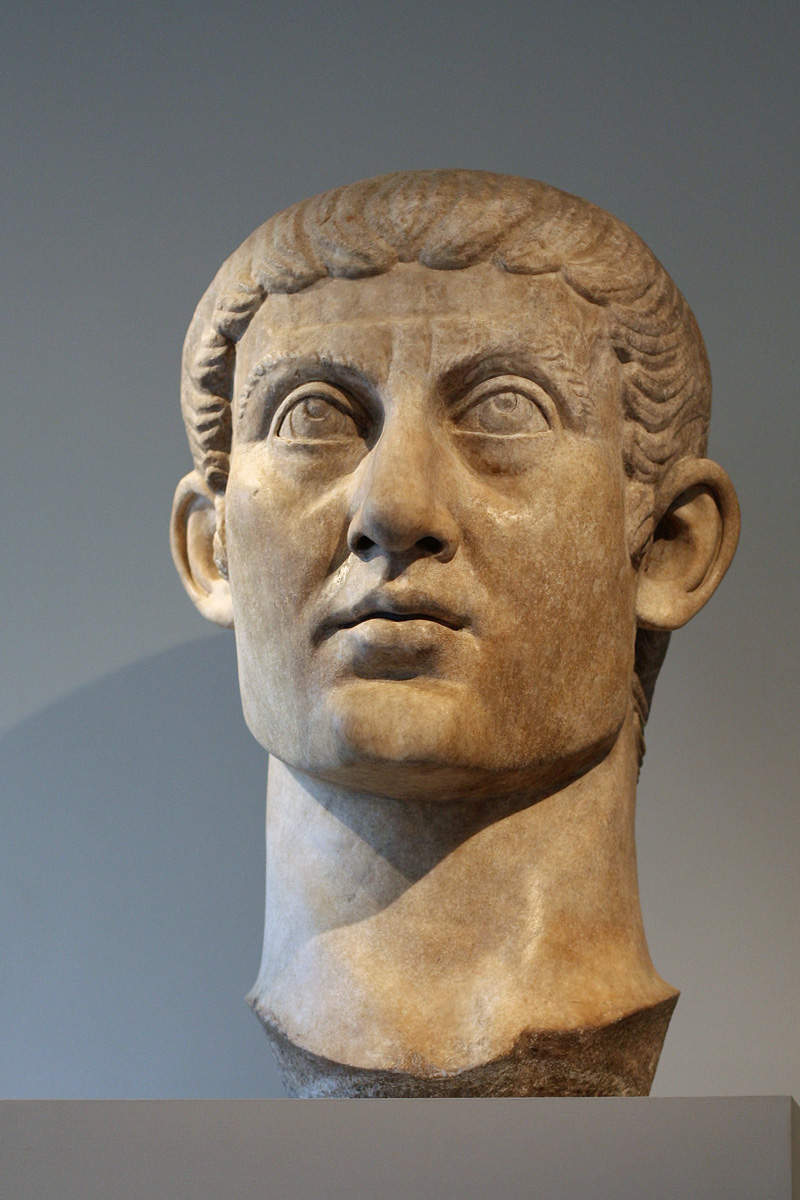
Портрет Константина Великого, ок. 324–337, Музей Метрополитен
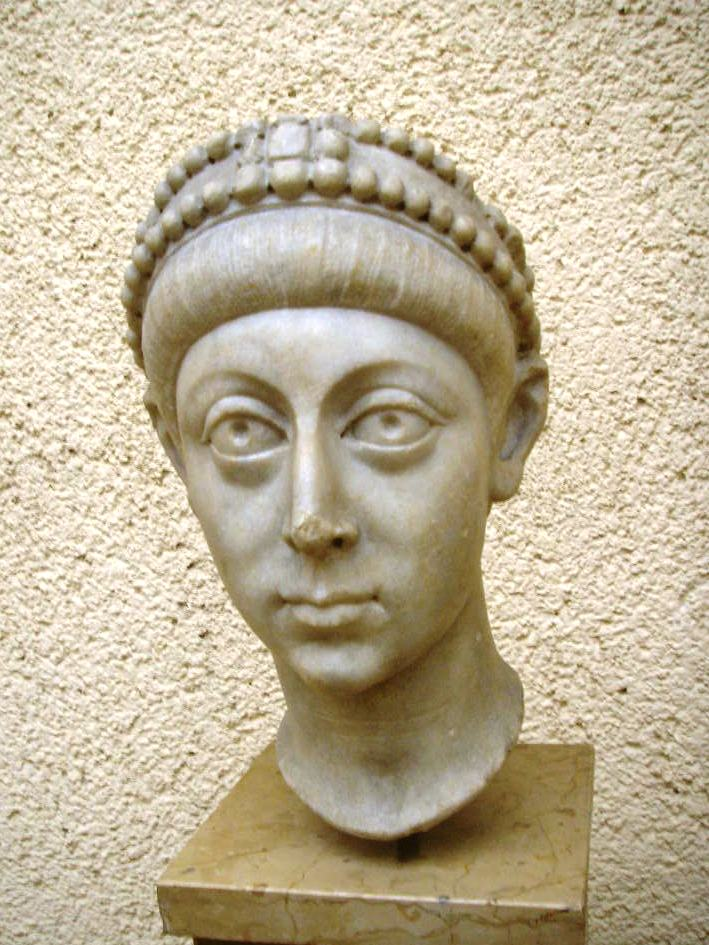
Портрет императора Аркадия, к. IV века, Археологический музей, Стамбул

## В культуре
Александр Герцен писал:

В Ватикане есть новая галерея, в которой, кажется, Пий VII собрал огромное количество статуй, бюстов, статуэток, вырытых в Риме и его окрестностях. Вся история римского падения выражена тут бровями, лбами, губами; от дочерей Августы до Поппеи матроны успели превратиться в лореток, и тип лоретки побеждает и остается; мужской тип, перейдя, так сказать, самого себя в Антиное и Гермафродите, двоится: с одной стороны, плотское и нравственное падение, загрязненные черты развратом и обжорством, кровью и всем на свете, безо лба, мелкие, как у гетеры Гелиогабала, или с опущенными щеками, как у Галбы; последний тип чудесно воспроизвелся в неаполитанском короле. Но есть и другой — это тип военачальников, в которых вымерло все человеческое, и осталась одна страсть — повелевать; ум узок, сердца совсем нет — это монархи властолюбия, в их чертах видна сила и суровая воля. Таковы гвардейские и армейские императоры, которых крамольные легионеры ставили на часы к империи (недоступная ссылка).